# Zambia
Zambia, oficialmente la República de Zambia (en inglés: Republic of Zambia), es un país sin salida al mar ubicado en el centro-sur del continente africano. Limita con la República Democrática del Congo al norte, Tanzania al noreste, Malaui y Mozambique al este, Zimbabue y Botsuana al sur, Namibia al suroeste y con Angola al oeste. Su nombre actual proviene del río Zambeze, el principal del país. La población se concentra principalmente alrededor de su capital, Lusaka, en el sur y la provincia de Copperbelt en el norte, los principales centros económicos del país.
Habitada originalmente por pueblos joisán, la región se vio alterada por la expansión bantú durante el siglo XIII. Siguiendo a los exploradores europeos en el siglo XVIII, los británicos colonizaron la región y formaron los protectorados de Rodesia del Nordeste y Barotselandia hacia finales del siglo XIX. Estos se fusionaron en 1911 para formar Rodesia del Norte. Durante la mayor parte del período colonial, Zambia estuvo gobernada por una administración designada desde Londres con el asesoramiento de la Compañía Británica de Sudáfrica.
Zambia proclamó su independencia del Reino Unido el 24 de octubre de 1964, con Kenneth Kaunda como su primer presidente a través del Partido Unido de la Independencia Nacional (UNIP), que se mantuvo el poder de 1964 a 1991. Kaunda desempeñó un papel clave en la diplomacia regional en la búsqueda de soluciones a los conflictos en Rodesia del Sur (Zimbabue), Angola y Namibia. De 1972 a 1991, Zambia fue un estado unipartidista bajo el lema «Una Zambia, una nación» acuñado por Kaunda. El socialdemócrata Frederick Chiluba del Movimiento para la Democracia Multipartidista ganó las elecciones de 1991, comenzando un período de descentralización y crecimiento socioeconómico. Desde entonces, Zambia se ha convertido en un estado multipartidista y ha experimentado varias transiciones pacíficas de poder. El actual presidente es Hakainde Hichilema.

## Historia
El territorio actual de Zambia fue originalmente poblado por tribus khoisan de cazadores-recolectores, que fueron desplazados hace unos dos mil años por pueblos migratorios, más avanzados tecnológicamente. Así mismo, a partir del siglo XII, comienza la gran migración bantú que habría de poblar gran parte del continente.
Entre esos pueblos se encontraban los tonga (también llamados batonga) que fueron los primeros en establecerse en Zambia. Los nkoya probablemente llegaron incluso antes, estableciéndose en el territorio desde los reinados Luba-Lunda del norte.
Otros grupos siguieron llegando, con un gran influjo entre los siglos XVII y XIX. Esta inmigración procedía de los Luba y Lunda originarios de la actual República Democrática del Congo y el norte de Angola. A lo largo del siglo XIX llegaron los nguni desde el sur, como consecuencia del Mfecane.

### Colonización europea
Visitada por los portugueses en el siglo XVIII, la actual Zambia fue explorada por el británico David Livingstone. La penetración colonial se inició en 1890, por medio de la British South Africa Company. Su gran artífice fue Cecil Rhodes, presidente de la British South African Company, que se dedicó a explotar los minerales de la zona y cuyo apellido daba nombre a dos países: Rodesia del Norte y Rodesia del Sur (actualmente Zambia y Zimbabue).
La antigua Rodesia del Norte, en 1953 el Reino Unido intentó unirla a Rodesia del Sur (actual Zimbabue) y Malaui, pero los intereses de los colonos blancos de Rodesia del Sur hicieron que en 1964 Rodesia del Norte se separase, formando el nuevo Estado de Zambia. En 1964, Kenneth Kaunda fue elegido como primer (y único) primer ministro de Rhodesia del Norte.

### República de Zambia

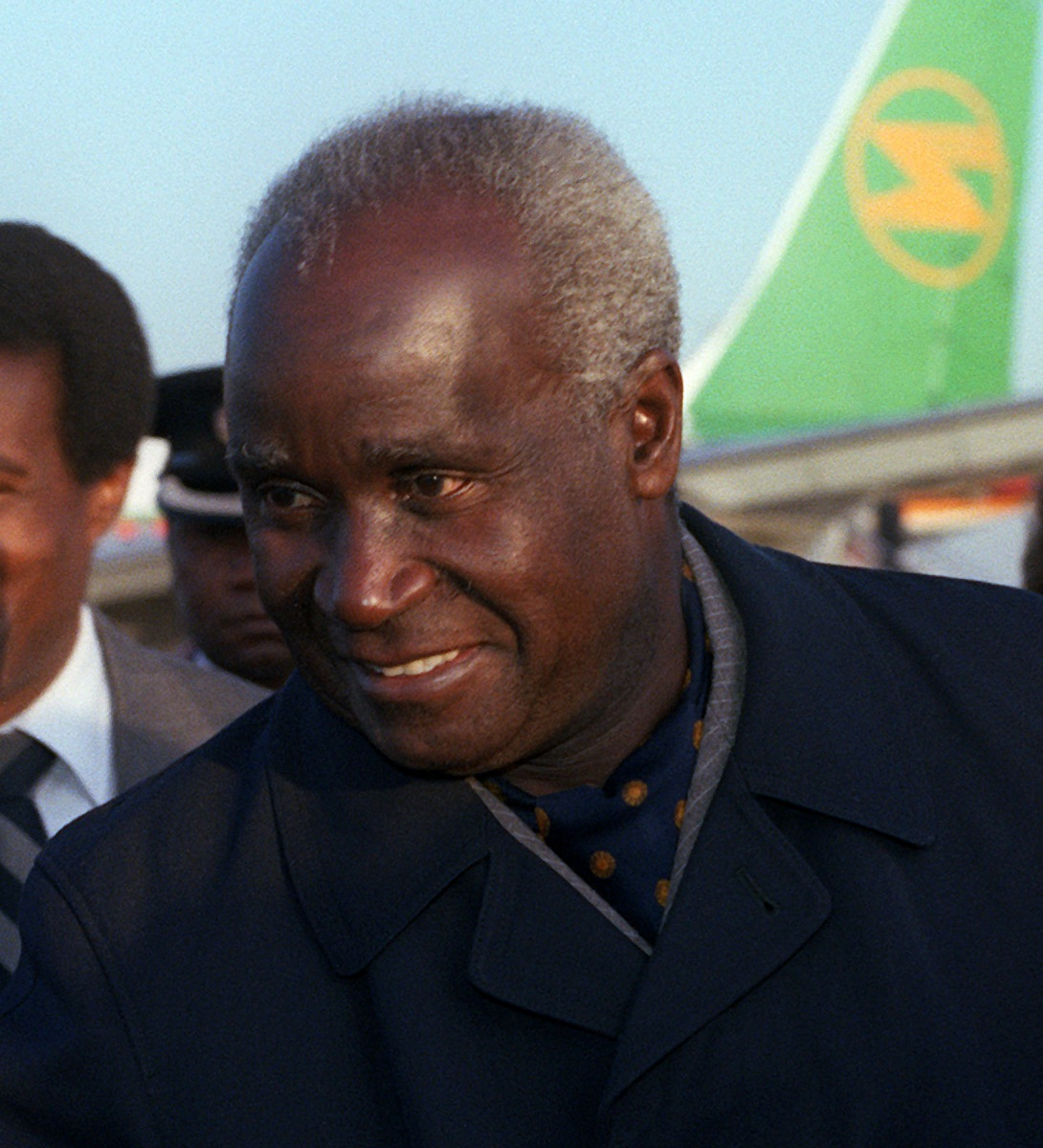
Kenneth Kaunda, primer Presidente de Zambia.

En el momento de su independencia, las arcas del Estado zambiano estaban vacías y el sistema educativo era casi inexistente. Se nacionalizaron las minas y los ferrocarriles. La nacionalización de las minas de cobre, que suponían el 90% de los ingresos en divisas del país, coincidió con una crisis energética mundial y una caída de los precios del cobre, lo que provocó una espiral de endeudamiento de la que el país nunca se recuperaría. Se llevaron a cabo varios proyectos de industrialización en cooperación con China, entre ellos el emblemático «Tanzam», la línea ferroviaria que une el país con el puerto de Dar es Salaam, en Tanzania, y la presa del desfiladero de Kafue para eliminar la dependencia del país del carbón de Rodesia.
En 1973 el país cerró las fronteras con la República de Rodesia (actual Zimbabue), en protesta contra el régimen de Ian Smith el cual fue considerado racista por el gobierno de Zambia. En 1979, comandos de Rodesia destruyeron en Lusaka el cuartel general del movimiento guerrillero Unión del Pueblo Africano de Zimbabue. En 1982, las medidas de austeridad económica llevaron a una huelga general contra Kaunda. La crisis se agravó con el bajón internacional del precio del cobre.
Kaunda fue reelecto varias veces, quedándose en la presidencia hasta 1991, año en el que es reemplazado por Frederick Chiluba. El gobierno siguió las recomendaciones del Fondo Monetario Internacional (FMI) y privatizó muchas empresas, entre ellas el cobre, principal recurso del país, y las compañías aéreas. A principios de la década de 2000, la continuación del programa de privatizaciones provocó despidos masivos y un aumento de la pobreza. En 2002, la sequía amenazó de hambruna a tres millones de personas. Entre diversas acusaciones de malversación de fondos y otros casos de corrupción de su administración, Chiluba dimitió al cargo en enero de 2002, siendo sucedido por su vicepresidente Levy Patrick Mwanawasa, quien inicia una campaña anticorrupción en su país, pero fallece el 19 de agosto de 2008. Mwanawasa es reemplazado por Rupiah Banda (quien era el vicepresidente al momento de su muerte). Banda ejerció el cargo desde noviembre de 2008 hasta septiembre de 2011, siendo reemplazado en el poder por Michael Sata, quien fue apodado «El Rey Cobra» (King Cobra) durante su candidatura. Tras su repentina muerte, ocurrida el 28 de octubre de 2014, Sata es sucedido de forma interina por el vicepresidente Guy Scott, el primer presidente blanco del África subsahariana desde el régimen de apartheid. En 2015 accedió a la presidencia Edgar Chagwa Lungu. Fue reelegido en 2016.

## Gobierno y política
Zambia es una república, en la que el poder ejecutivo lo tiene el presidente —que es también el jefe de Estado y el de gobierno— y el vicepresidente, elegidos por un período de cinco años por voto popular. También había el cargo de primer ministro, abolido durante el gobierno de Chiluba en 1991.
El gobierno está compuesto por un gabinete elegido por el presidente entre los miembros de la Asamblea Nacional.
El poder legislativo es unicameral; lo ejerce la Asamblea Nacional, la cual cuenta con 150 miembros electos por mayoría simple para un periodo de 5 años.
El poder judicial lo tiene la Corte Suprema, aunque los jueces son designados por el presidente; debajo de la Corte Suprema está la Corte Superior, las Cortes de Magistrados y cortes locales en cada una de las provincias.
Zambia es uno de los países políticamente más estables de África, y uno de los pocos que no ha sufrido golpes de estado ni conocido regímenes autoritarios a lo largo de su historia.

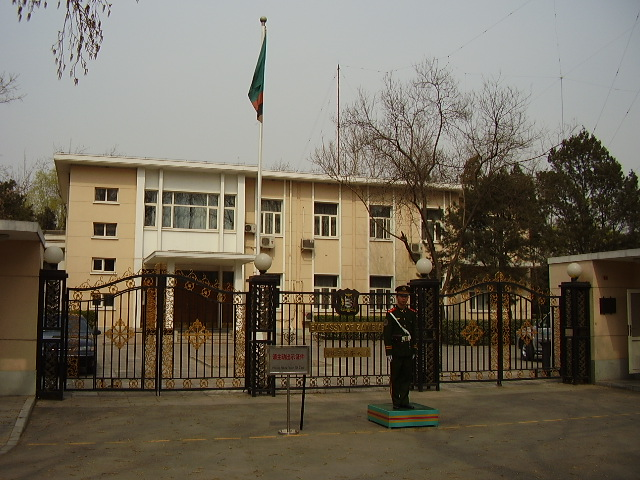
Embajada de Zambia en Pekín, República Popular de China.

### Política exterior
Tras su independencia en 1964, las relaciones exteriores de Zambia se centraron sobre todo en el apoyo a los movimientos de liberación de otros países del sur de África, como el Congreso Nacional Africano y la SWAPO. Durante la Guerra Fría, Zambia fue miembro del Movimiento de Países No Alineados.
Zambia es miembro de 44 organizaciones internacionales, entre las que destacan Naciones Unidas, la Organización Mundial del Comercio, la Unión Africana, la Commonwealth de Naciones y la Comunidad para el Desarrollo del África Austral.
Zambia mantiene un litigio fronterizo por la convergencia de las fronteras de Botsuana, Namibia, Zambia y Zimbabue. Otro litigio con la República Democrática del Congo se refiere al enclave de Lunchinda-Pweto.
Tras su independencia en 1964, Zambia fue uno de los países que más se opuso al dominio de la minoría blanca y al colonialismo. El presidente Kenneth Kaunda, que ocupó el cargo entre 1964 y 1991, fue un defensor muy visible del cambio en África Austral. Apoyó activamente a UNITA durante la liberación de Angola y la guerra civil, a SWAPO durante su lucha por la independencia de Namibia de la Sudáfrica del apartheid, a Rodesia del Sur (ahora Zimbabue) y al Congreso Nacional Africano en su lucha contra el apartheid en Sudáfrica.
Muchas de estas organizaciones tuvieron su sede en Zambia durante las décadas de 1970 y 1980. Por este motivo, tanto Sudáfrica como Rodesia llevaron a cabo incursiones militares contra objetivos dentro de Zambia. El apoyo de Zambia a los diversos movimientos de liberación también causó problemas a la economía zambiana, ya que dependía en gran medida del suministro eléctrico y del transporte a través de Sudáfrica y Rodesia. Sin embargo, estos problemas se solucionaron en parte con la presa de Kariba y la construcción del ferrocarril Tan-Zam, apoyado por China.

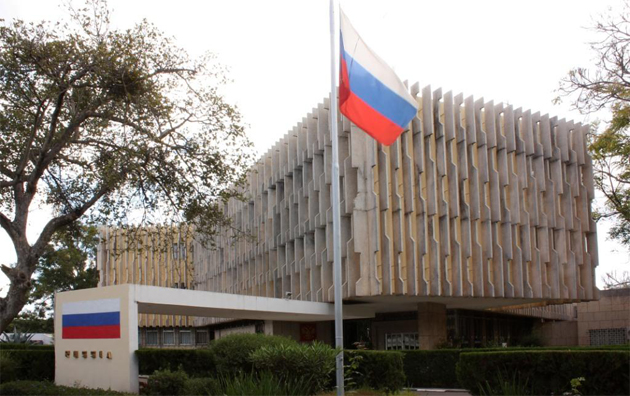
Embajada de Rusia en Lusaka, Zambia.

el presidente Frederick Chiluba (1991-2002), también desempeñó un papel importante en la política africana. Su gobierno desempeñó un papel regional constructivo patrocinando las conversaciones de paz de Angola que desembocaron en los Protocolos de Lusaka de 1994. Zambia ha aportado tropas a las iniciativas de mantenimiento de la paz de la ONU en Mozambique, Ruanda, Angola y Sierra Leona. Zambia fue el primer Estado africano en cooperar con la investigación del Tribunal Internacional sobre el genocidio de Ruanda de 1994.
En 1998, Zambia lideró los esfuerzos para establecer un alto el fuego en la República Democrática del Congo (RDC). Zambia participó activamente en los esfuerzos de paz congoleños tras la firma de un acuerdo de alto el fuego en Lusaka en julio y agosto de 1999, aunque la actividad disminuyó considerablemente después de que la Comisión Militar Conjunta encargada de aplicar el alto el fuego se trasladara a Kinshasa en septiembre de 2001.

### Defensa

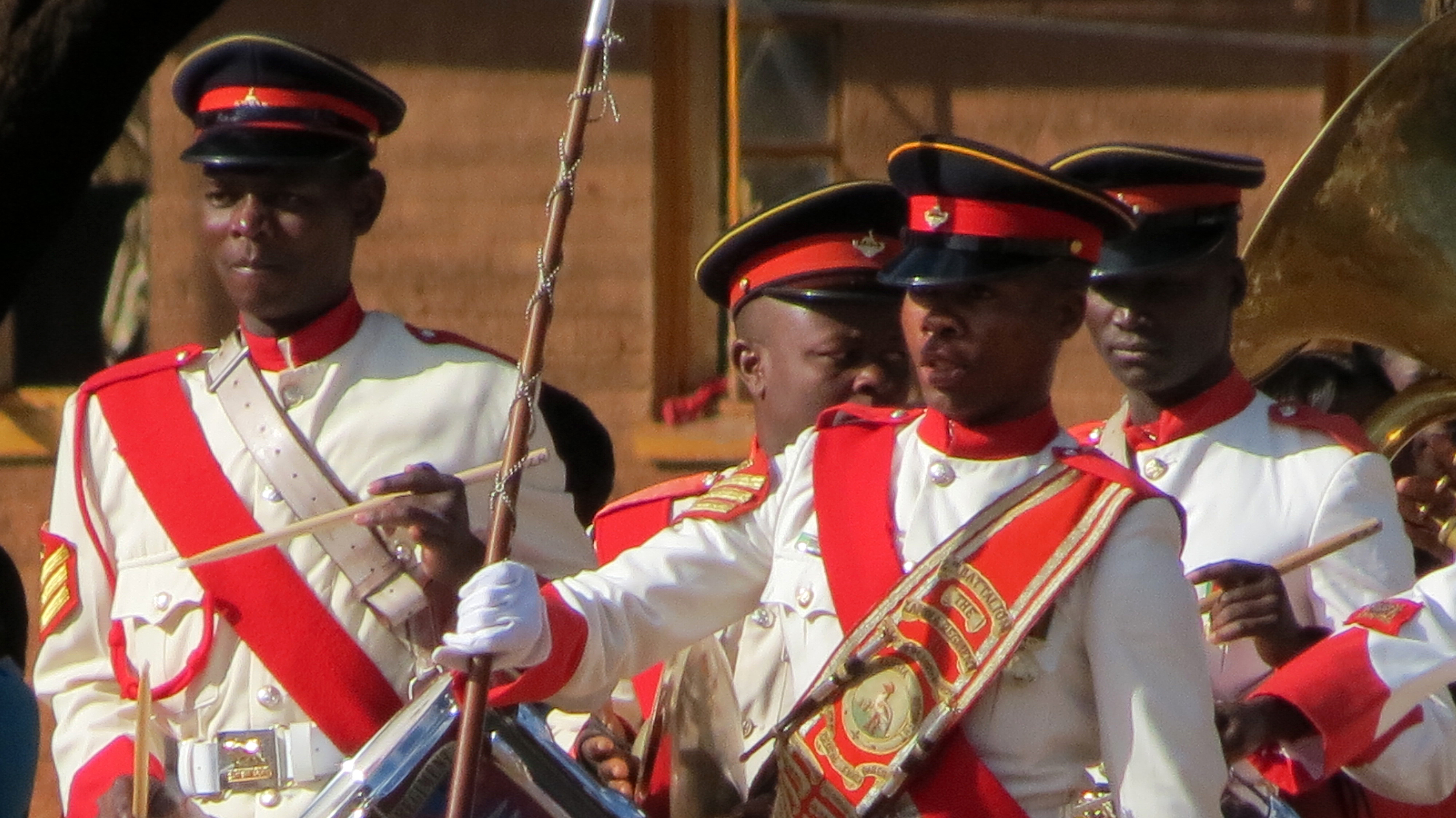
Una banda militar de Zambia

Las Fuerzas de Defensa de Zambia son el ejército de Zambia. Se compone del Ejército de Zambia, la Fuerza Aérea de Zambia y el Servicio Nacional de Zambia. Las fuerzas de defensa se formaron con la independencia de Zambia, el 24 de octubre de 1964, a partir de unidades constituyentes de las disueltas Fuerzas Armadas de la Federación de Rodesia y Nyasalandia. Durante las décadas de 1970 y 1980, desempeñó un papel clave en varios conflictos regionales, como la guerra fronteriza sudafricana y la guerra de Rodesia. Al ser un país sin salida al mar, Zambia carece de armada, aunque el ejército zambiano mantiene una unidad de patrulla marítima para mantener la seguridad en las masas de agua interiores.
Las Fuerzas de Defensa de Zambia tienen sus raíces en el Regimiento de Rodesia del Norte, una unidad militar multiétnica creada por el gobierno colonial británico que sirvió con distinción durante la Segunda Guerra Mundial. En 1960, las colonias constituyentes de Rodesia del Norte, Rodesia del Sur y Nyasalandia se fusionaron en una dependencia británica autónoma conocida como Federación de Rodesia y Nyasalandia.

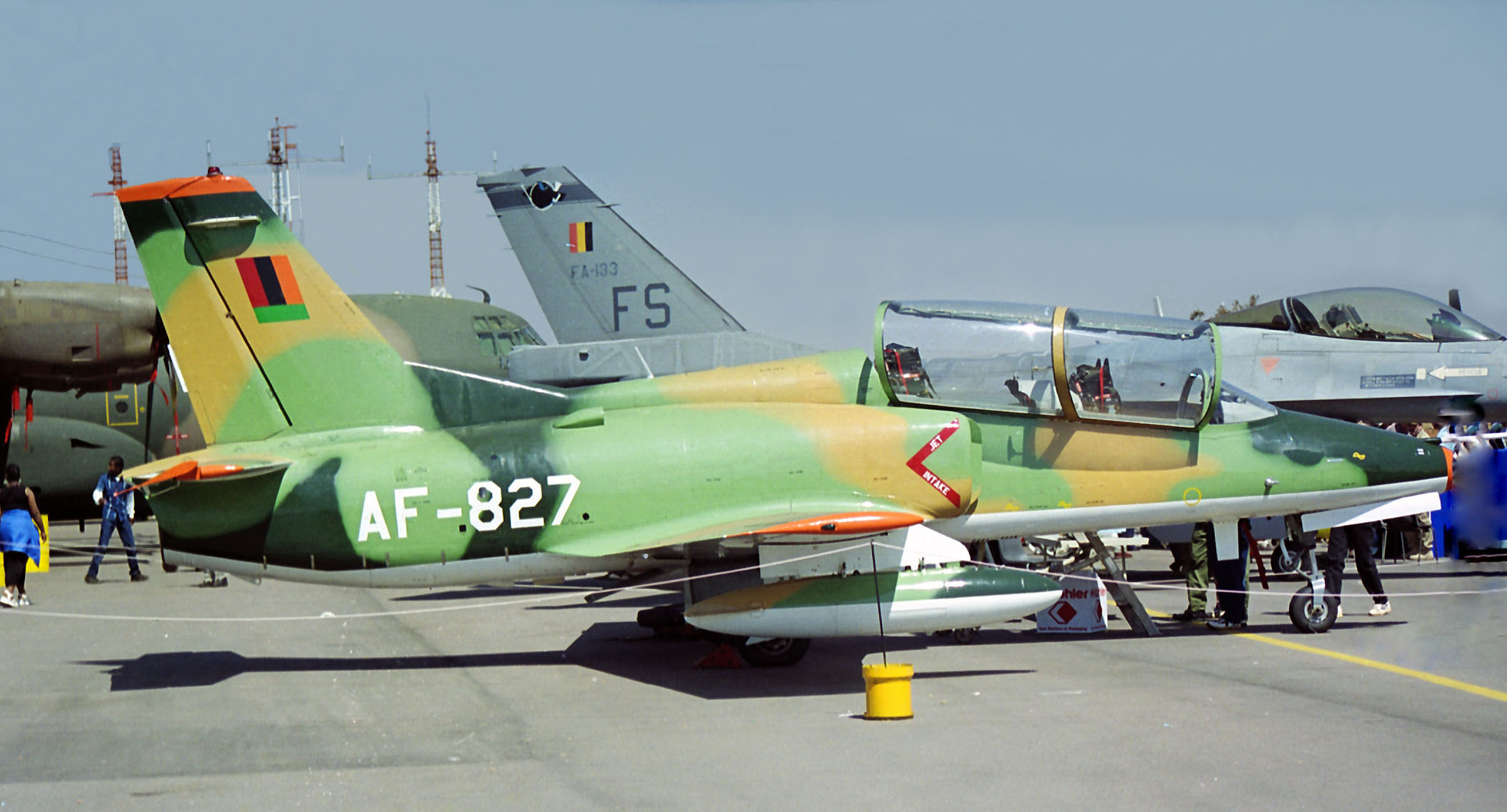
Hongdu K-8 de la Fuerza Aérea de Zambia

Cuando la federación se disolvió tres años después, los activos y el personal de sus fuerzas armadas se integraron con los de sus estados sucesores, incluida Rodesia del Norte, que posteriormente obtuvo la independencia como Zambia. Por ejemplo, Zambia recibió la mitad del escuadrón federal de carros blindados, así como algunos aviones de patrulla ligera. Zambia también heredó las estructuras de mando del Regimiento de Rodesia del Norte, así como el Ala Aérea de Rodesia del Norte, que constituyeron la base del nuevo Ejército de Zambia y de la Fuerza Aérea de Zambia, respectivamente.
Las relaciones entre Zambia y Rodesia del Sur, ahora conocida simplemente como Rodesia, que había emitido su propia declaración unilateral de independencia (UDI) en 1965, se deterioraron casi de inmediato. Los informes de que las fuerzas de seguridad de Rodesia habían ocupado la presa de Kariba llevaron al presidente de Zambia, Kenneth Kaunda, a movilizar por primera vez a las ZDF y desplegar tropas en la frontera. La ZDF se retiró cuando Kaunda recibió la garantía de que no se interrumpiría el suministro de energía de Kariba a Zambia. No obstante, la tensión militar entre las dos naciones siguió siendo alta y se produjeron incidentes fronterizos con muertes de civiles.

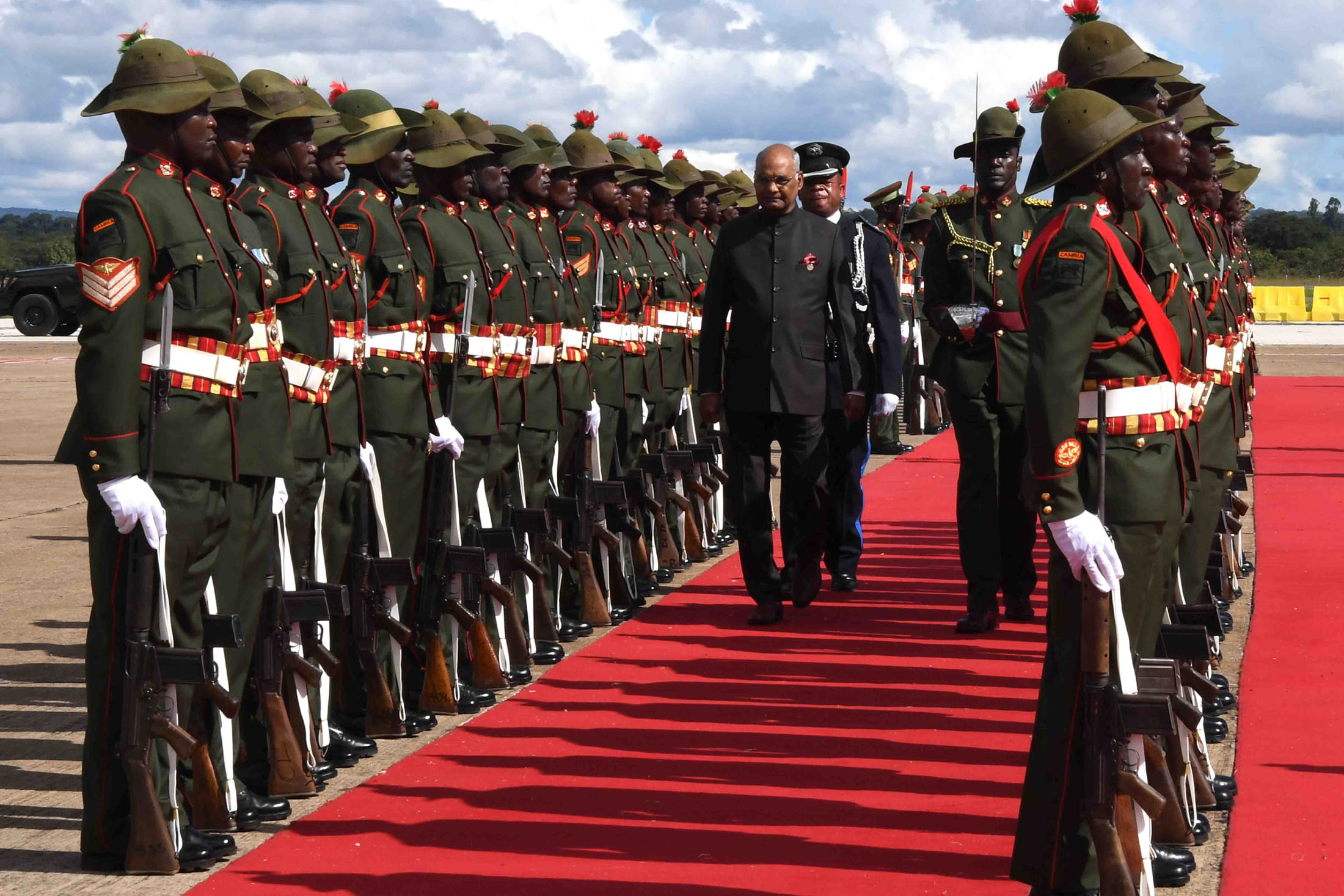
La Guardia de Honor de Zambia durante una visita oficial

En noviembre de 1966, las tropas de Rodesia dispararon a través de la frontera y mataron a una mujer zambiana en la orilla norte del río Zambeze. En enero de 1973, las tropas zambianas dispararon contra una patrullera de la policía sudafricana en el Zambeze. Poco después, el ministro de Defensa, Grey Zulu, ordenó que las Fuerzas de Defensa de Zambia regresaran a la frontera con fuerza. Ese mismo mes, Kaunda presentó la primera de varias quejas ante el Consejo de Seguridad de las Naciones Unidas, acusando a las fuerzas de seguridad de Rodesia de violar la soberanía y la integridad territorial de Zambia con el apoyo de Sudáfrica. Las tensiones volvieron a estallar cuando, en mayo de 1973, tropas zambianas dispararon a través de la frontera y mataron a dos turistas canadienses en el lado rodesiano de las cataratas Victoria.
En octubre de 1997, el capitán Steven Lungu se hizo con el control de la emisora de radio nacional y anunció un golpe de Estado. Lungu destituyó a los jefes del ejército y la policía y anunció que estaba formando un nuevo Gobierno de Redención Nacional. Dio al presidente Chiluba un ultimátum de tres horas para rendirse o enfrentarse a la muerte. Tropas leales de la ZDF respondieron asaltando la emisora de radio, capturando a Lungu y a otros cinco golpistas.
A principios de agosto de 2022, el gobierno anunció que reclutaría hasta 5.000 militares para octubre del mismo año

### Derechos humanos
Los derechos humanos en Zambia se abordan en la Constitución del país. Sin embargo, el Informe sobre Derechos Humanos en Zambia 2012 del Departamento de Estado de Estados Unidos (uno de los Informes por Países sobre Prácticas de Derechos Humanos de Estados Unidos) señalaba que, en general, el historial de derechos humanos del gobierno seguía siendo deficiente. La versión 2021 de este informe señalaba mejoras en muchas áreas.

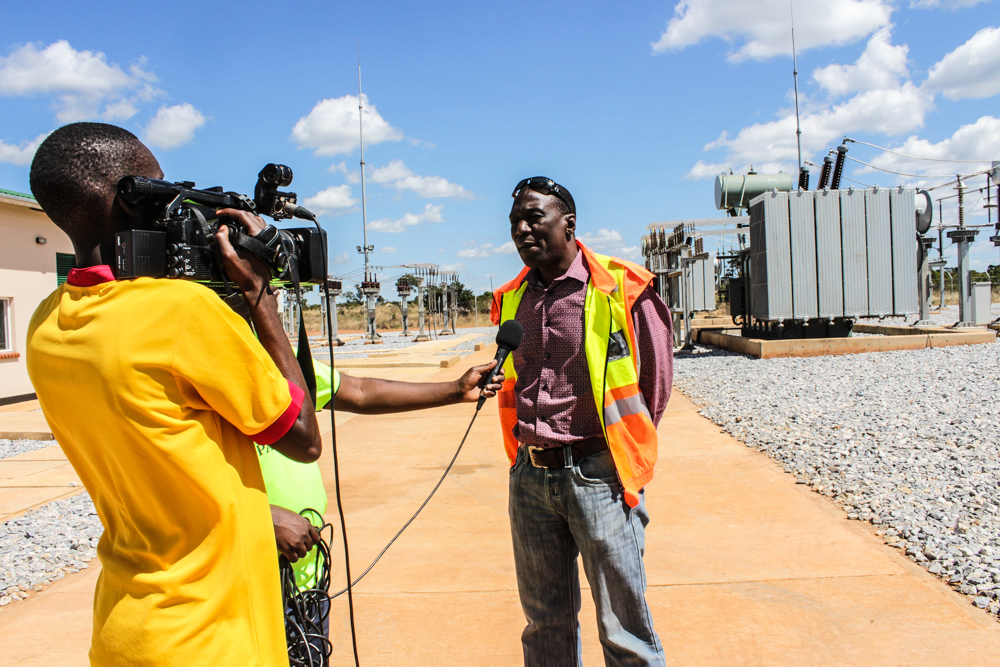
Un equipo de noticias entrevista al director de zona de la Corporación de Suministro Eléctrico de Zambia (ZESCO) en una subestación eléctrica recién construida en Kabompo

El Informe sobre Derechos Humanos en Zambia 2012 del Departamento de Estado de los Estados Unidos señalaba los siguientes abusos graves contra los derechos humanos:
- abusos por parte de las fuerzas de seguridad, incluidos homicidios ilegítimos, tortura y palizas;
- condiciones carcelarias que ponen en peligro la vida;
- restricciones a la libertad de expresión, reunión y asociación; libertad de los medios de comunicación, señalando que los niveles de intolerancia y acoso a periodistas habían aumentado en el año 2016 y las suspensiones de la emisora de radio Itezhi-Tezhi y de MuviTV;[23]
- detención arbitraria y prisión preventiva prolongada;
- injerencias arbitrarias en la vida privada;
- corrupción gubernamental;
- violencia y discriminación contra las mujeres, maltrato infantil y trata de personas;
- discriminación de las personas con discapacidad y por motivos de orientación sexual;
- restricciones de los derechos laborales, trabajo forzoso y trabajo infantil; y que, en general, el gobierno no tomaba medidas para procesar o castigar a los funcionarios que cometían abusos, lo que permitía que la impunidad siguiera siendo un problema;
- detenciones ilegales y aplicación de cargos erróneos en casos equivocados; por ejemplo, el caso de traición de Hakainde Hichilema en 2017;
- acceso público a la información: La ley no prevé el acceso público a la información gubernamental;
- corrupción y falta de transparencia en el gobierno;
- injerencias arbitrarias o ilegales en la intimidad, la familia, el domicilio o la correspondencia.

Las libertades de expresión y de prensa están garantizadas constitucionalmente en Zambia, pero el gobierno restringe con frecuencia estos derechos en la práctica. Aunque el partido gobernante, el Frente Patriótico, se ha comprometido a liberar a los medios de comunicación estatales -la Corporación Nacional de Radiodifusión de Zambia (ZNBC) y los periódicos de amplia difusión Zambia Daily Mail y Times of Zambia- del control editorial gubernamental, estos medios han seguido informando en general en la línea progubernamental. Según los informes, muchos periodistas practican la autocensura, ya que la mayoría de los periódicos gubernamentales se someten a una revisión previa a la publicación. La ZNBC domina los medios de radiodifusión, aunque varias emisoras privadas tienen capacidad para llegar a gran parte de la población.
El grupo de derechos Freedom House, que publica informes anuales por países sobre la situación de la libertad de prensa, ha clasificado a la prensa de Zambia como «No libre» incluso en 2016.En materia de derechos humanos, respecto a la pertenencia a los siete organismos de la Carta Internacional de Derechos Humanos, que incluyen al Comité de Derechos Humanos (HRC), Zambia ha firmado o ratificado:
| Zambia | Tratados internacionales | Tratados internacionales    | Tratados internacionales | Tratados internacionales | Tratados internacionales | Tratados internacionales    | Tratados internacionales    | Tratados internacionales    | Tratados internacionales | Tratados internacionales | Tratados internacionales | Tratados internacionales    | Tratados internacionales | Tratados internacionales | Tratados internacionales | Tratados internacionales  | Tratados internacionales    | Tratados internacionales |
| --- | ------------------------ | --------------------------- | ------------------------ | ------------------------ | ------------------------ | --------------------------- | --------------------------- | --------------------------- | ------------------------ | ------------------------ | --- | --------------------------- | ------------------------ | ------------------------ | ------------------------ | ------------------------- | --------------------------- | ------------------------ |
| Zambia | CESCR                    | CESCR                       | CCPR                     | CCPR                     | CCPR                     | CERD                        | CED                         | CEDAW                       | CEDAW                    | CAT                      | CAT | CRC                         | CRC                      | CRC                      | CRC                      | MWC                       | CRPD                        | CRPD                     |
| Zambia | CESCR                    | CESCR-OP                    | CCPR                     | CCPR-OP1                 | CCPR-OP2-DP              | CERD                        | CED                         | CEDAW                       | CEDAW-OP                 | CAT                      | CAT-OP | CRC                         | CRC-OP-AC                | CRC-OP-SC                | CRC-OP-CP                | MWC                       | CRPD                        | CRPD-OP                  |
| Pertenencia | Firmado y ratificado.    | Firmado pero no ratificado. | Firmado y ratificado.    | Firmado y ratificado.    | Sin información.         | Firmado pero no ratificado. | Firmado pero no ratificado. | Firmado pero no ratificado. | Sin información.         | Firmado y ratificado.    | Zambia ha reconocido la competencia de recibir y procesar comunicaciones individuales por parte de los órganos competentes. | Firmado pero no ratificado. | Sin información.         | Sin información.         | Sin información.         | Ni firmado ni ratificado. | Firmado pero no ratificado. | Sin información.         |
| Firmado y ratificado, firmado, pero no ratificado, ni firmado ni ratificado, sin información, ha accedido a firmar y ratificar el órgano en cuestión, pero también reconoce la competencia de recibir y procesar comunicaciones individuales por parte de los órganos competentes. |                          |                             |                          |                          |                          |                             |                             |                             |                          |                          | |                             |                          |                          |                          |                           |                             |                          |

La homosexualidad es ilegal y está penada con hasta 14 años de cárcel. El país está considerado como uno de los más peligrosos para un viajero gay.

## Organización territorial

Provincias de Zambia

Zambia se divide en diez provincias, cada una administrada por un viceministro que realiza esencialmente las funciones de un gobernador. Cada provincia se divide en distritos, haciendo un total de 89 a lo largo de todo el país.
Las 10 provincias (entre paréntesis, el nombre de su respectiva capital) son:
1. Provincia Central (Kabwe)
2. Provincia de Copperbelt (Ndola)
3. Provincia de Luapula (Mansa)
4. Provincia de Lusaka (Lusaka)
5. Provincia de Muchinga (Chinsali)
6. Provincia del Noroeste (Solwezi)
7. Provincia del Norte (Kasama)
8. Provincia Occidental (Mongu)
9. Provincia Oriental (Chipata)
10. Provincia del Sur (Livingstone)

## Geografía

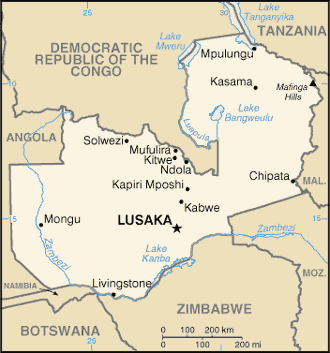
Mapa de Zambia

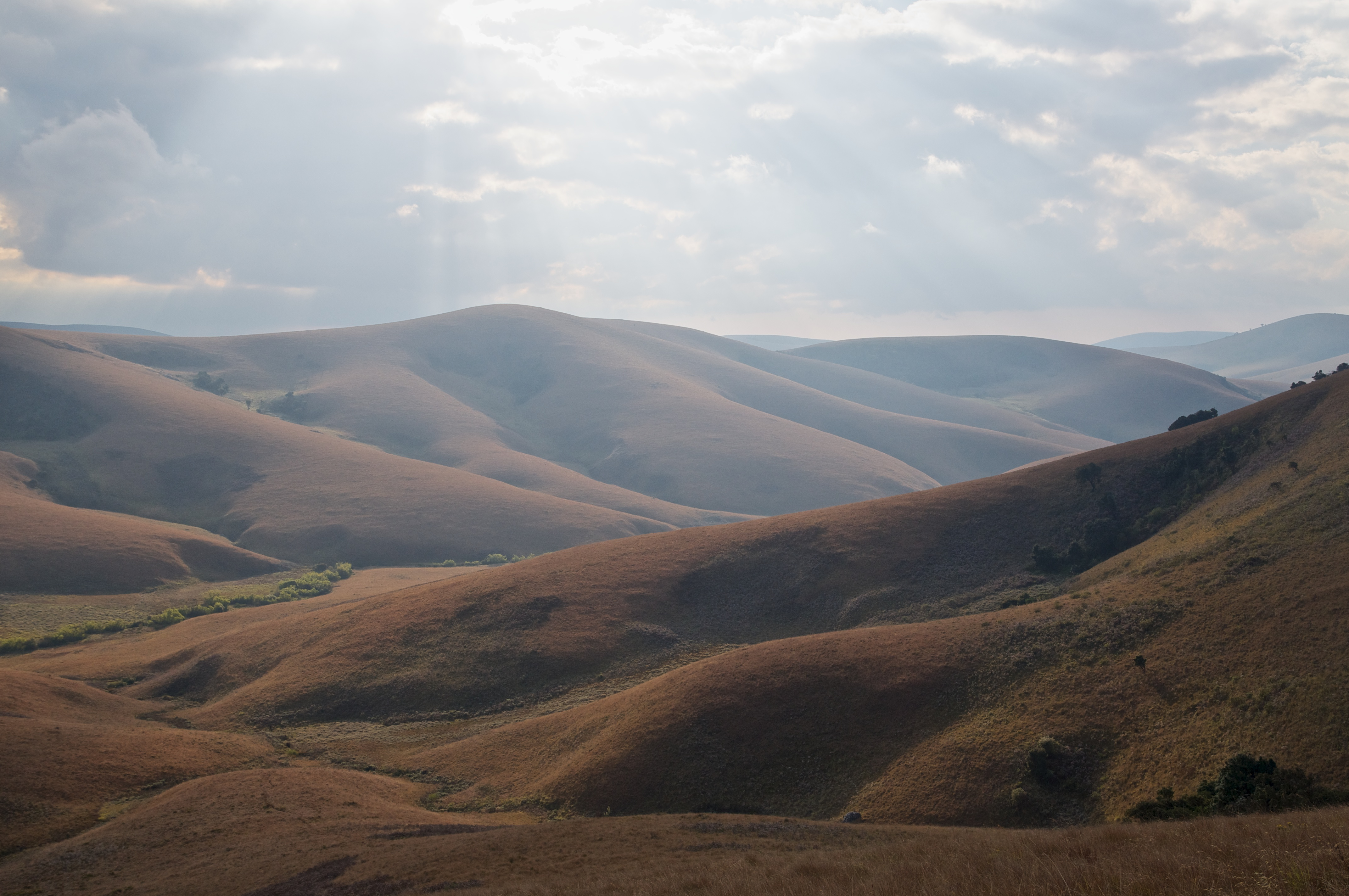
Meseta de Nyika

Zambia es un país sin salida al mar, y su extensión se calcula en unos 752 618 km². El territorio zambiano es fundamentalmente montañoso y presenta numerosas depresiones y hundimientos tectónicos. El punto más alto se encuentra en las montañas Mafinga, a 2301 m s. n. m. (metros sobre el nivel del mar) y, el más bajo, a 329 m s. n. m., en el río Zambeze (que es considerado el río más importante de Zambia), el cual da nombre al país.
La altitud media no supera los 1500 m s. n. m., y las depresiones son frecuentemente de carácter pantanoso, y están ocupadas por ríos como el Kafue, afluente del Zambeze, o por lagos, como el Bangüeolo (Bangweulu), Moero (Mweru), y Kariba. En el este del país, y en dirección noreste-suroeste, se extienden los montes Muchinga, que se elevan hasta los 2164 m s. n. m. (monte Myika). Predominan la sabana y la selva.
Los cursos fluviales principales son el río Zambeze, el Kafue y el Luangwa. Al sur del país, en el río Zambeze, haciendo frontera con Zimbabue, se encuentran las cataratas Victoria. Las cataratas constituyen uno de los principales focos turísticos del África austral en Zimbabue y también de la región de Livingstone en Zambia. La superficie total de agua en el país es de unos 9220 km², representando el 1,23 % de la superficie total.
| Noroeste: Angola  | Norte: República Democrática del Congo | Nordeste: Tanzania  |
| Oeste: Angola     |                                        | Este: Malaui        |
| Suroeste: Namibia | Sur: Zimbabue                          | Sureste: Mozambique |

### Clima

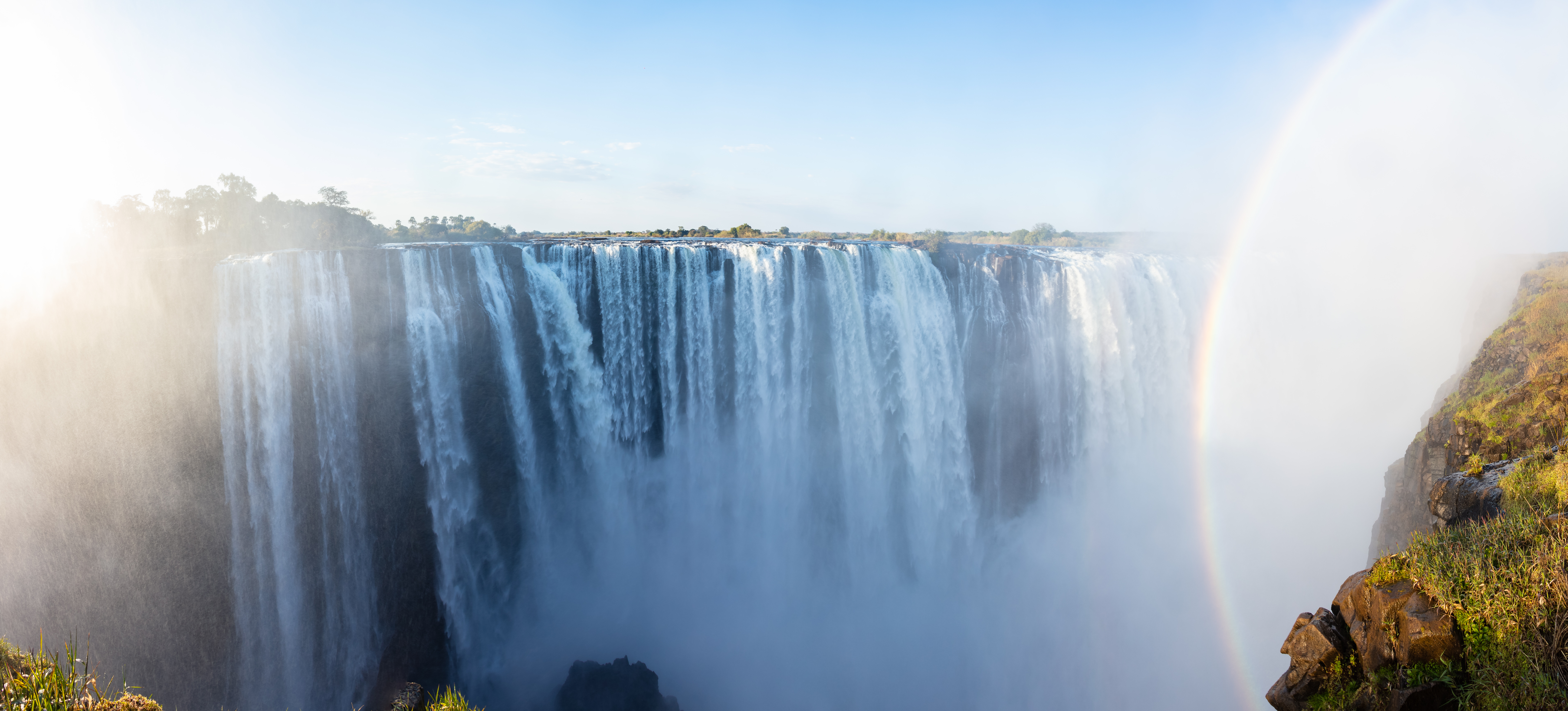
Cataratas Victoria. Patrimonio de la Humanidad decretada por la UNESCO.

El clima de Zambia es tropical, suavizado por la altitud. Según la clasificación climática de Köppen, la mayor parte del país está clasificado como húmedo subtropical o tropical húmedo y seco, con pequeños tramos de clima semiárido de esta etapa en el suroeste y a lo largo del valle del Zambeze.
Existen dos estaciones principales, la estación lluviosa (de noviembre hasta abril), correspondiente al verano, y la estación seca (mayo/junio hasta octubre/noviembre), que corresponde al invierno.
La estación seca se subdivide en dos: la estación seca fría (mayo/junio hasta agosto) y la estación seca calurosa (de septiembre a octubre/noviembre). La altura le da al país un agradable clima subtropical, en lugar de las condiciones tropicales durante la temporada de frío de mayo hasta agosto. Sin embargo, el promedio mensual de las temperaturas permanecen por encima de los 20 °C en la mayor parte del país durante ocho o más meses del año.

### Ecología

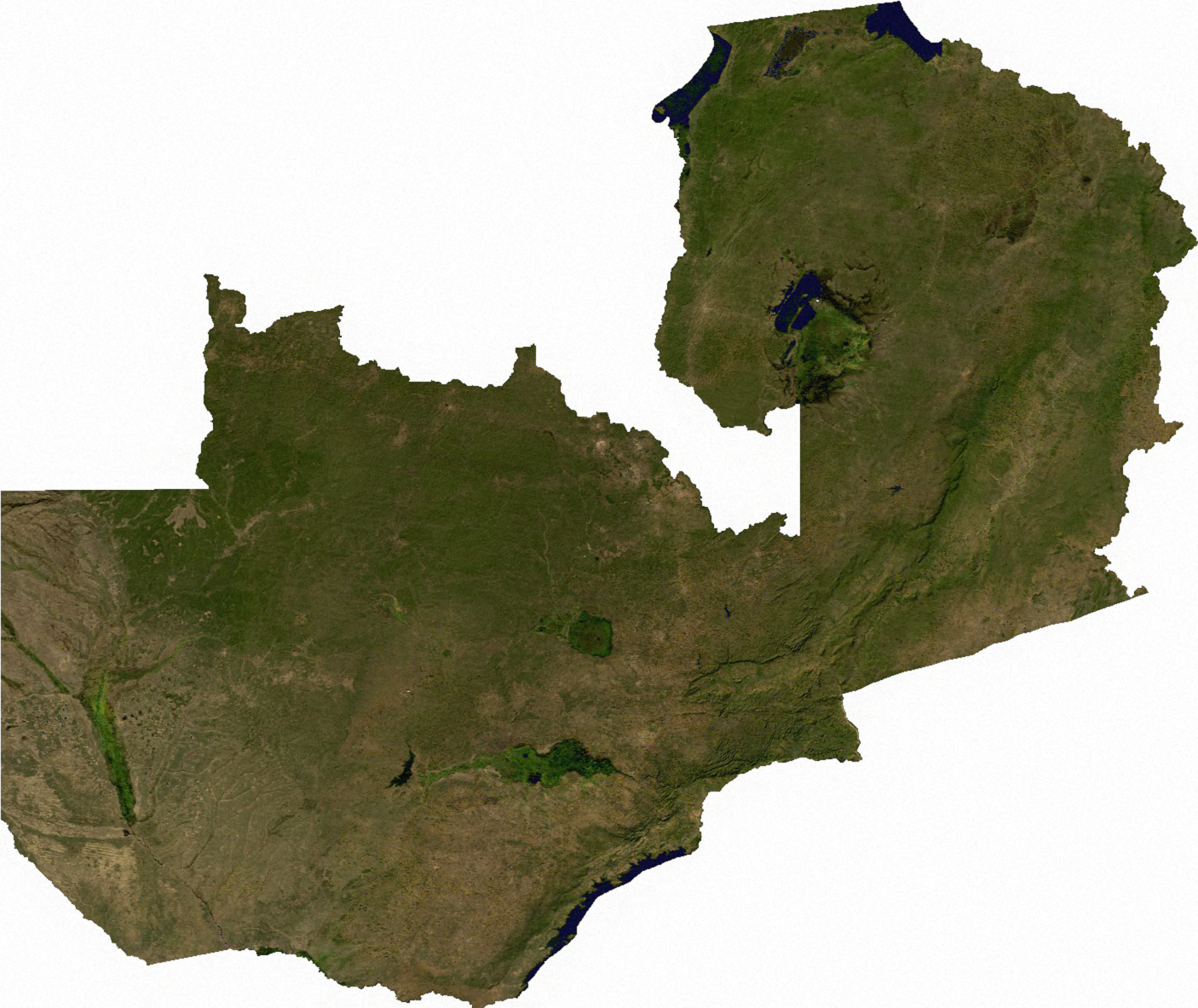
Mapa satélite de Zambia

El bioma dominante en Zambia es la sabana. Gran parte del centro, norte y oeste del país está ocupado por la ecorregión denominada sabana arbolada de miombo del Zambeze central. Al sureste se alternan la sabana arbolada de miombo meridional y la sabana arbolada de mopane del Zambeze.
Al norte, entre los lagos Moero y Tanganica, hay un pequeño enclave de matorral de Itigi y Sumbu. Al suroeste se extiende la sabana arbolada de teca del Zambeze; más al norte se alternan la pradera del Zambeze occidental y la selva seca del Zambeze. Las zonas montañosas del extremo nordeste del país corresponden al mosaico montano de pradera y selva del Rift meridional. Todo el territorio está salpicado de humedales, clasificados en la ecorregión denominada pradera inundada del Zambeze.

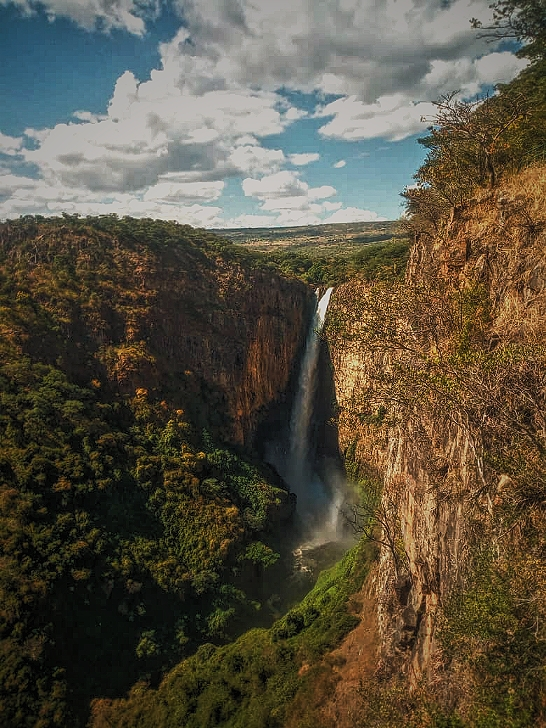
El Salto del Kalambo (el segundo de mayor altura en África, con 235 metros) se encuentra en Zambia

### Geología
La historia geológica de Zambia comienza en el eón Proterozoico del Precámbrico. Las rocas ígneas y metamórficas del basamento suelen estar muy metamorfoseadas y pueden haberse formado antes, en el Arcaico, pero el calor y la presión han destruido las pruebas de condiciones anteriores. Los principales grupos sedimentarios y metamórficos se formaron a mediados del Proterozoico, seguidos de una serie de glaciaciones en el Neoproterozoico y gran parte del Paleozoico, que depositaron conglomerado glaciar y otros sedimentos para formar el Supergrupo Katanga y el Supergrupo Karoo, relacionado con los rift.
Las erupciones de basalto cubrieron el Supergrupo Karoo en el Mesozoico y Zambia pasó a formar carbón y arenisca. Las arenas eólicas del desierto de Kalahari y los depósitos aluviales cerca de los ríos desempeñan un papel importante en la geología superficial moderna de Zambia. El país posee abundantes recursos naturales, sobre todo cobre, pero también cobalto, esmeraldas, otras piedras preciosas, uranio y carbón.
Las rocas más antiguas de Zambia forman parte del complejo cristalino del basamento precámbrico, que aflora en el este y como el estructuralmente complejo Sistema Lufubu en el Cinturón de Cobre. El granito, el gneis, la migmatita, el esquisto, la anfibolita, la charnockita, la granulita, la khondalita, la filita, la caliza y la metacuarcita son rocas del Paleoproterozoico. Debido al metamorfismo y la deformación extensivos, se alteraron a partir de rocas más antiguas, oscureciendo la historia geológica de la región. Además, las rocas del basamento están intruidas por otros granitos, sienita, dolerita, gabro, riolita, andesita, rocas metavolcánicas y ultrabásicas. Aunque están expuestas principalmente en el norte y el este, existen afloramientos en forma de domo de roca basamental en otros lugares del país.

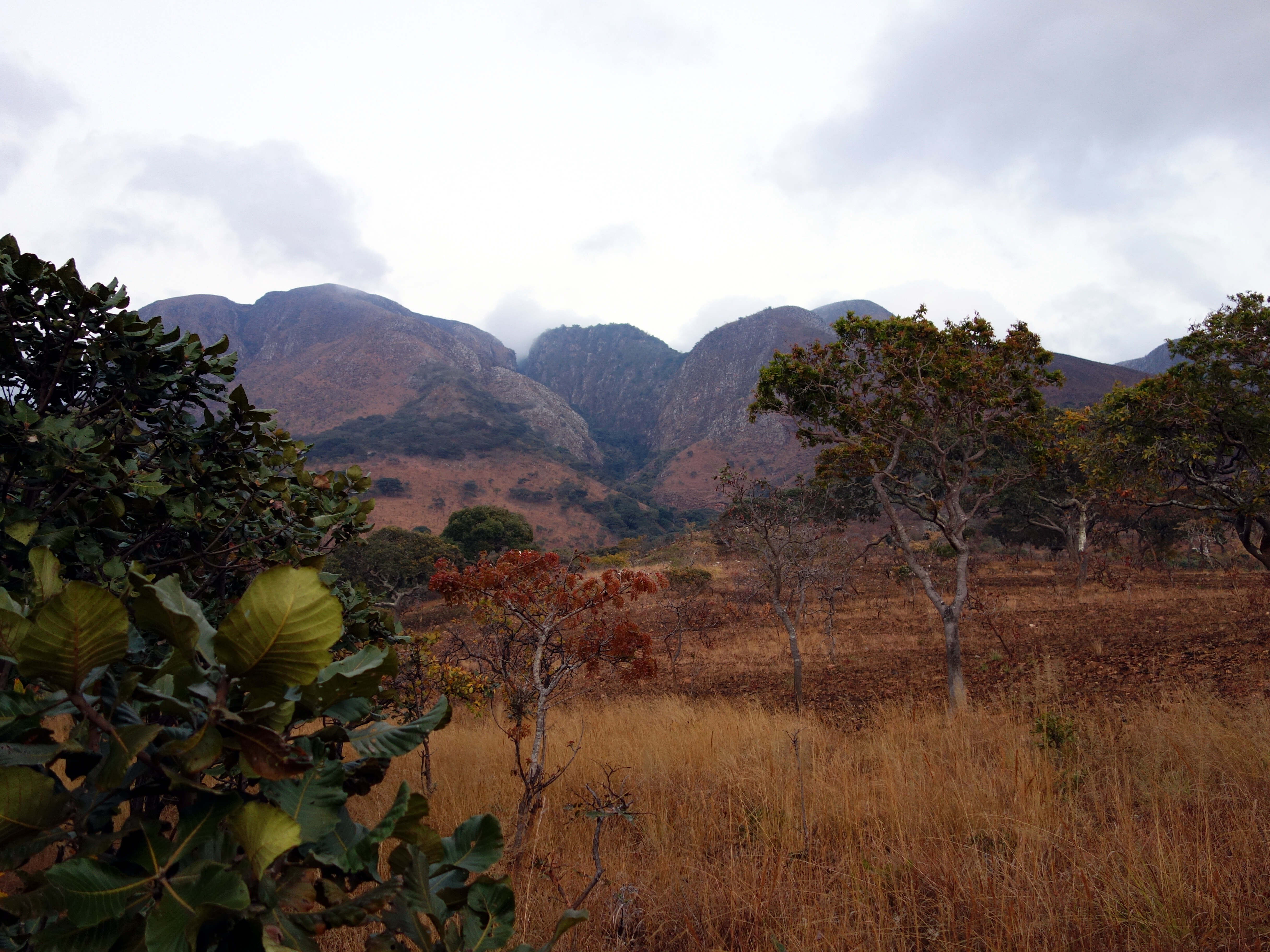
Las Colonas Mafinga

Una discordancia proterozoica de mil millones de años separa la roca basal de los conglomerados, cuarcitas, esquistos, areniscas ricas en hierro y fangolitas del supergrupo Muva. El supergrupo está intruido por carbonatita, dolerita, granito, pórfido granítico, lamprofiro, norita, pegmatita y otros tipos de rocas ígneas. Un cinturón riolítico porfírico, formado al mismo tiempo que el Supergrupo Muva, se extiende a lo largo de la orilla oriental del río Luapula, entre el lago Tanganica y el lago Mweru.
En el Neoproterozoico, el Supergrupo Katanga depositó conglomerado, esquisto, argilita, cuarcita, arcosa, grauvaca, dolomita y areniscas eólicas de forma discordante sobre el Supergrupo Muva y las rocas del basamento precámbrico.
La deposición del Supergrupo Katanga continuó en el Cámbrico, en paralelo con la rápida expansión de la vida multicelular. Los geólogos dividen el supergrupo en el Grupo Roan, el Grupo Mwasha y el Grupo Kundelungu en el Cinturón de Cobre, y simplemente en unidades superiores e inferiores en otros lugares. El Grupo Roan alberga gran parte del cobre del Cinturón de Cobre en forma de calcopirita, calcosina, bornita, malaquita y azurita, en pizarra, arenisca, dolomita y cuarcita asociadas a los márgenes del sinclinal de Kafue.

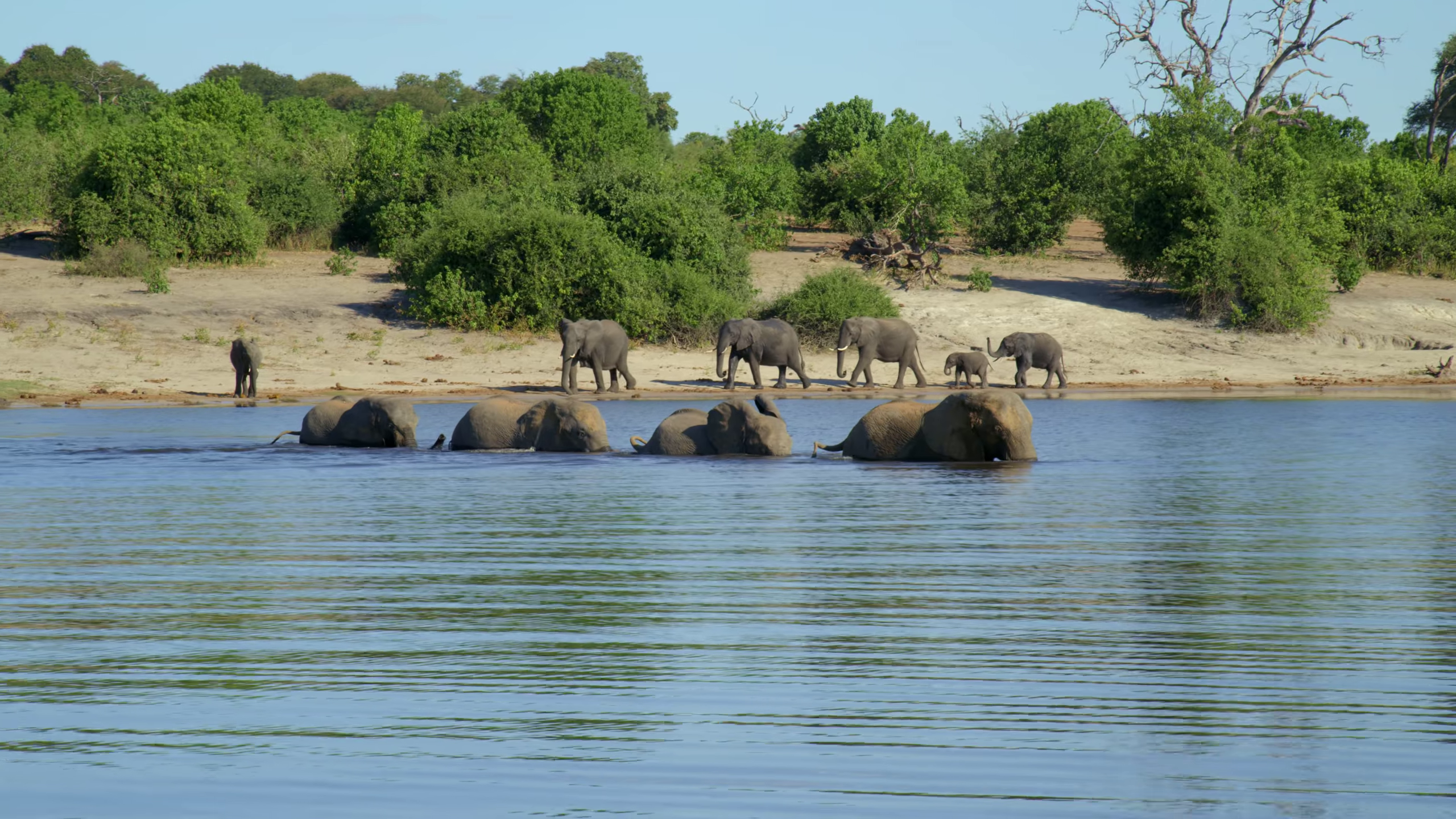
Elefantes en una playa de Zambia

Las dolomías, calizas y esquistos carbonosos del Grupo Kundelungu se superponen inconformemente a los esquistos, argilitas y cuarcitas interestratificadas del Grupo Mwasha. La unidad inferior del Grupo Kundelungu es un conglomerado formado a partir de sedimentos glaciares, potencialmente relacionados con la glaciación Hirnantiana del Ordovícico, ya que Zambia, dentro del supercontinente Gondwana, derivó cerca del Polo Sur.
A mediados del Paleozoico, se formó un gran valle de fisura en el sur de Gondwana, que abarcaba gran parte de lo que hoy es el sur de África y el sur de Sudamérica. El supergrupo Karoo, la unidad estratigráfica más extendida en el sur de África, se depositó en el rift. En Zambia, el Supergrupo Karoo está representado por afloramientos en los principales valles de bloques de rift, en el este y el sur, como los ríos Luangwa, Lukusashi, Lunsemfwa, Rufunsa y el curso medio del Zambeze. Debido a que las glaciaciones continuaron durante gran parte del Paleozoico, hasta el Pérmico, en Gondwana, la secuencia inferior de rocas del Supergrupo Karoo es una tillita que parece ser producida glacialmente. Las unidades ascendentes incluyen areniscas y la Formación de Carbón Gwembe, fangolitas y areniscas adicionales.
La deposición del Supergrupo Karoo continuó en el Mesozoico, con la secuencia coronada por flujos de lava basáltica del Jurásico. En la actualidad, el basalto está expuesto en las paredes del desfiladero de Batoka, bajo las cataratas Victoria.

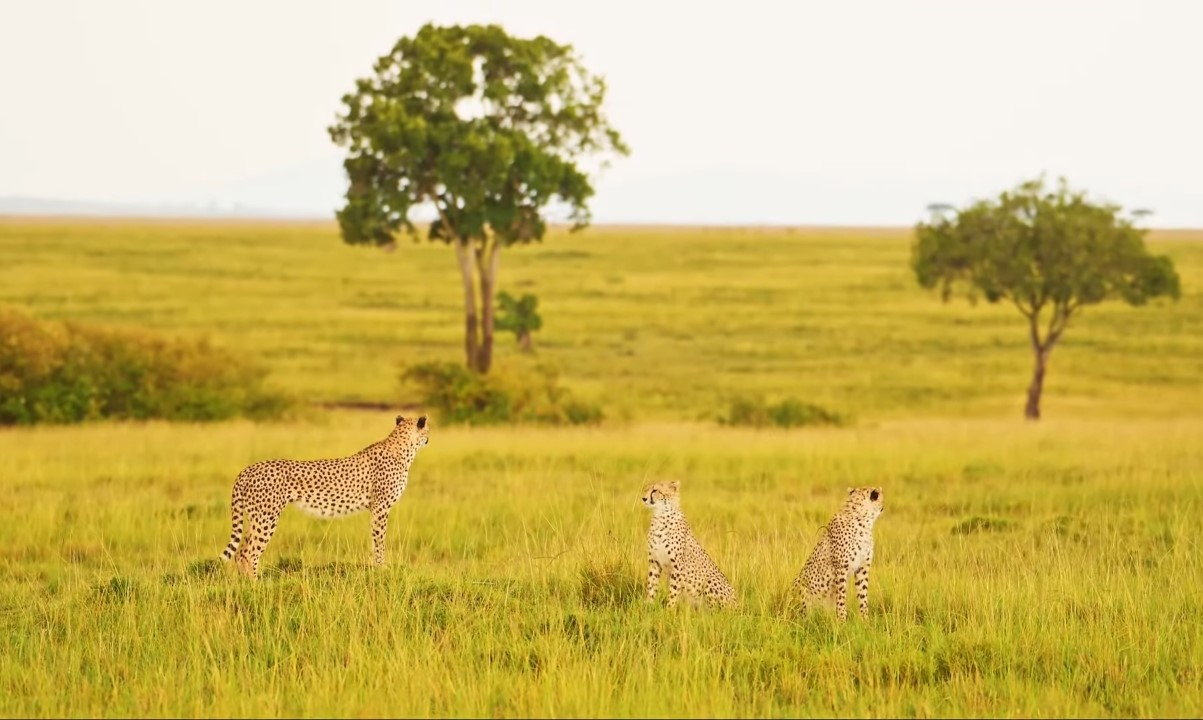
Las llanuras de Zambia

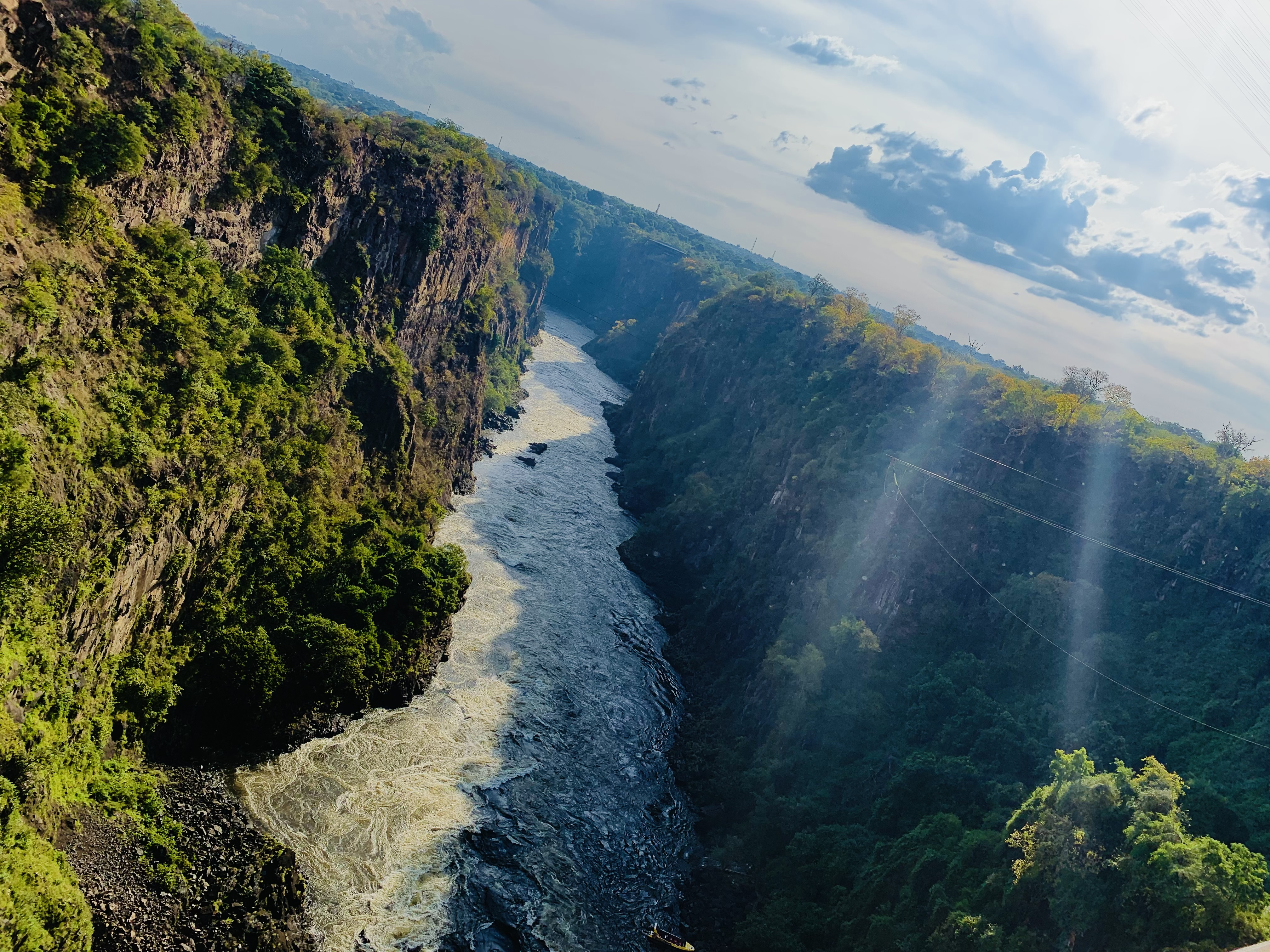
Uno de los numerosos ríos de Zambia

El supergrupo Karoo está recubierto por areniscas y fangolitas del Jurásico tardío y el Cretácico, e intruido por carbonatita y kimberlita.
Durante los últimos 66 millones de años del Cenozoico, el desierto del Kalahari experimentó una gran expansión durante un periodo seco de larga duración. En el Neógeno hasta el Pleistoceno, este cambio climático depositó areniscas moderadamente consolidadas y arenas arrastradas por el viento como el Grupo Kalahari en la Provincia Occidental y otras partes del noroeste, sur y centro de Zambia. Los depósitos aluviales del Pleistoceno y el Holoceno bordean los principales ríos, así como los pantanos de Bangweulu y las llanuras de Kafue.
La deposición del supergrupo Karoo continuó en el Mesozoico, con la secuencia coronada por coladas de lava basáltica del Jurásico. En la actualidad, el basalto está expuesto en las paredes del desfiladero de Batoka, bajo las cataratas Victoria.
El supergrupo Karoo está recubierto por areniscas y fangolitas del Jurásico tardío y el Cretácico, e intruido por carbonatita y kimberlita.
Durante los últimos 66 millones de años del Cenozoico, el desierto del Kalahari experimentó una gran expansión durante un periodo seco de larga duración. En el Neógeno hasta el Pleistoceno, este cambio climático depositó areniscas moderadamente consolidadas y arenas arrastradas por el viento como el Grupo Kalahari en la Provincia Occidental y otras partes del noroeste, sur y centro de Zambia. Los depósitos aluviales del Pleistoceno y el Holoceno bordean los principales ríos, así como los pantanos de Bangweulu y las llanuras de Kafue..
Los acuíferos aluviales cuaternarios y las arenas no consolidadas de 20 a 40 metros del Grupo del Kalahari, en el oeste y noreste de Zambia, se recargan con agua de lluvia, aunque el Grupo del Kalahari tiene algunos problemas con el agua salobre.
Varias unidades del supergrupo Katanga forman acuíferos consolidados de flujo fracturado en la dolomita de Roan, la caliza de Kundelungu, las cuarcitas de Roan y el supergrupo Muva. El agua salobre se retiene en las areniscas no confinadas y de alta porosidad del Grupo Karoo. En cambio, los basaltos del Karoo, intercalados con areniscas y recargados a través de fracturas, suelen producir agua de alta calidad.

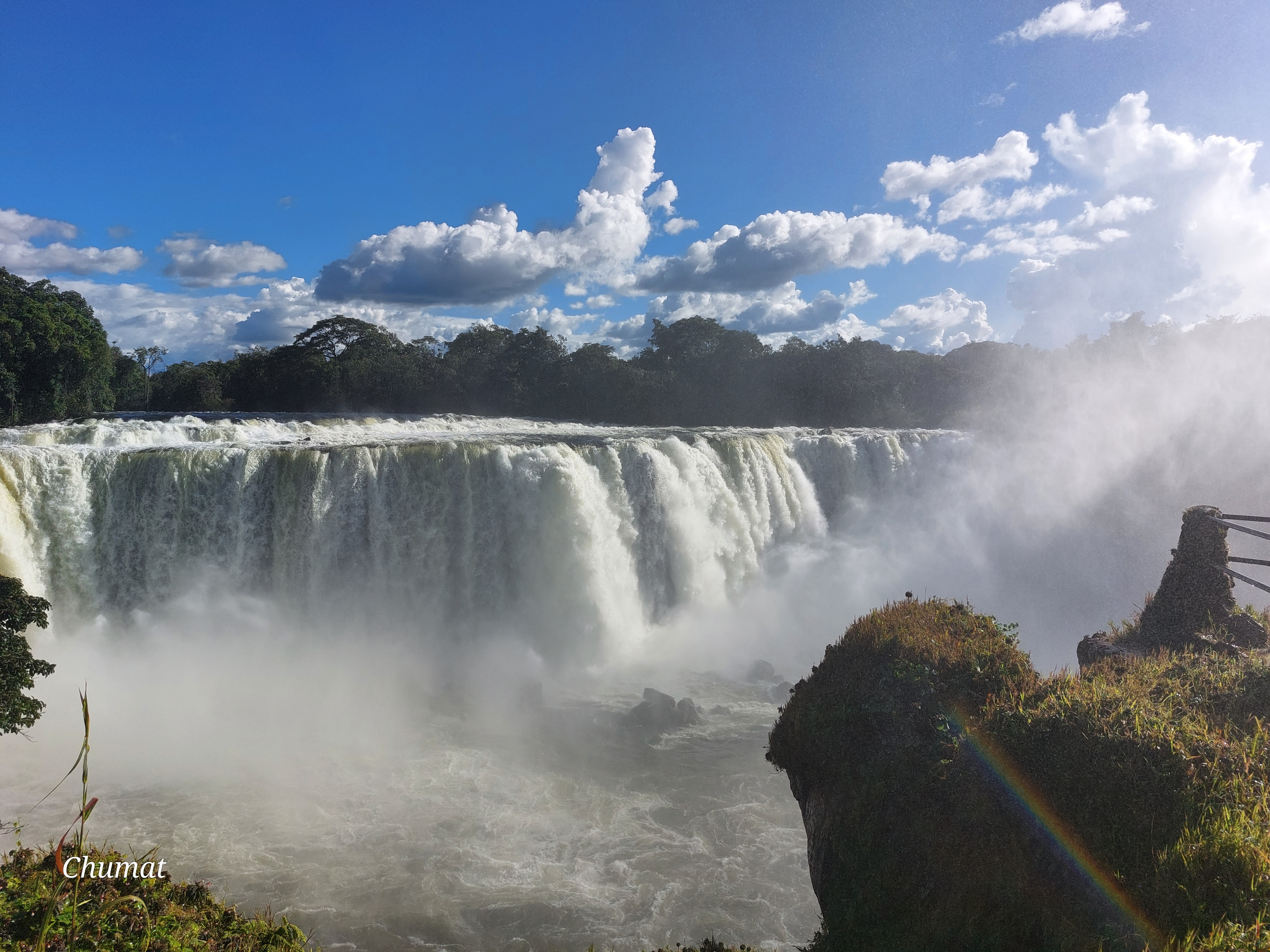
Cataratas Lumangwe

En gran parte del país subyacen rocas cristalinas de granito y gabro. Estas rocas suelen ser impermeables, pero almacenan agua en regolitos meteorizados y fracturas de 10 a 15 metros de espesor.
Zambia posee abundantes recursos naturales, entre los que destaca el mineral de cobre del Grupo Roan, que dio origen a la región de Copperbelt. Hasta la rápida caída de los precios del cobre a mediados de la década de 1970, la minería del cobre constituía la espina dorsal de la economía de Zambia. La demanda de cobre ha repuntado, junto con la producción secundaria de cobalto. El país posee yacimientos de hierro, zinc, plomo y estaño, así como minería de piedras preciosas a pequeña escala a partir de rocas del subsuelo. En la zona de Ndola hay esmeraldas, aguamarinas, granates y talco.
Las rocas del Bajo Karoo albergan carbón, mientras que las del Alto Karoo contienen uranio.

### Flora y fauna

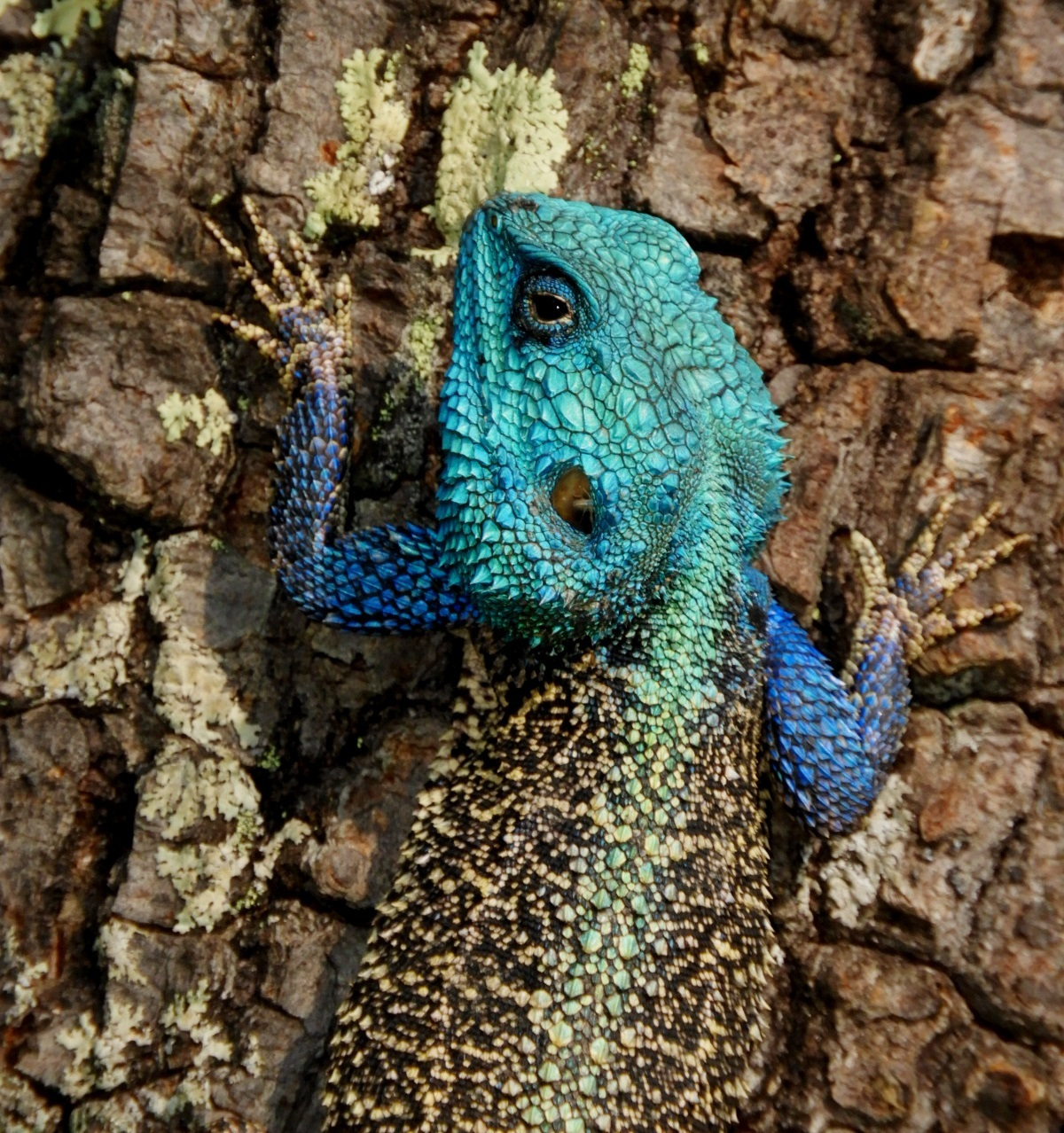
Una Agama de árbol de cabeza azul (Acanthocercus cyanocephalus)

En 2015, Zambia contaba con aproximadamente 12 505 especies identificadas: 63 % especies animales, 33 % especies vegetales y 4 % especies bacterianas y otros microorganismos.
Se calcula que hay 3543 especies de plantas silvestres con flores, entre juncias, plantas herbáceas y plantas leñosas. Las provincias septentrionales y noroccidentales del país son las que tienen la mayor diversidad de plantas con flores. Aproximadamente el 53 % de las plantas con flor son raras y se dan en todo el país.
El país cuenta con 242 especies de mamíferos, la mayoría de los cuales viven en ecosistemas de bosques y praderas. La jirafa de Rodesia y el lechwe de Kafue son algunas de las subespecies endémicas más conocidas.
Se calcula que se han visto 757 especies de aves en el país, de las cuales 600 son residentes o migratorias afrotropicales; 470 se reproducen en el país; y 100 son migratorias no reproductoras. El barbo zambiano es una especie endémica de Zambia.
En Zambia se han registrado unas 490 especies de peces conocidas, pertenecientes a 24 familias de peces, siendo el lago Tanganica el que cuenta con el mayor número de especies endémicas.
En 2019, el país obtuvo una puntuación media del Índice de Integridad del Paisaje Forestal de 7,5/10, lo que lo sitúa en el puesto 39 de 172 países.

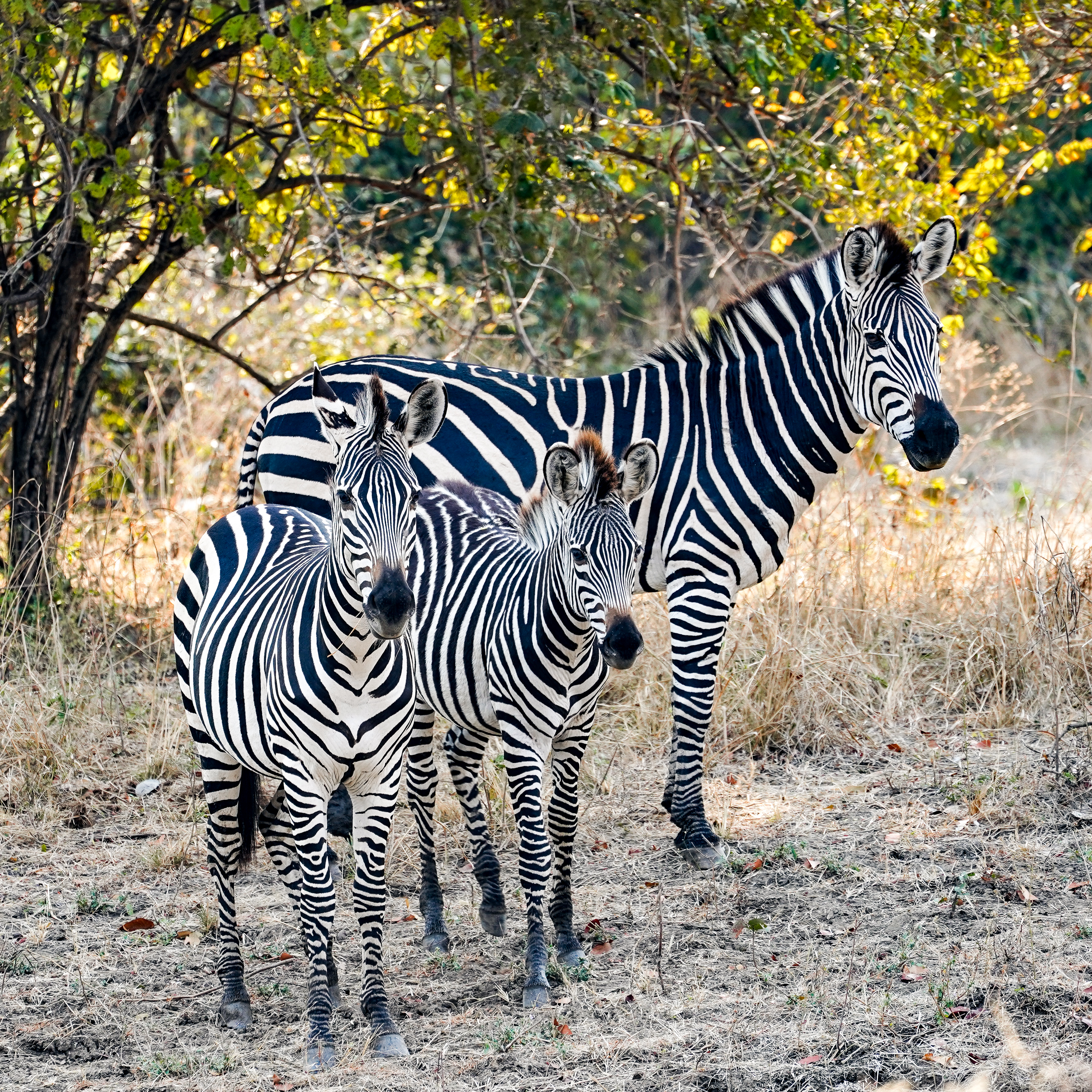
Familia de cebras en el parque nacional de Luangwa del Sur

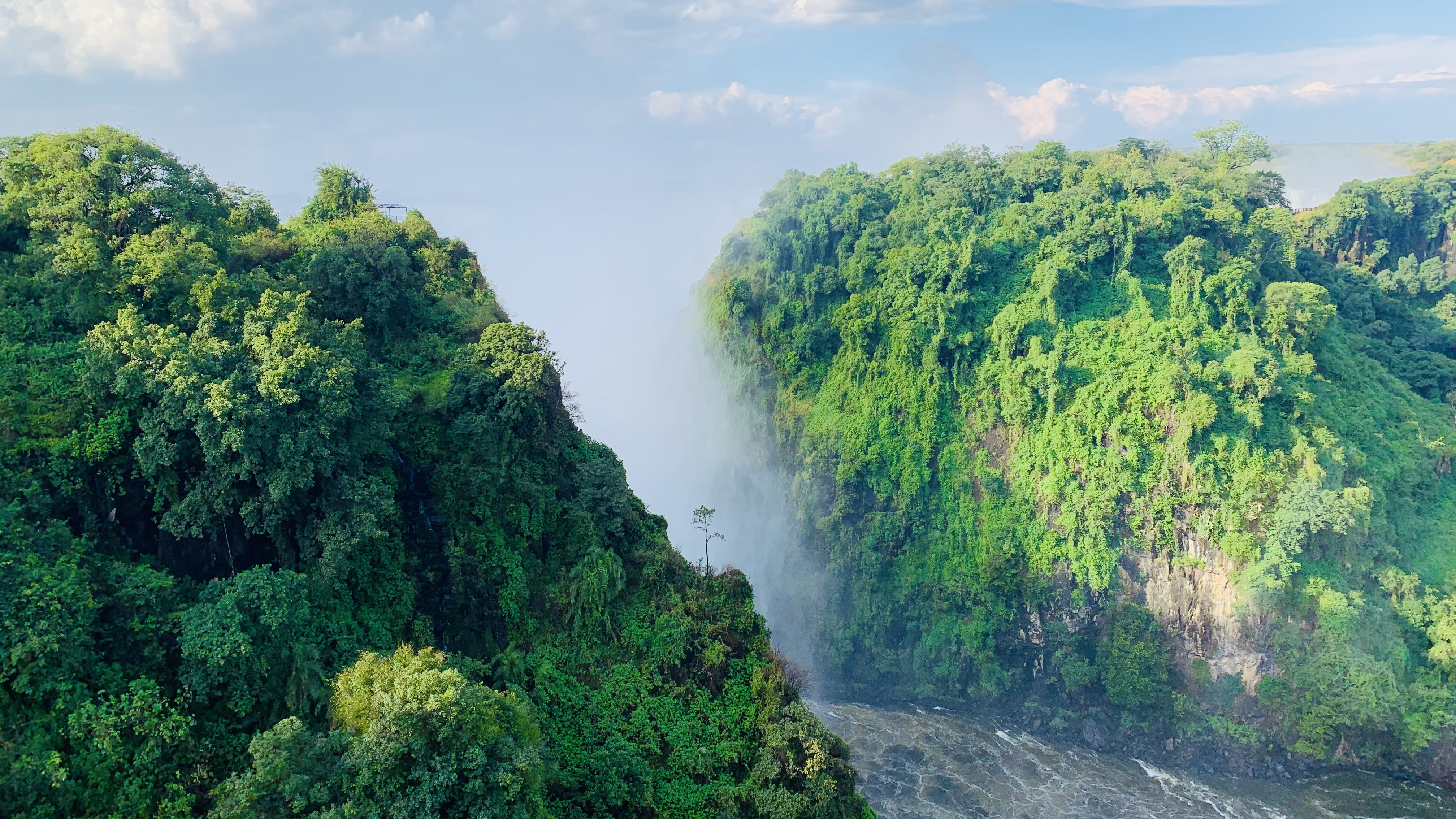
La vegetación selvática es común en diversas regiones de Zambia

Según la clasificación de ecorregiones del Fondo Mundial para la Naturaleza, Zambia puede incluir sabanas de miombo, mopane y bosques de Baikiaea, con praderas (principalmente praderas inundadas) y bosques perennifolios. El principal determinante de la distribución de las ecorregiones y la fauna salvaje es el clima.
La fauna de «caza mayor» de Zambia (incluida la pesca deportiva) es actualmente la base de su industria turística. Es uno de sus mayores empleadores y generador de divisas: Las cataratas Victoria y los acontecimientos culturales ocupan el segundo y tercer lugar en importancia. Sin embargo, para el turismo nacional, este orden se invierte y la vida salvaje no es tan importante, ya que los parques nacionales y los recorridos de observación de animales, a través de los cuales se experimenta la gran mayoría de la vida salvaje, tienen un precio y se comercializan para el turismo internacional.
A principios del siglo XX, la mayor parte de las zonas rurales de Zambia mantenían una fauna similar a la de los parques nacionales actuales, y los «cinco grandes» animales de caza estaban muy extendidos fuera de las reservas y los parques. En la actualidad, el rinoceronte está casi extinguido. El elefante y el león viven casi exclusivamente en parques, y el búfalo africano se encuentra en parques o cerca de ellos. De los demás grandes animales, sólo la hiena manchada, el cocodrilo del Nilo, el hipopótamo y el lechwe se encuentran en número fuera de los parques. El primero por su éxito como carroñero, los tres últimos porque su hábito acuático coincide menos con las actividades humanas.
La causa de este declive es la cuadruplicación de la población humana en los últimos cincuenta años y la consiguiente pérdida de hábitat, sobre todo de bosques y arboledas. Aunque la agricultura y la ganadería comerciales son responsables de la roturación de tierras y la eliminación de carnívoros y herbívoros competidores, la cantidad de tierra utilizada comercialmente es en realidad pequeña.
La agricultura de subsistencia más extendida y menos intensiva, conocida como cultivo itinerante chitemene, es más culpable (responsable de unos 9000 km² de deforestación al año), junto con la producción de carbón vegetal (responsable de unos 2000 km² de deforestación al año).

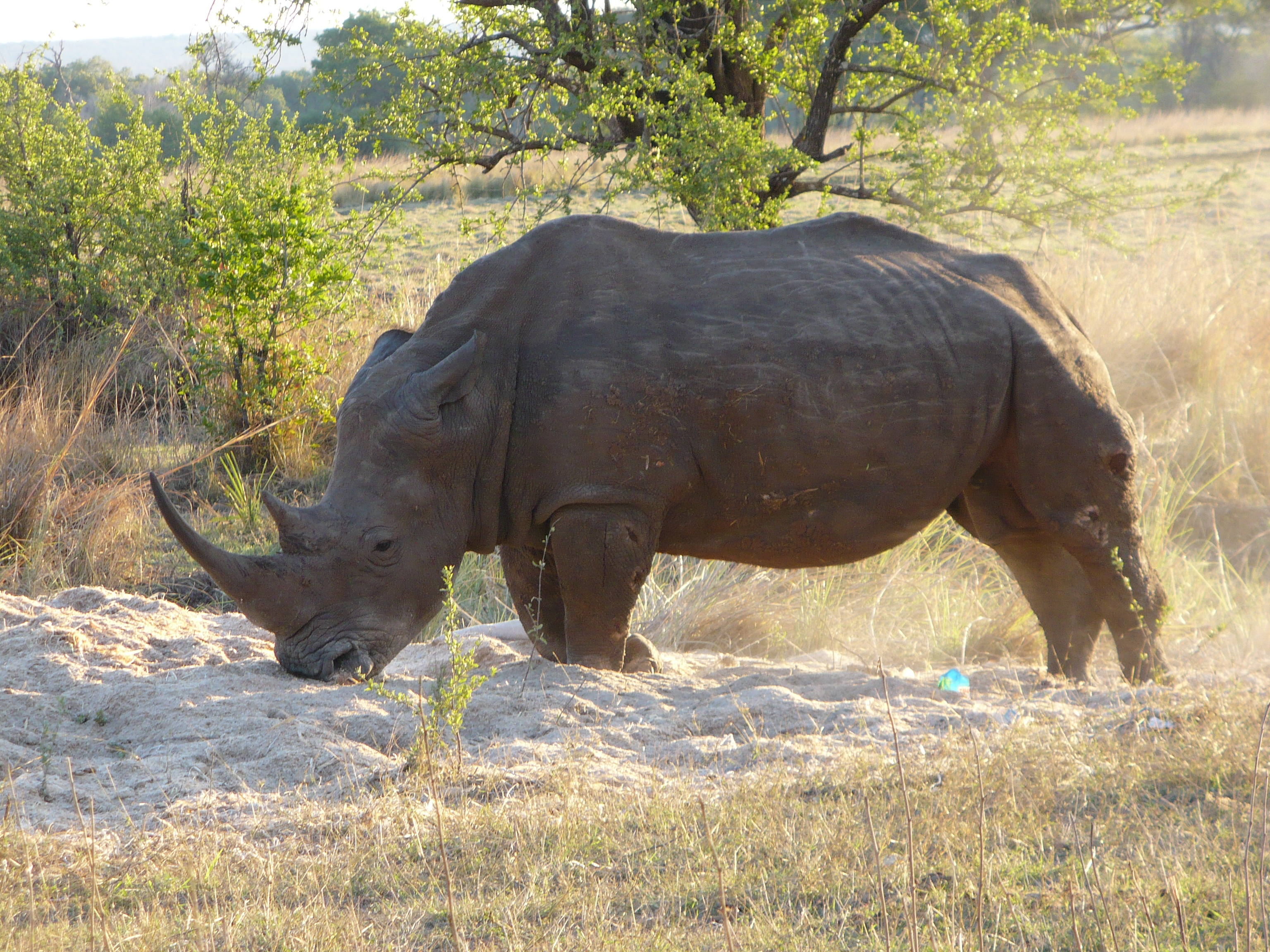
Rinoceronte blanco (Ceratotherium simum) en el parque nacional Mosi-oa-Tunya

En segundo lugar, la pobreza ha acompañado al crecimiento demográfico. En el auge económico de los años 40 y 50, las minas y fábricas del Cinturón de Cobre proporcionaban salarios para pagar los alimentos cultivados comercialmente en una cantidad relativamente pequeña de tierra. La gran disminución de este tipo de empleo en las últimas dos o tres décadas ha obligado a más gente a volver a las zonas rurales para dedicarse a la agricultura y la pesca de subsistencia, lo que ejerce presión sobre una mayor superficie de hábitat de fauna salvaje. La mayor inestabilidad de las precipitaciones en la estación húmeda, quizá causada por el calentamiento global, agrava el problema.

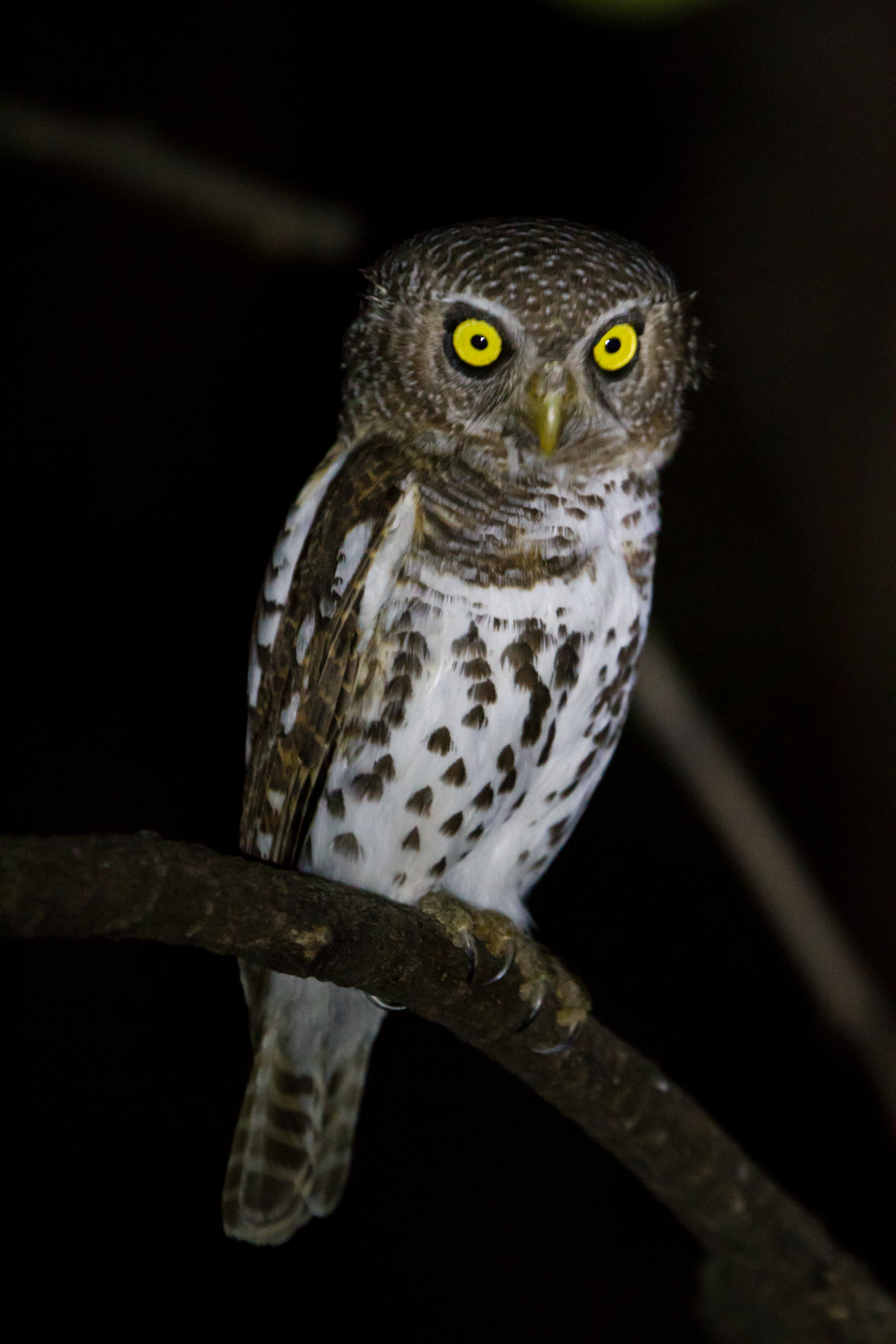
Un búho (Glaucidium capense) al este de Zambia

En tercer lugar, la mala gestión medioambiental del gobierno y cierta corrupción en algunos sectores han permitido la caza furtiva y la explotación incontrolada de los recursos. Algunos parques nacionales no han tenido ningún tipo de gestión. En siglos anteriores, los gobernantes tradicionales tenían un mayor control de la caza y los recursos naturales. Por ejemplo, Lewanika, rey de Barotseland, creó la reserva de caza de Liuwa Plain, que hoy es un parque nacional. La posibilidad de contratar jefes como gestores modernos de los recursos naturales se ve obstaculizada por las rivalidades con los dirigentes políticos. La degradación de su estatus y poder por parte del gobierno y la erosión de la cultura tradicional por el materialismo moderno también han empeorado la situación.
En este contexto, los animales que siguen prosperando en Zambia fuera de los parques son aquellos con escaso valor alimentario o de otros recursos, con menor solapamiento con el hábitat humano, o que pueden sobrevivir en hábitats humanos. Entre ellos figuran: la mayoría de las aves, salvo las que ven reducido su hábitat de cría; los mamíferos más pequeños, como murciélagos, musarañas, roedores, mangostas, los pequeños felinos nocturnos, monos vervet y galagos; y reptiles como el monitor del Nilo y la mayoría de serpientes y lagartos, salvo las especies forestales.
Cinco de los 20 parques nacionales han perdido la mayor parte de su fauna debido a la falta de gestión. De los 15 restantes, dos existen principalmente por características distintas de la vida salvaje (la meseta de Nyika y las cataratas Victoria), y el resto tienen unos recursos de vida salvaje razonablemente buenos a pesar de cierta caza furtiva.
Los parques nacionales protegen el 6,4 % del país. Todos cuentan con áreas de gestión de la caza (GMA) más amplias como zonas tampón a su alrededor en las que la caza está sujeta a regulación, al igual que en las reservas forestales, que cuentan con regulaciones adicionales sobre el desbroce de tierras y la tala de madera. El patrullaje adecuado y la aplicación de la normativa siempre han sido un problema, y la caza ilegal y el desbroce de matorrales siguen produciéndose dentro de las zonas protegidas.

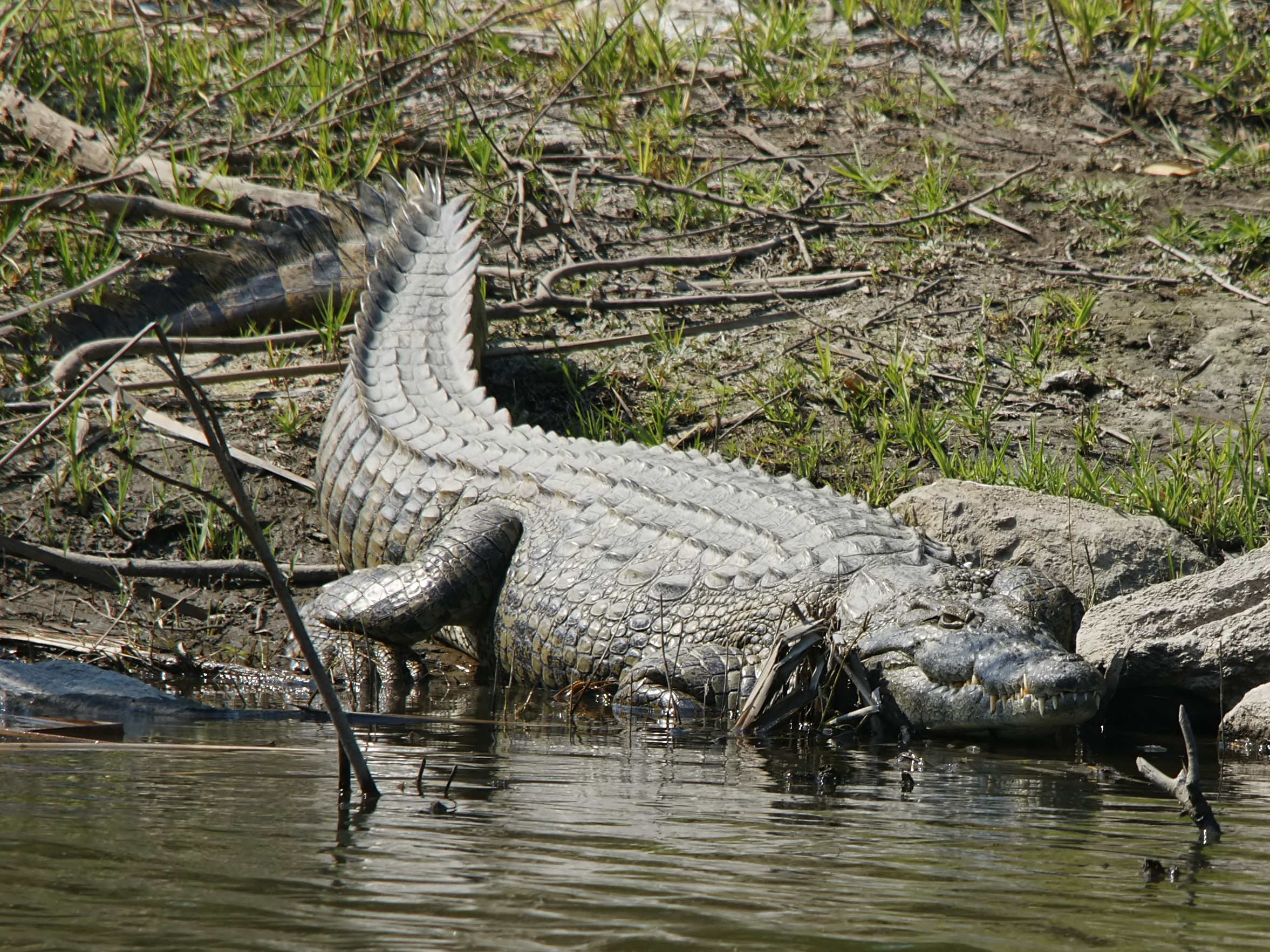
Un cocodrilo del Nilo (Crocodylus niloticus) en Kafue, Zambia.

Las ZMG cubren el 15,6 % del país y las reservas forestales el 7,2 %, por lo que el 29,2 % del país está protegido en teoría (según cifras de 1992).

### Hidrografía
Zambia está situada en una meseta de más de 1000 metros de altura, rodeada de profundos valles y depresiones. Como consecuencia, hay innumerables cataratas en el país, de las cuales las Victoria, en el río Zambeze, son las más famosas. De las demás cataratas, destacan las del río Kalungwishi, en el norte. Con las cataratas de Lumangwe, Chimpepe, Kabweluma, Kundabwiku y Mumbuluma, ofrece una serie que se complementa con las de Kapuma, Lupupa y Pule en sus afluentes.
Con las cataratas de Mambilima y las casi inaccesibles cataratas de Mambatuta, el Luapula también cuenta con singulares rápidos de aguas bravas y fuerte pendiente. En el lago Tanganica, las cataratas de Kalambo y Lunzua se sumergen más de 200 metros en las profundidades. Las cataratas de Sanzye están muy cerca. Además de estos espectáculos naturales, hay otras cataratas, como las de Senkele, Chusa y Namundela, en el río Mansha, entre Mpika y Kasama. Las cataratas de Chishimba, Mutinondo Wilderness y Lwitikila también se encuentran en esta zona. Más al sur están las cataratas de Kundalila.

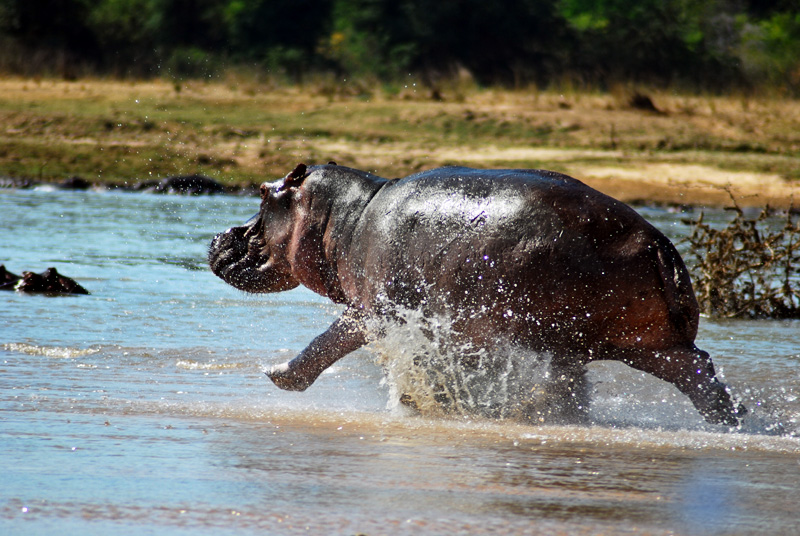
Un hipopótamo (Hippopotamus amphibius) en el río Luangwa

Zambia cuenta con cuatro zonas lacustres y pantanosas diferentes. El embalse Kariba del Zambeze se encuentra en el sur. El sistema de Kafue, con los pantanos de Lukanga, el embalse de Itezhitezhi y el embalse de Kafue, caracteriza el centro de Zambia, al sur del Cinturón de Cobre.
La cuenca de Bangweulu, con el lago Bangweulu y los pantanos circundantes, se extiende al norte del Cinturón de Cobre. En el extremo norte, en las fracturas geológicas, se encuentran el lago Tanganica, en el valle del Rift, y el lago Mweru y el lago Mweru-Wantipa, en la depresión situada detrás del bloque de Bangweulu con los montes Mporokos.
Zambia se caracteriza por dos sistemas fluviales: la cuenca del Zambeze al sur y la del Congo al norte. Ambas cuencas son transfronterizas y tienen importancia continental. El sistema del Zambeze se divide en el curso superior con los afluentes Cuando, Lungwebungu, Luanginga desde Angola, Kabompo con Lunga occidental, Luena, Lufupa desde el este, el curso medio con los afluentes Kafue con Lunga y Lusiwishi así como Chongwe y finalmente el Luangwa con sus afluentes Mansha, Lunsemfwa, Lukusashi y Mulingushi. El subsistema del Congo en Zambia es el Chambeshi, que, como numerosos ríos menores, desemboca en la cuenca del Bangweulu y la abandona como Luapula para desembocar en el lago Mweru, al que también llega el Kalungwishi desde las montañas Mporokos.

## Economía

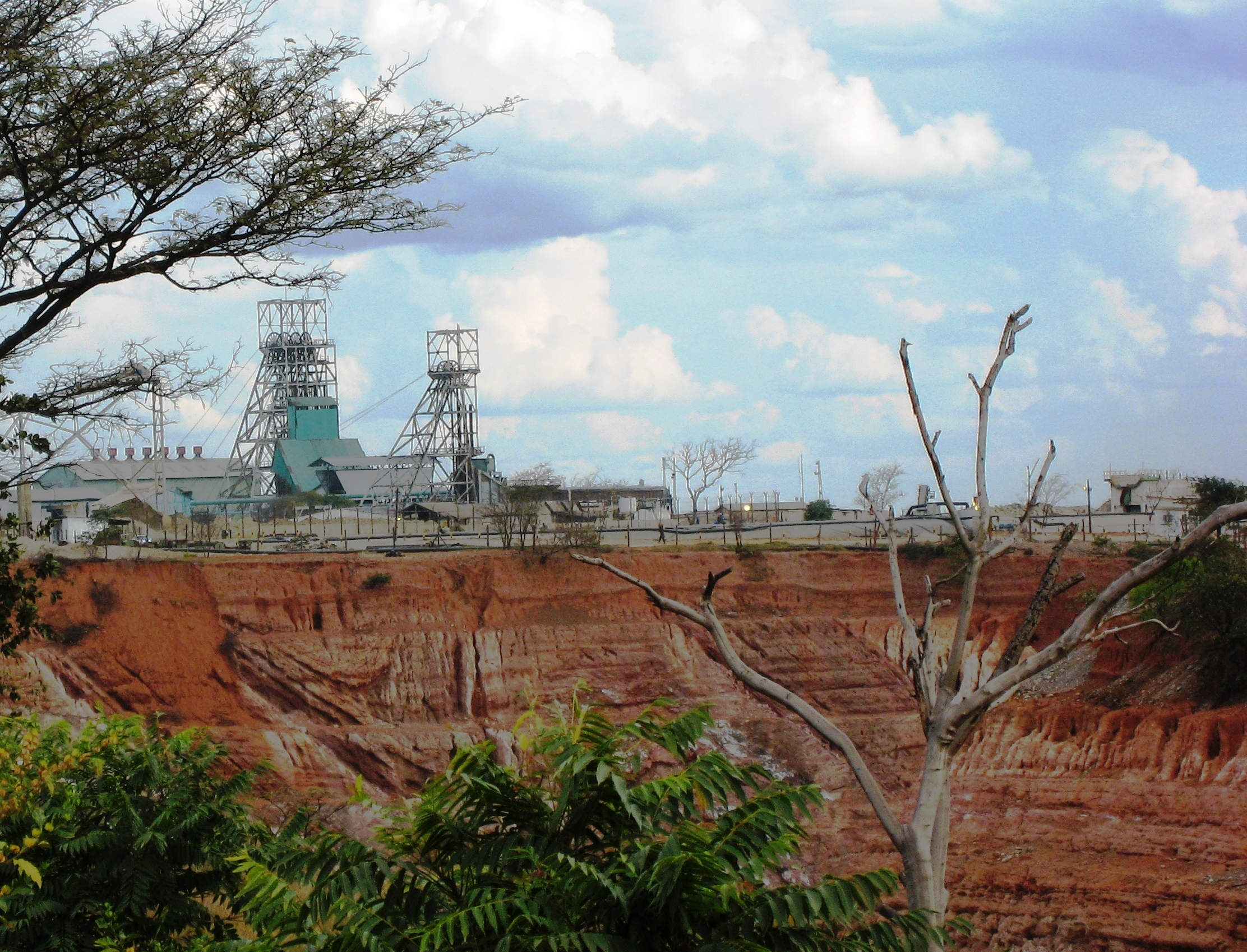
La mina de cobre de Nkana en Kitwe

La economía depende, en gran medida, del cobre, mineral del que Zambia es uno de los primeros productores mundiales y que representa el 90 % del valor de las exportaciones. Este país pertenece al llamado «cinturón del cobre», prolongación de los yacimientos de Shaba (República Democrática del Congo). El petróleo es importado y llega desde el puerto de Dar es Salaam (Tanzania). Dentro del sector industrial destaca la rama de tratamiento de minerales (sobre todo la refinación del cobre); también descuellan la producción del cemento y las industrias derivadas de la agricultura: aceites vegetales, manufacturas del algodón, azucareras, jabones, etc.
La agricultura se encuentra poco desarrollada, y pese a que genera un 85 % de empleo total formal e informal del país, se centra básicamente en los cultivos de subsistencia: maíz (es el cultivo principal y la base de la dieta zambiana), batata, cacahuetes, mandioca y mijo. También presenta cultivos de carácter comercial (algodón, café, caña de azúcar, tabaco). En la ganadería cabe citar la cabaña bovina. En los lagos y cursos fluviales se practica la actividad pesquera.
El turismo internacional, buscando los espacios naturales del país (cataratas, safaris...) constituye una importante fuente de ingresos.
Según el Índice mundial de innovación, a cargo de la Organización Mundial de la Propiedad Intelectual, en sus versiones 2022 y 2023, Zambia se ubicó en lugar 118 en innovación entre 132 países del mundo y el lugar 116 en 2024.
Zambia posee recursos naturales, incluidos minerales, agua dulce, silvicultura y tierras cultivables.

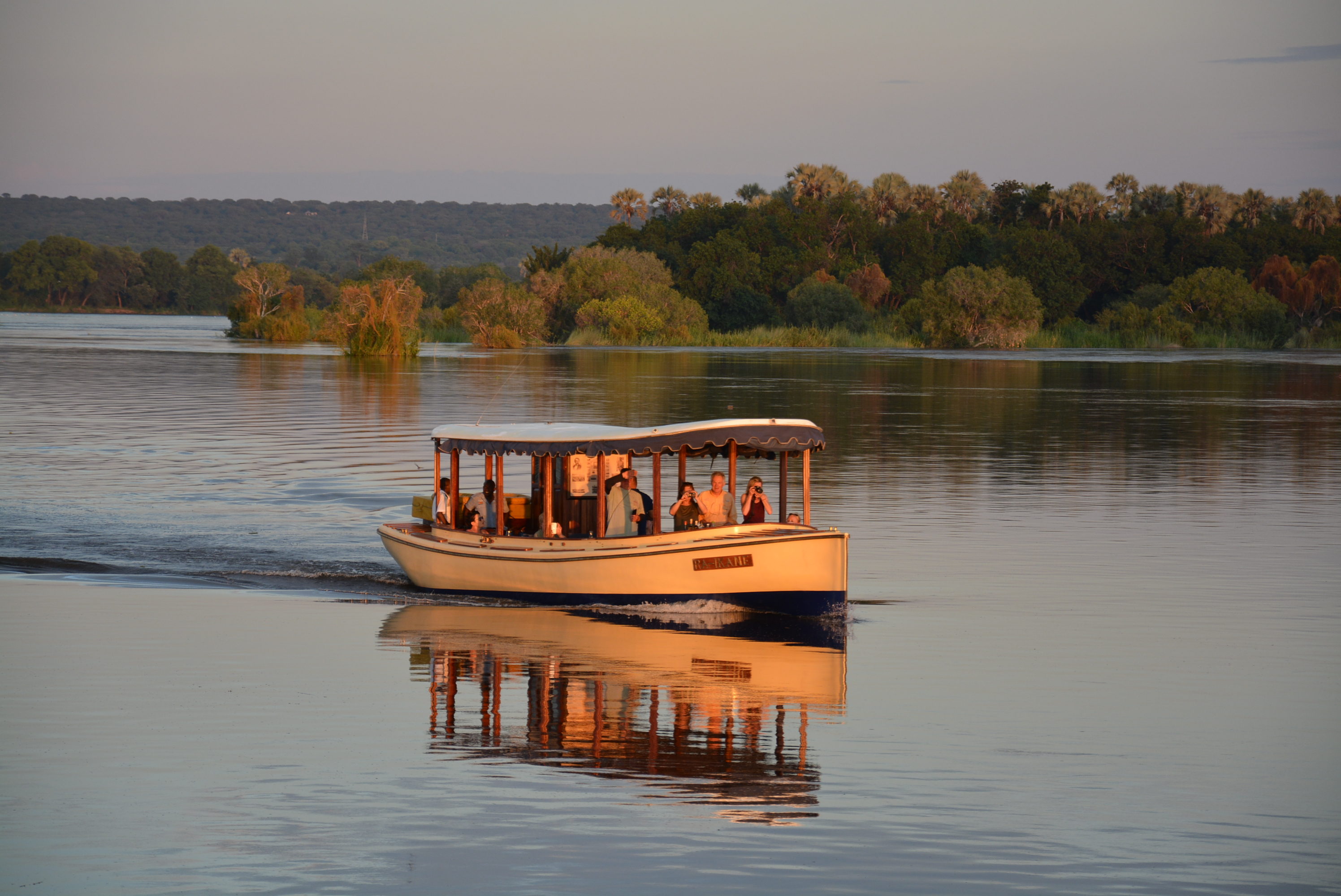
Embarcación con turistas en un atardecer por el río Zambeze

### Turismo
Zambia suele considerarse uno de los países más bellos, acogedores, diversos y vírgenes de todo el continente africano. Aparte de las majestuosas cataratas Victoria, Zambia posee más recursos hídricos naturales que ningún otro país del sur de África, entre ellos una miríada de otras cataratas repartidas por todo el país, por no mencionar el famoso río Zambeze. Los numerosos parques nacionales ofrecen magníficas oportunidades para observar la caza de llanura y los depredadores africanos, mientras que las bulliciosas zonas urbanas ofrecen una muestra de la ecléctica cultura zambiana.
La industria turística es una industria importante y en crecimiento en Zambia. Zambia cuenta con más de 2500 leones y varios parques nacionales, cascadas, lagos, ríos y monumentos históricos. Zambia ha firmado varios acuerdos turísticos con países como Uganda y Kenia. El Ministerio de Turismo y Arte de Uganda afirmó que Zambia es un modelo turístico en África. La Agencia de Turismo de Zambia (ZTA) se ha asociado con el Gobierno a través del Ministerio de Turismo y el sector privado para mejorar el aspecto de marketing en la industria turística.

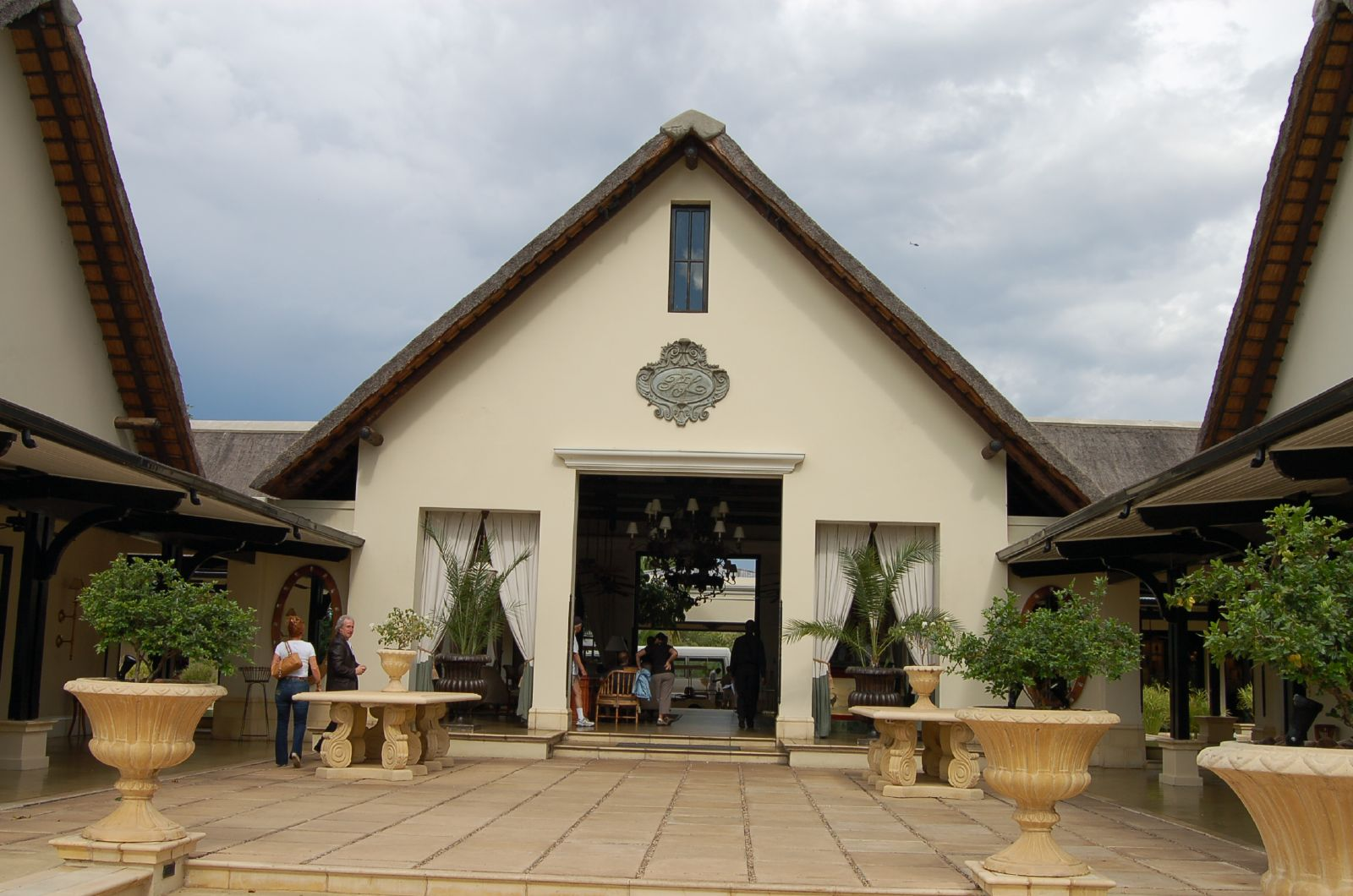
El Hotel Royal Livingstone de Zambia

La industria turística de Zambia es una de las áreas con mayor potencial de crecimiento del país. Se le ha concedido el estatus de exportación no tradicional y está recibiendo mucho apoyo del Gobierno mediante el desarrollo de infraestructuras, la promoción de una mayor participación del sector privado, así como atractivos incentivos fiscales para todas las inversiones en el sector.
La caza es también una parte importante de la industria turística zambiana. Aunque el país prohibió toda la caza en enero de 2013 ante la preocupación por la corrupción y el exceso de caza de determinadas especies, en 2014 legalizó de nuevo la caza de la mayoría de las especies de caza de llanura. Además, el ministro de Turismo de Zambia anunció que los leopardos podrán cazarse legalmente a partir de 2015 y que los leones podrán volver a cazarse a partir de 2016.

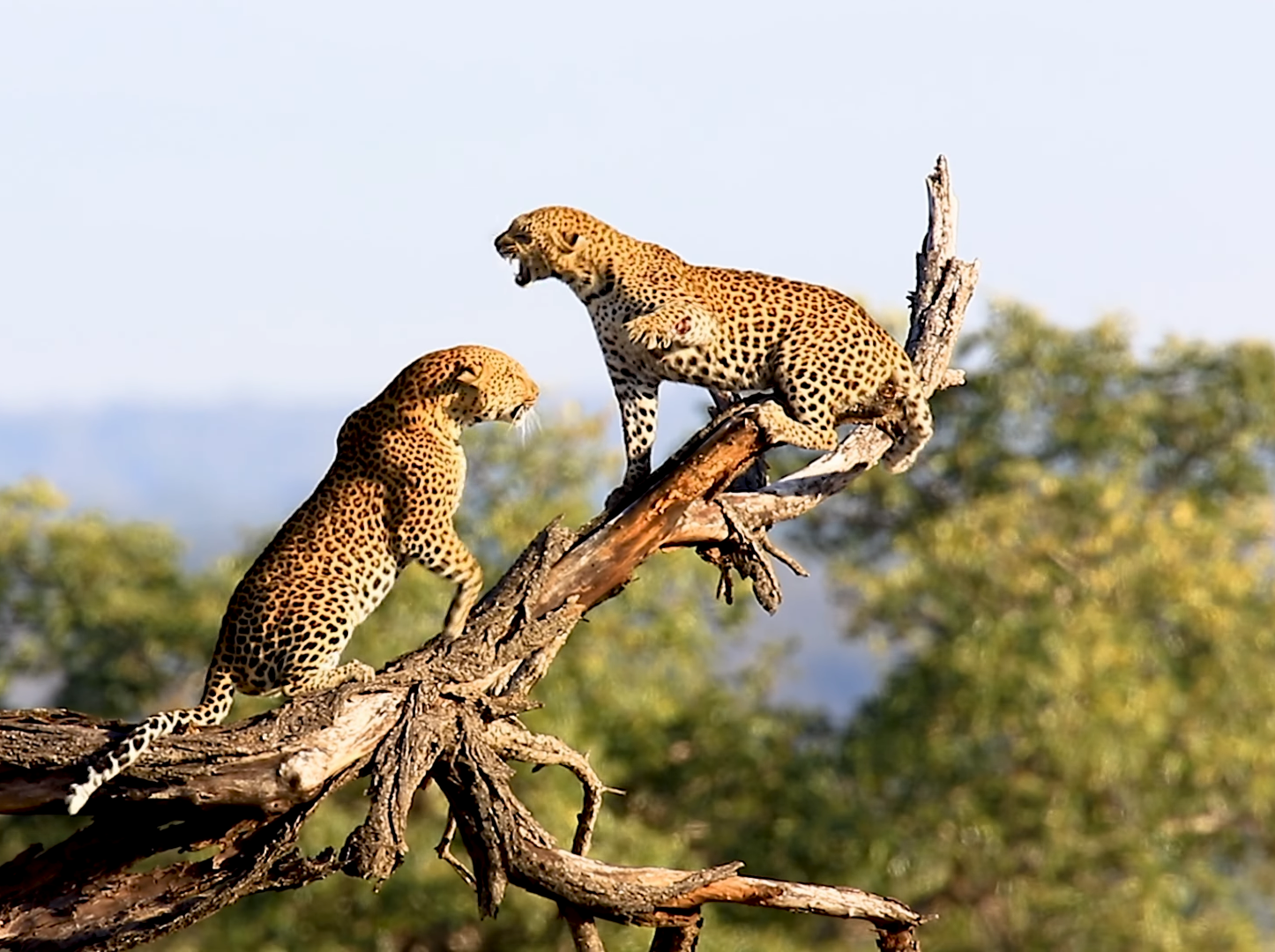
Leopardos (Panthera pardus) en el parque nacional Kafue

El aumento de la caza deportiva y del ecoturismo ha provocado un incremento de las poblaciones de animales salvajes en países sudafricanos como Zambia. Como Zambia alberga tantos parques nacionales, cascadas y zonas de gestión de caza, la mayor parte del turismo del país depende de la fauna. El ecoturismo en Zambia, aunque devastado por la pandemia de COVID-19, ha desempeñado un papel importante en el control de la caza furtiva y en la llegada de inversiones extranjeras para la protección de la fauna.
Un programa de desarrollo de la ONU, Lion's Share, anunció recientemente su compromiso de conceder 400.000 dólares al turismo basado en la fauna salvaje en Zambia, con el fin de proteger la vida salvaje y generar puestos de trabajo. La fauna salvaje no sólo es esencial para el desarrollo de la industria turística y, por tanto, de la economía de Zambia, sino que el turismo también es esencial para la conservación de la fauna salvaje en Zambia. El ministro de Turismo y Artes de Zambia se adhiere al marco definido en las expectativas y objetivos establecidos en la Agenda 2030, una iniciativa para aumentar la sostenibilidad del turismo en África.
Sin embargo, el turismo también se ha vinculado a un aumento de la urbanización en Zambia, en detrimento de los esfuerzos medioambientales. Otro reto del turismo son los casos documentados de propagación del virus del dengue por la región desde otros países vecinos.

### Minería

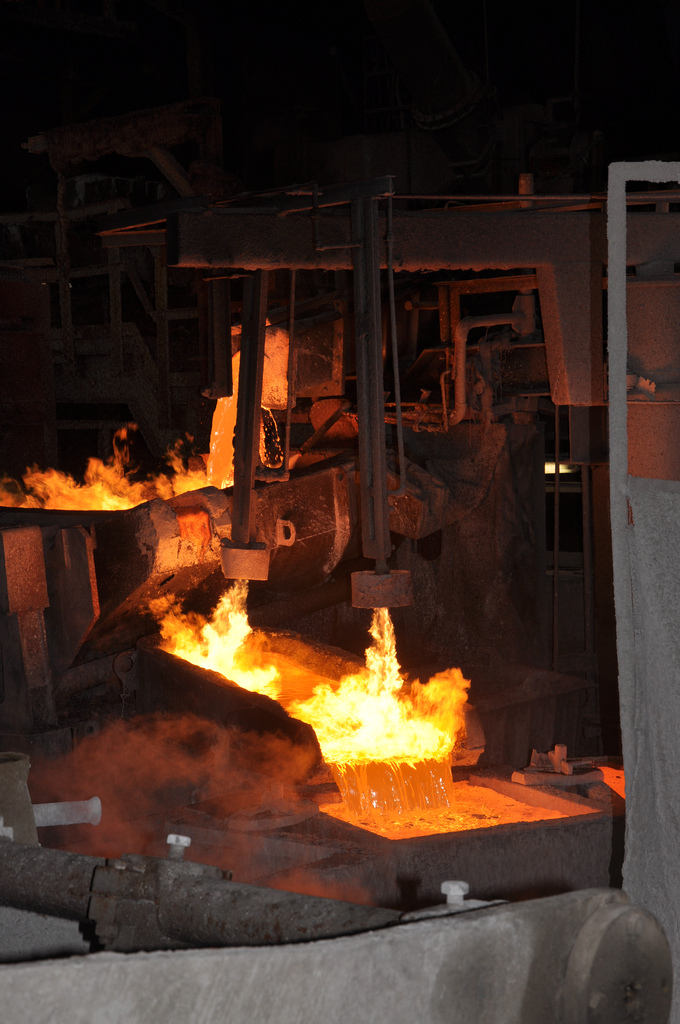
Mina de Mopani

La minería en Zambia produce varios minerales y es una parte fundamental de la economía del país. El cobre representa el 70 % de los ingresos totales por exportaciones de Zambia, y el país produce aproximadamente el 20 % de las esmeraldas del mundo. Los recursos minerales están distribuidos por todo el país. Zambia produjo 763 287 toneladas métricas de cobre en 2022.
En un principio, la minería se agrupaba en centros de operaciones mineras a lo largo del Cinturón de Cobre, como Konkola y Kitwe. En las últimas dos décadas, tras la concesión de licencias de minería y exploración por parte de la Agencia de Gestión Medioambiental de Zambia (ZEMA), las grandes minas comerciales operativas se han extendido a las provincias centrales, noroccidentales y meridionales. Se espera que el sector experimente un impulso aún mayor con el régimen fiscal más flexible introducido en 2022 y el efecto derivado de la aplicación del acuerdo de cooperación firmado entre Zambia y la República Democrática del Congo (RDC) para la cadena de suministro de baterías de vehículos eléctricos, que requerirá abundantes metales y precursores de baterías.
En octubre de 2022, el Ministerio de Minas y Desarrollo de Minerales de Zambia concedió una amnistía de 90 días a todos los mineros ilegales para legalizar sus operaciones. También creó y abrió un Departamento de Catastro y anunció que la expedición de licencias mineras se limitará a cinco por solicitante.
Mucho antes de la colonización, los indígenas de lo que hoy es Zambia ya explotaban yacimientos superficiales de cobre. Fabricaban lingotes de este metal para herramientas de mano, armas y como medio de intercambio. La producción industrial de cobre comenzó en el cinturón de cobre, cerca de Solwezi, en 1908. La inversión extranjera, sobre todo de Estados Unidos y Sudáfrica, impulsó la expansión de la industria del cobre entre 1924 y 1969. La minería incrementó el PIB, y en 1969 Zambia tenía una de las mayores economías de África.

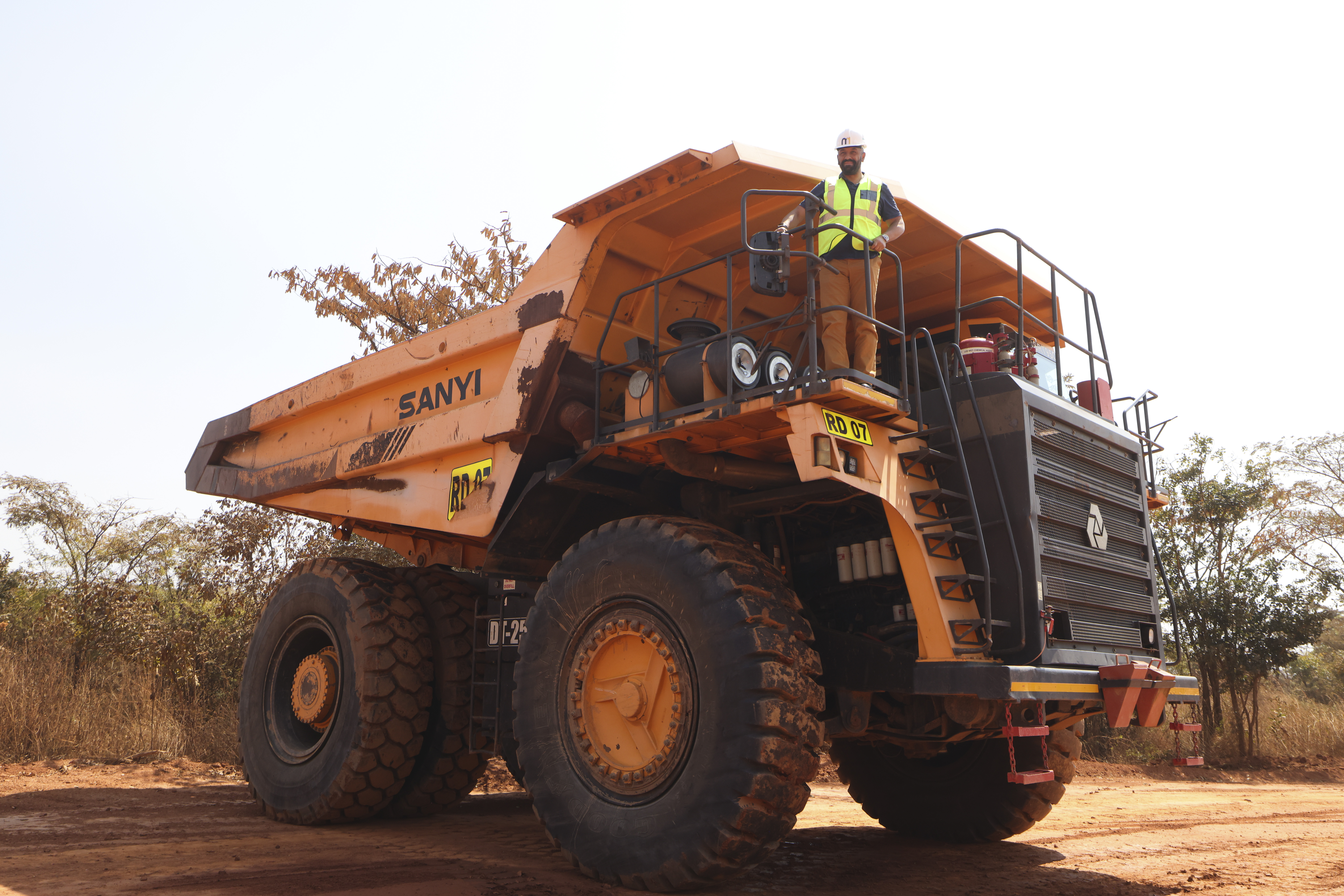
Un Camión usado para el transporte de Minerales en Kenia

Entre 1925 y 1975, la mina de Kabwe fue la mayor mina de plomo de África. La mina se cerró en 1994, dejando un legado de residuos tóxicos. Kabwe puede ser la ciudad más contaminada del mundo.
Tras la independencia de Zambia en 1964, el gobierno comenzó a recaudar los cánones mineros que antes pagaba a la British South Africa Company (BSA). Esto aumentó el coste de la minería para las empresas que a su vez eran accionistas de la BSA y redujo la inversión en la industria. Una serie de reformas llevadas a cabo entre 1968 y 1970 reestructuraron la industria minera, y el gobierno adquirió el 51 % de las acciones de las principales empresas mineras Anglo American y Roan Selection Trust. En 1982, estas empresas se fusionaron en la compañía minera estatal Zambia Consolidated Copper Mines (ZCCM). Durante este periodo, los ingresos de la minería financiaron algunos programas de desarrollo, especialmente en educación. La minería siguió decayendo a medida que bajaban los precios del cobre y aumentaban los costes de producción de minerales cada vez más profundos y complejos.
Tras la elección del Presidente Chiluba en 1991, la industria minera comenzó a privatizarse en un proceso supervisado por el FMI y el Banco Mundial, que finalizó en 2000. La privatización y el posterior aumento de los precios mundiales del cobre fomentaron nuevas inversiones extranjeras. Las comunidades locales han visto pocos beneficios de desarrollo durante este periodo, lo que ha provocado una serie de protestas y huelgas en la industrial.

## Demografía

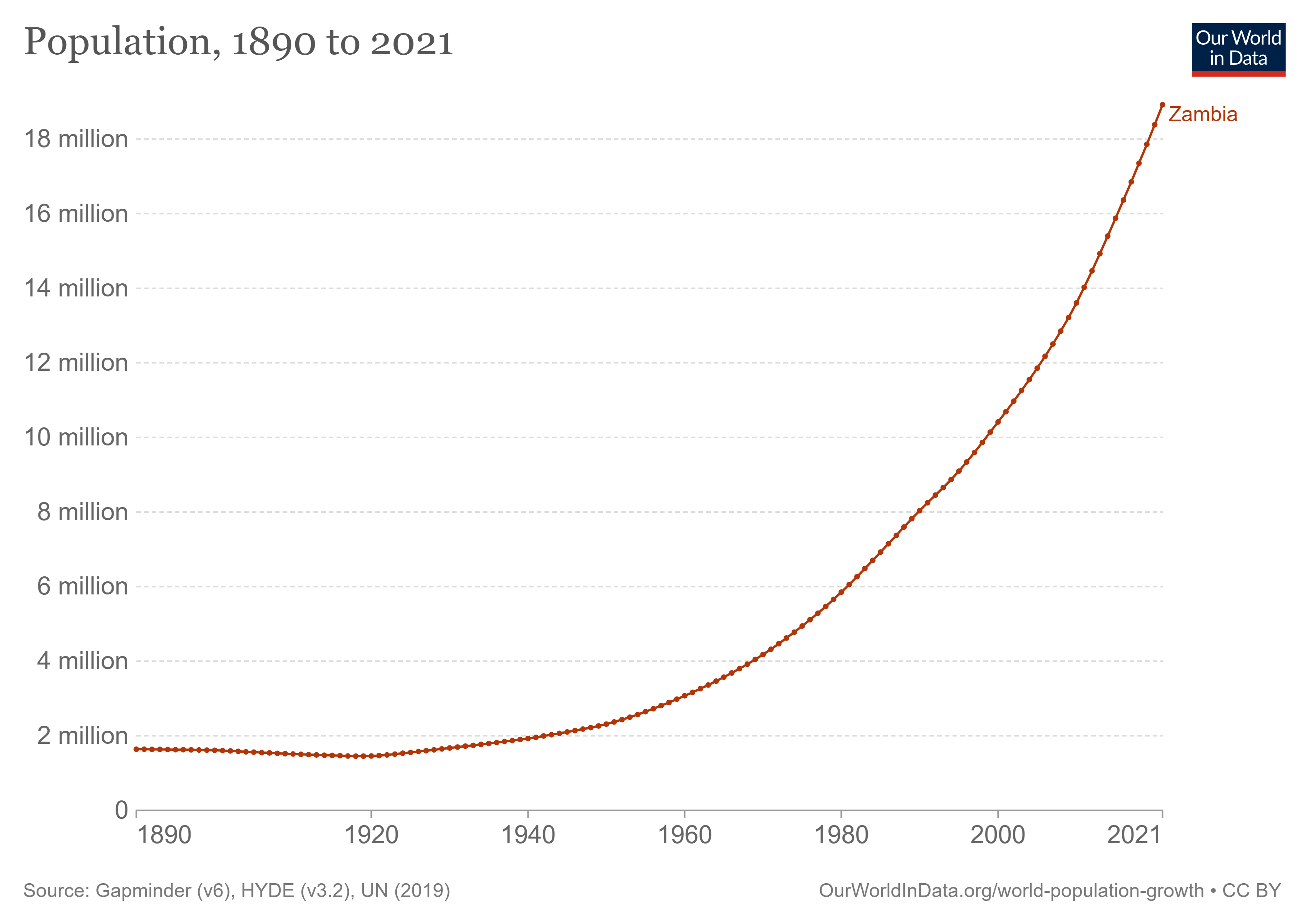
Evolución de la población de Zambia

La población zambiana se concentra en el alto Zambeze y a lo largo del corredor de la vía férrea norte-sur, donde se emplazan las ciudades de este país, uno de los más urbanizados del África negra. El 44 % de la población vive en las ciudades o áreas urbanas, viviendo el resto de la población en el campo o en los valles de la sabana. Salvo en la capital, Lusaka, el resto de principales urbes están en la región minera próxima a la R.D. del Congo.
Al año 2021, Zambia tiene una población aproximada de 19 470 500 habitantes. El 99,23 % es negra, el O.57 % es blanca (europeos o descendientes, los cuales totalizan 70 000 en todo el país, aunque casi todos están concentrados en Lusaka) y el restante 0,2 % está compuesto por inmigrantes asiáticos, sobre todo japoneses y chinos. La convivencia entre blancos y negros es bastante cordial.
El promedio de hijos por mujer es de 5,07. El 80,6 % de la población está alfabetizada.
Evolución demográfica de acuerdo con los cinco últimos censos
| Año  | Población  |
| ---- | ---------- |
| 1969 | 4 056 955  |
| 1980 | 5 661 801  |
| 1990 | 7 383 097  |
| 2000 | 9 885 591  |
| 2010 | 13 092 666 |

### Sanidad

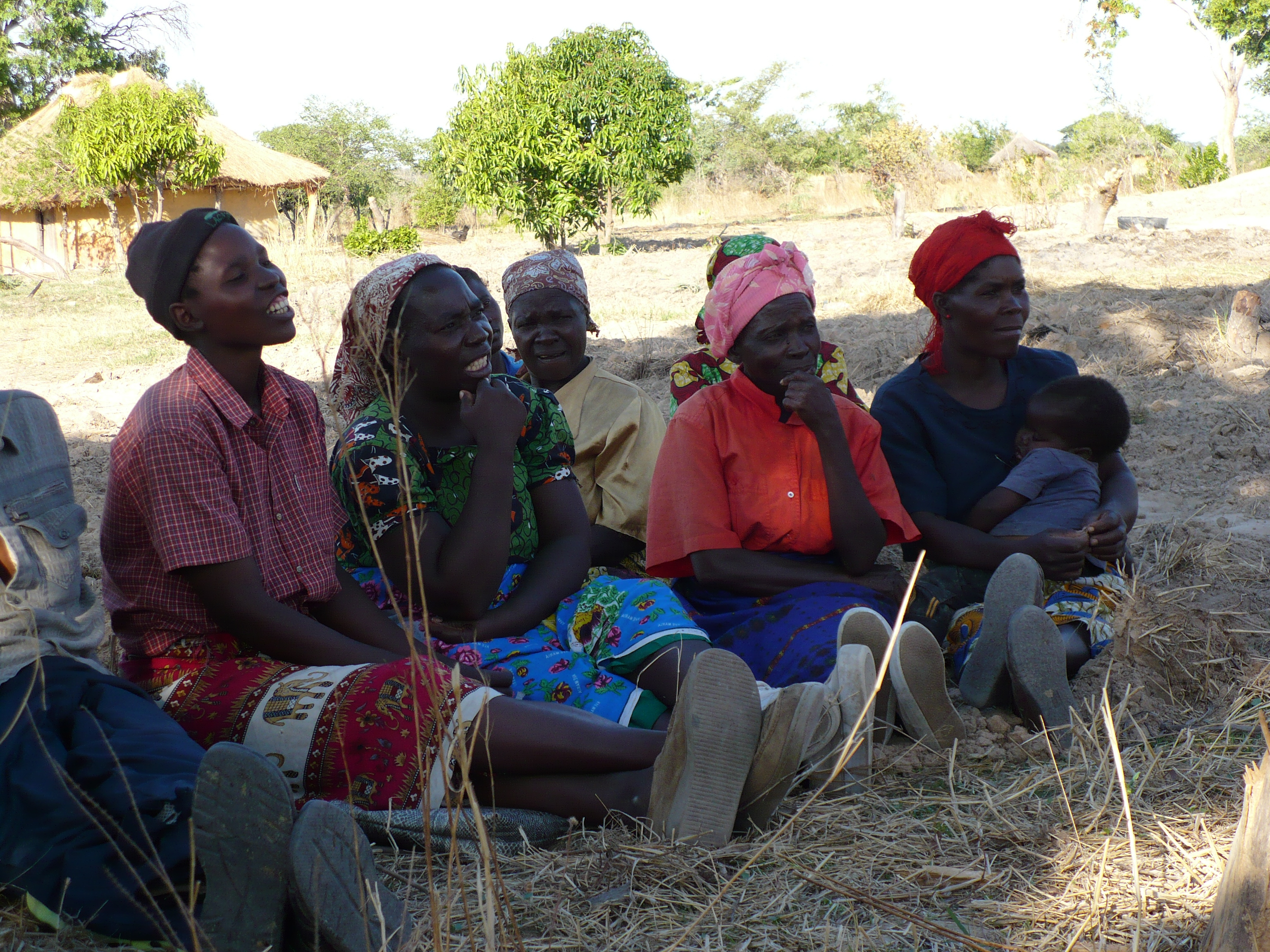
Mujeres zambianas en el medio rural

Se calcula que el 12.3 % de la población adulta entre 16 y 49 años está infectada con el virus del VIH (sida), lo que significa que 1 100 000 personas están viviendo con el virus para el año 2007; falleciendo para ese año 56 000 personas a causa de este virus.
La esperanza de vida al nacer era de 51.83 años en 2014, habiendo 12 médicos por cada 100 000 habitantes. La mortalidad infantil es una proporción de 102 por 1000 nacimientos.

### Población de las ciudades principales
| Ciudad      | Población |
| ----------- | --------- |
| Lusaka      | 1 218 200 |
| Ndola       | 547 900   |
| Kitwe       | 368 800   |
| Kabwe       | 213 800   |
| Chingola    | 150 500   |
| Luanshya    | 124 800   |
| Livingstone | 108 100   |

### Educación

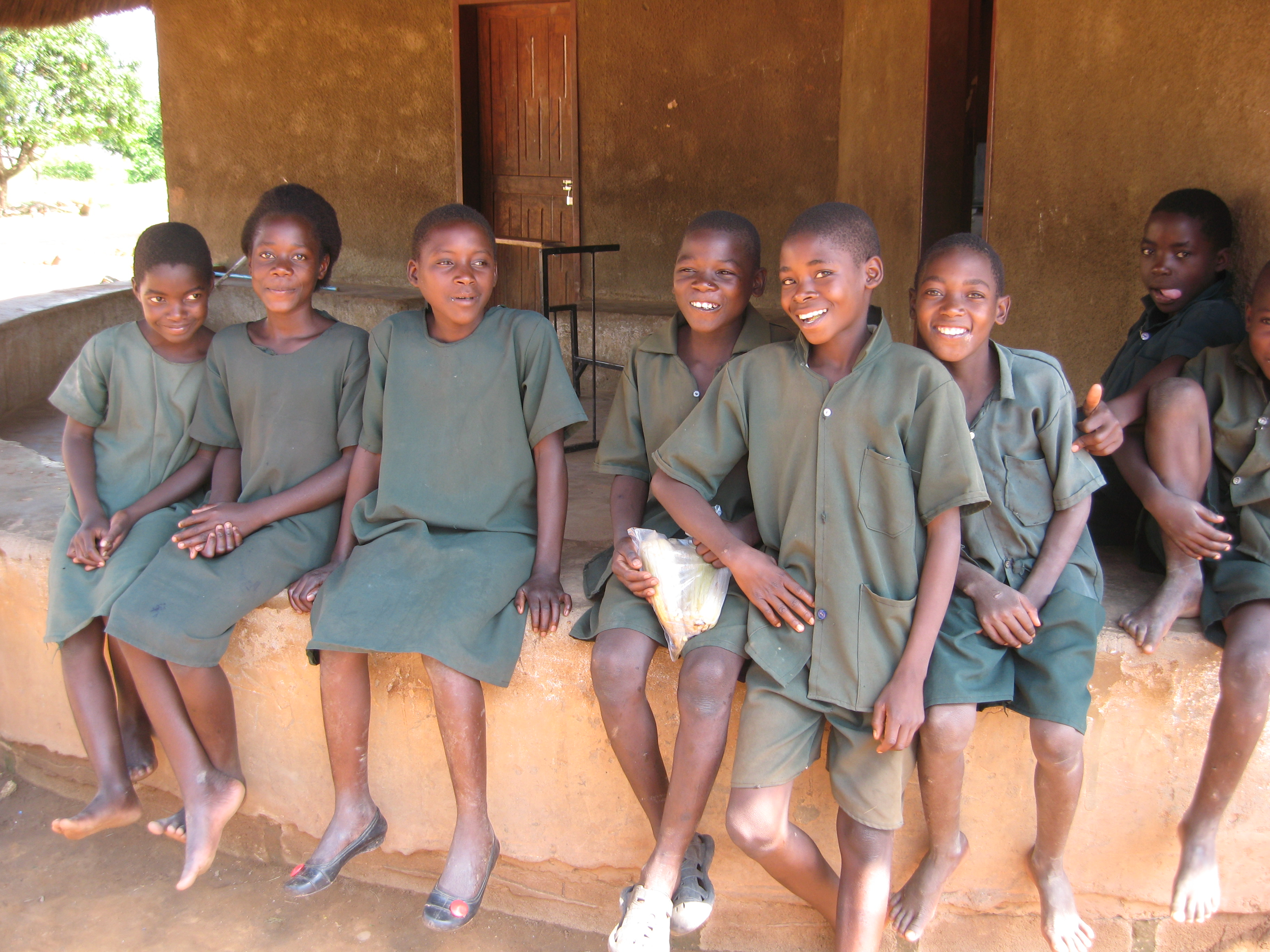
Niños en una escuela cercana a Monze, al sur de Zambia.

En 2003, la tasa de alfabetización se estimó en un 80,7 % (86,9 % para hombres y 74,7 % para mujeres). La educación de Zambia se divide en dos niveles: educación básica (1 a 9 años) y secundaria (10 a 12 años). A los 9 años ya se considera como buen nivel de educación para niños. La UNESCO estimó en 2002 que el 80 % de los niños de edad escolar se inscribieron. La mayoría de los niños abandonan la escuela a los 7 años, cuando ya se debe pagar para ingresar.
Las opciones para acceder a un nivel de educación superior, después de culminar la básica y acceder a la secundaria son muy limitadas en el país. Después de seguir su ciclo de formación en educación secundaria, los pocos alumnos que siguen estudiando deben hacerlo en colegios privados. Las principales universidades de Zambia son la Universidad de Zambia (UNZA), la Universidad Mulungushi (MU) y la Universidad Copperbelt (CBU).

### Idiomas
El idioma oficial de Zambia es el inglés, legado de su pasado colonial británico, y que se utiliza tanto en asuntos oficiales como lingua franca, y es el que generalmente se enseña en las escuelas. Además del inglés se hablan otros 72 idiomas locales, destacando en Lusaka mayoritariamente el nyanja. Otros idiomas que se destacan son el bemba, el kaounde, el tonga, el lunda y el luvale.

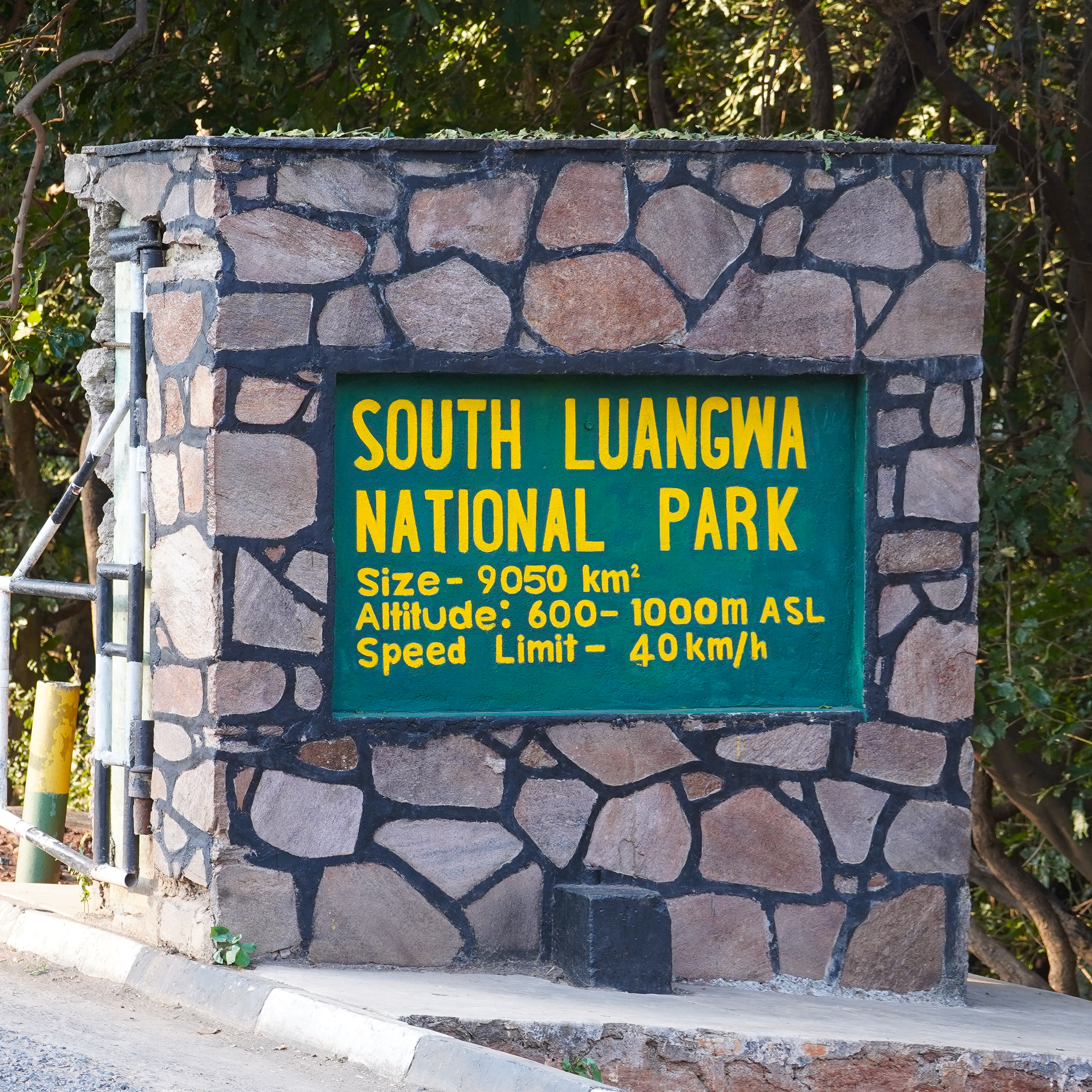
Cartel en Zambia escrito en inglés

El gobierno ha discutido introducir otros idiomas en los currículos escolares, como el portugués. El francés se estudia en algunas escuelas privadas, mientras que en secundaria es optativo. También se introdujo un curso de alemán en la Universidad de Zambia (Lusaka).
En la provincia occidental, los idiomas principales son lozi, mbunda, subiya, kwangwa, totela, nyengo y nkoya; en la provincia noroccidental se encuentran Chokwe, Luvale, Kaonde y Lunda; y en la provincia Sur tenemos el famoso grupo de tres idiomas «bantú-botatwe» que incluye a Tonga, Ila y Lenje (que también se encuentran en la mayor parte de la provincia Central).
La provincia central es también es territorio de hablantes de soli y swaka. Los hablantes de soli también se encuentran en la provincia de Lusaka. Originalmente, la provincia de Copperbelt era la tierra de los hablantes de Lamba, pero ahora está dominada por hablantes del idioma Bemba modificado que surgió en la década de 1920 (ahora conocido como Town Bemba). En la parte oriental de Zambia encontramos personas que hablan chewa, senga y tumbuka. Hacia el norte tenemos las provincias del Norte y Luapula, donde encontramos el grupo de dialectos bemba que incluyen los twa de Bangweulu, Unga, Lembwe, Kabende, Lomotua, Chishinga, Mukulu, Ng ‟umbo, Ngoma, Nwesi, Luunda.

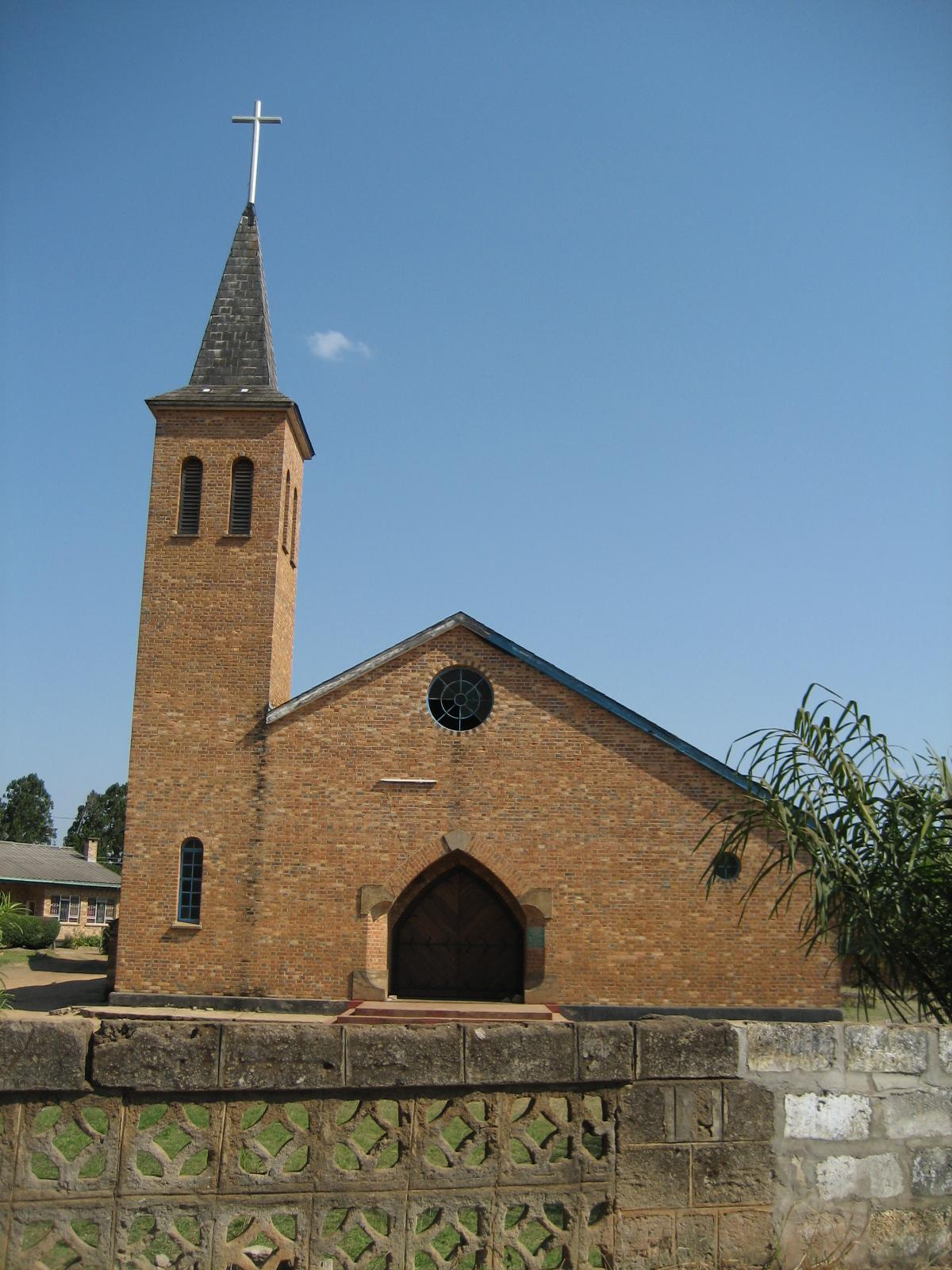
Catedral católica de la Asunción de María en Mansa, Zambia.

### Religión
Zambia es oficialmente una nación cristiana de acuerdo con la constitución de 1996, con una amplia variedad de tradiciones religiosas. Pensamientos religiosos tradicionales se mezclan fácilmente con las creencias cristianas en muchas de las iglesias sincréticas del país. Cerca de tres cuartas partes de la población pertenece a algún grupo protestante, mientras que alrededor del 20 % son seguidores del catolicismo. Entre las denominaciones cristianas se encuentran la Iglesia católica, el anglicanismo, el pentecostalismo, Nueva Apostólica, el luteranismo, los testigos de Jehová, la Iglesia Adventista del Séptimo Día, La Iglesia de Jesucristo de los Santos de los Últimos Días, branhamitas, y una variedad de denominaciones evangélicas.
Estos crecieron y prosperaron a partir de los asentamientos misioneros originales (portugués y el catolicismo en el este de Mozambique) y Anglicanismo (influencias británicas) desde el sur. A excepción de algunos puestos técnicos (por ejemplo, médicos), los roles de misioneros occidentales han sido asumidas por los creyentes nativos. Después de que Frederick Chiluba (un cristiano pentecostal) fue nombrado presidente en 1991, las congregaciones pentecostales se expandieron considerablemente en todo el país. En Zambia 1 de cada 18 habitantes pertenece a los Adventistas del Séptimo Día, lo que supone uno de los mayores porcentajes en el mundo.

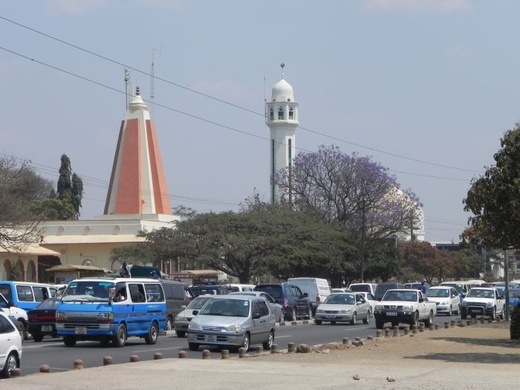
Avenida de la Independencia en Lusaka con una mezquita y un templo hindú

Asimismo, 1 de cada 11 de Zambia es miembro de la Iglesia Nueva Apostólica. Con la adhesión por encima de 1 200 000 el distrito de Zambia de la iglesia es la tercera más grande después de Congo Medio y el este de África (Nairobi).
La población bahá'í de Zambia es de más de 160 000, o sea, el 1,5 % de la población. La Fundación Masetlha Mmutle William, dirigida por la comunidad bahá'í, es particularmente activa en áreas como la alfabetización y la atención primaria de salud. Aproximadamente el 1 % de la población son musulmanes, la mayoría de los cuales viven en zonas urbanas y juegan un gran papel económico en el país. Son alrededor de 500 personas que pertenecen a la secta Ahmadiyya. También hay una pequeña comunidad judía, compuesta en su mayoría de los asquenazíes.

### Grupos étnicos

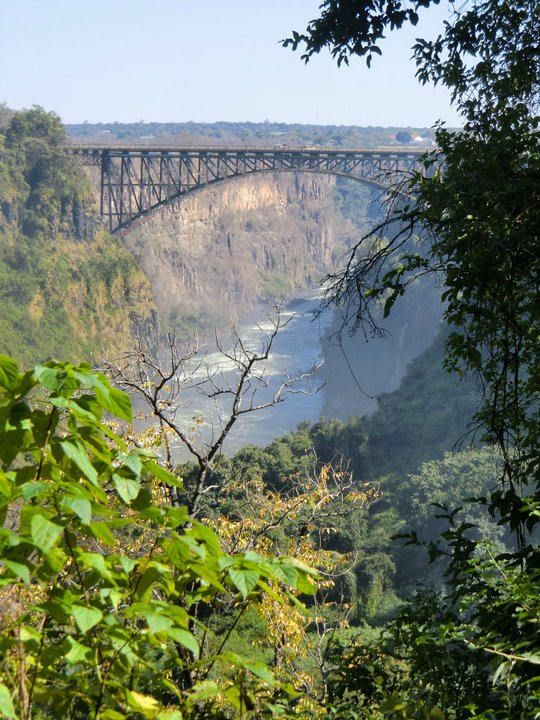
Puente sobre las Cataratas Victoria que separa Zambia (Izquierda) de Zimbabue (a la derecha)

La población está compuesta por aproximadamente 73 grupos étnicos, la mayoría de los cuales son de habla bantú. Casi el 90 % de los zambianos pertenecen a los nueve principales grupos etnolingüísticos: los nyanja-chewa, los bemba, los tonga, los tumbuka, los lunda, los luvale, los kaonde, los nkoya y los lozi. En las zonas rurales, los grupos étnicos se concentran en determinadas regiones geográficas. Muchos grupos son pequeños y poco conocidos. Sin embargo, todos los grupos étnicos pueden encontrarse en número significativo en Lusaka y el Cinturón del cobre.

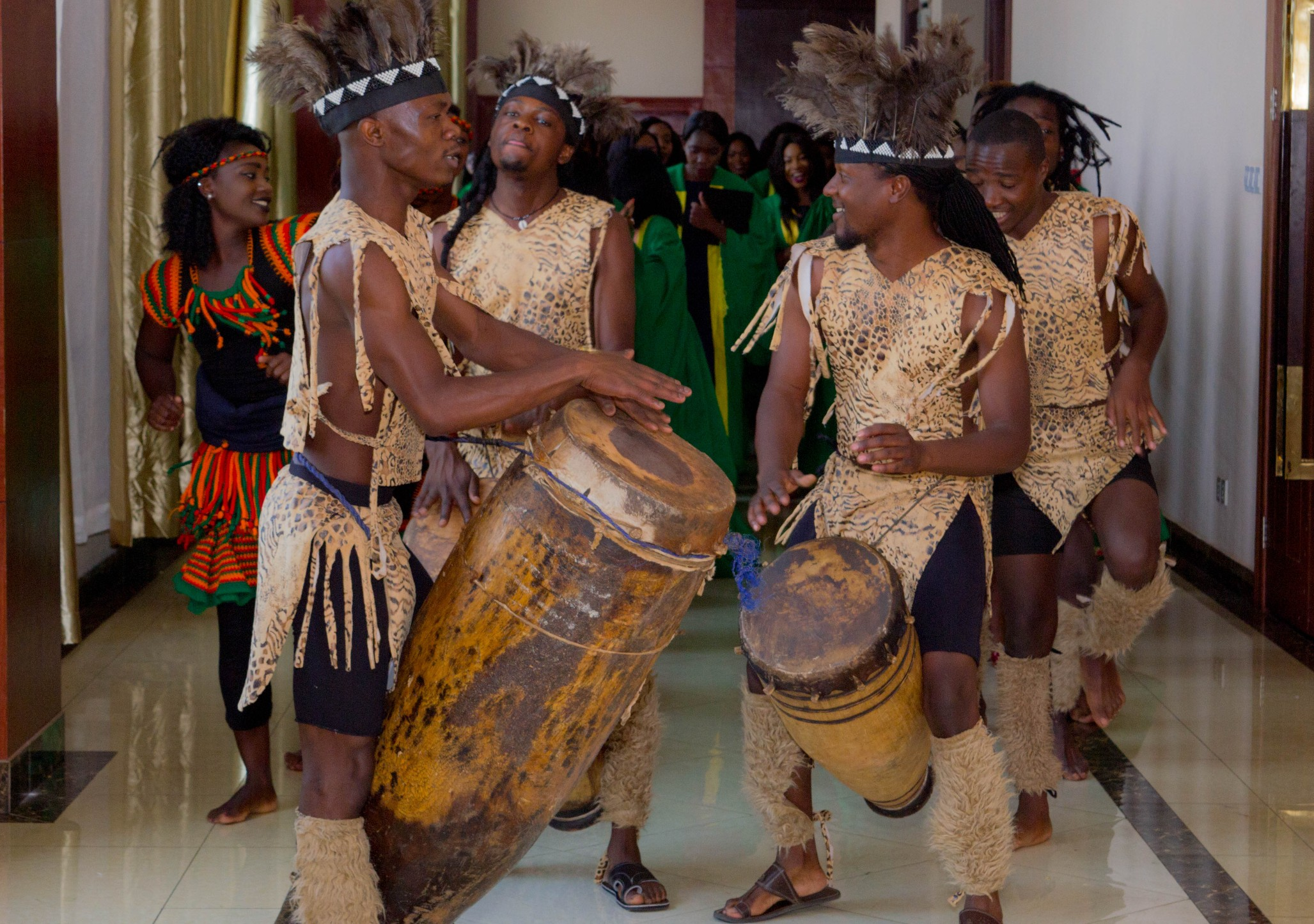
Zambia posee al menos 73 grupos étnicos

Además de la dimensión lingüística, las identidades tribales son relevantes en Zambia. Estas identidades tribales suelen estar vinculadas a la lealtad familiar o a las autoridades tradicionales. Las identidades tribales están anidadas dentro de los principales grupos lingüísticos.
Los inmigrantes, en su mayoría británicos o sudafricanos, así como algunos ciudadanos zambianos blancos de ascendencia británica, viven principalmente en Lusaka y en el cinturón de cobre, en el norte de Zambia, donde trabajan en minas, actividades financieras y afines, o están jubilados. En 1964 había 70 000 europeos en Zambia, pero muchos han abandonado el país desde entonces.
Zambia tiene una población asiática pequeña pero económicamente importante, en su mayoría indios y chinos. Este grupo minoritario tiene un enorme impacto en la economía controlando el sector manufacturero. Se calcula que 80 000 chinos residen en Zambia. En los últimos años, varios cientos de granjeros blancos desposeídos han abandonado Zimbabue, invitados por el gobierno zambiano, para dedicarse a la agricultura en la provincia del Sur.

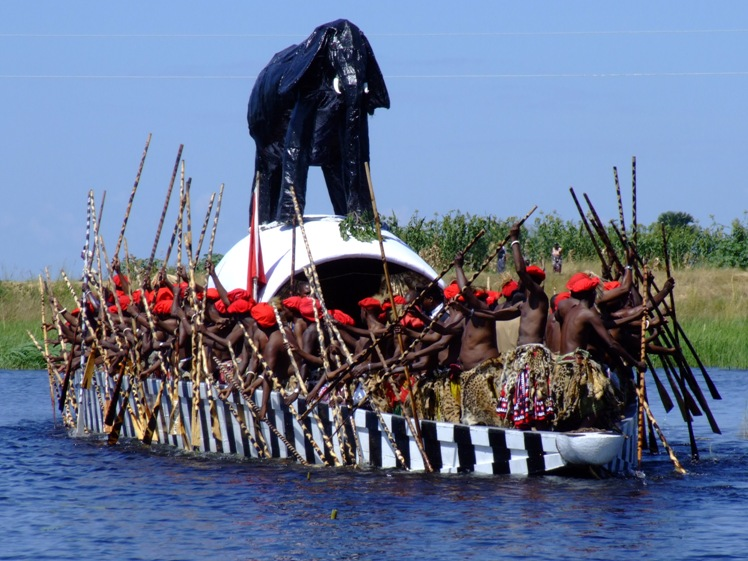
Ceremonia ku-omboka del pueblo lozi: Nalikwanda, la barca real.

Zambia cuenta con una minoría de mestizos, también conocidos como coloureds. En Zambia, las personas de color ya no aparecen en el censo. Durante el colonialismo, la segregación separaba a las personas de color, negros y blancos, en lugares públicos como escuelas, hospitales y viviendas. Han aumentado las relaciones interraciales debido al crecimiento de la economía de Zambia, que importa mano de obra. Las personas de color no figuran en el censo, pero se consideran una minoría en Zambia.
Según la Encuesta Mundial sobre Refugiados 2009 publicada por el Comité de Estados Unidos para los Refugiados e Inmigrantes, Zambia tenía una población de refugiados y solicitantes de asilo de aproximadamente 88 900 personas. La mayoría de los refugiados en el país procedían de la República Democrática del Congo (47 300 refugiados de la RDC vivían en Zambia en 2007), Angola (27 100), Zimbabue (5400) y Ruanda (4900). En general, los zambianos son acogedores con los extranjeros.
A partir de mayo de 2008, el número de zimbabuenses en Zambia comenzó a aumentar significativamente; la afluencia consistía en gran parte en zimbabuenses que vivían anteriormente en Sudáfrica y huían de la violencia xenófoba de ese país. Cerca de 60 000 refugiados viven en campos en Zambia, mientras que 50 000 se mezclan con la población local. Los refugiados que desean trabajar en Zambia deben solicitar permisos, que pueden costar hasta 500 dólares al año.

## Transporte
Como productor de minerales sin litoral, los corredores comerciales son vitales para Zambia. En el caso de Zambia, se trata de rutas por carretera o ferrocarril que cruzan las fronteras internacionales hacia los puertos y que son objeto de acuerdos internacionales de planificación, uso y gestión. No están separados de las redes de carreteras y ferrocarriles enumeradas anteriormente, sino que son entidades superpuestas a esas redes para el desarrollo económico y comercial estratégico. Son los siguientes:
- Corredor Meridional: al puerto de Durban vía Johannesburgo (Sudáfrica), pasando por Zimbabue (carretera o ferrocarril) o Botsuana (carretera).
- Corredor de Maputo: Como el (1), pero por ferrocarril o carretera desde Johannesburgo al puerto de Maputo (Mozambique).
- Corredor de Walvis Bay: Carretera vía Livingstone/Sesheke/Katima Mulilo al puerto de la Bahía de Walvis, Namibia.
- Corredor de Beira: carretera a Harare o ferrocarril a Bulawayo, luego ferrocarril vía Mutare a Beira, Mozambique.
- Corredor de Nacala: carretera a Lilongüe y ferrocarril a Nacala (Mozambique).
- Corredor de Tazara: carretera o ferrocarril vía Kapiri Mposhi a Dar es Salaam, Tanzania.
- Corredor de Lobito: ferrocarril a través de la República Democrática del Congo hasta Lobito Bay (Angola) (actualmente no operativo, depende de la reapertura del ferrocarril de Benguala).

Los corredores 1 a 6 también pueden ser utilizados por el sudeste de la RD del Congo a través de Zambia.

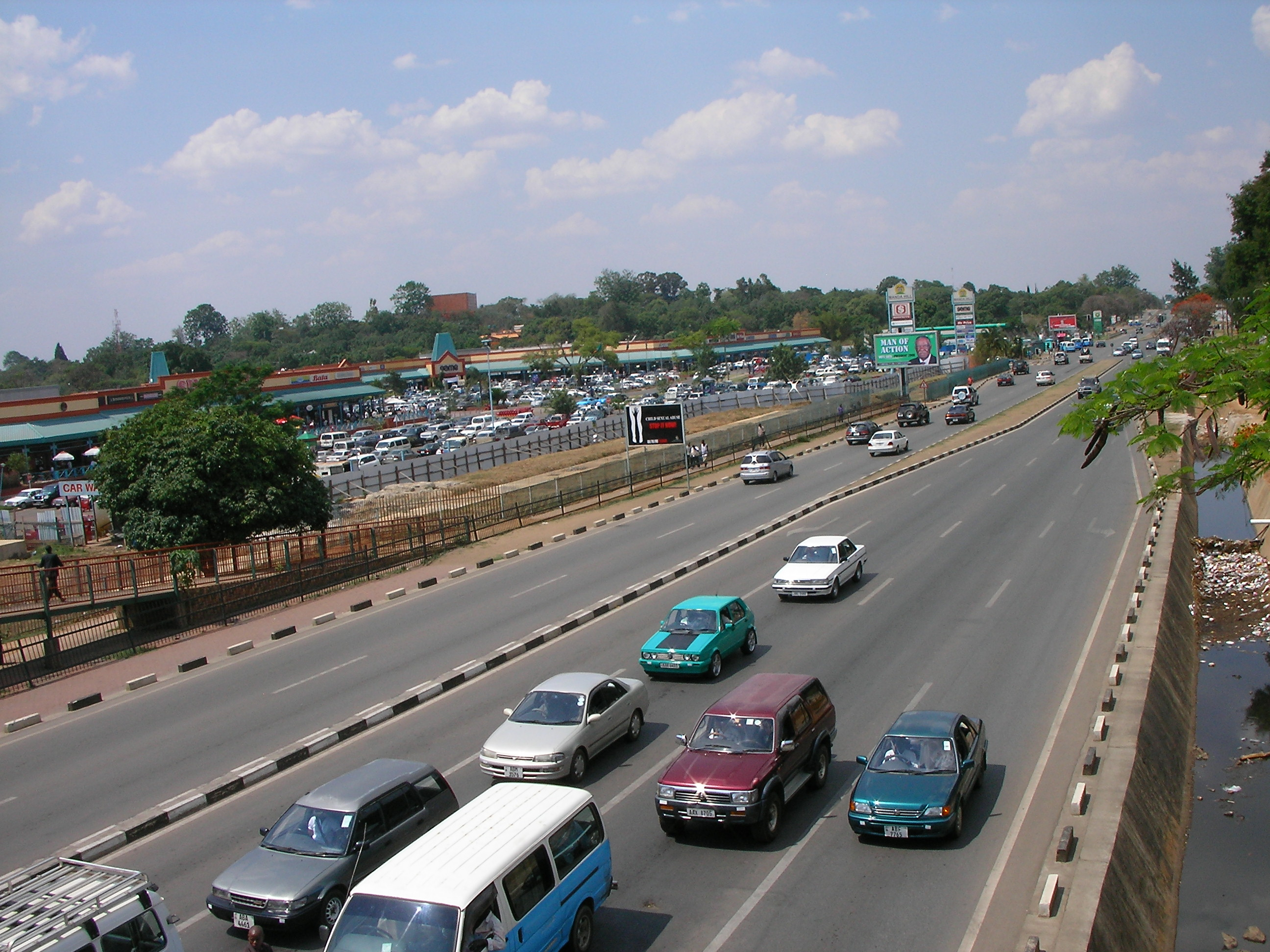
Autopista de Lusaka, la capital del país.

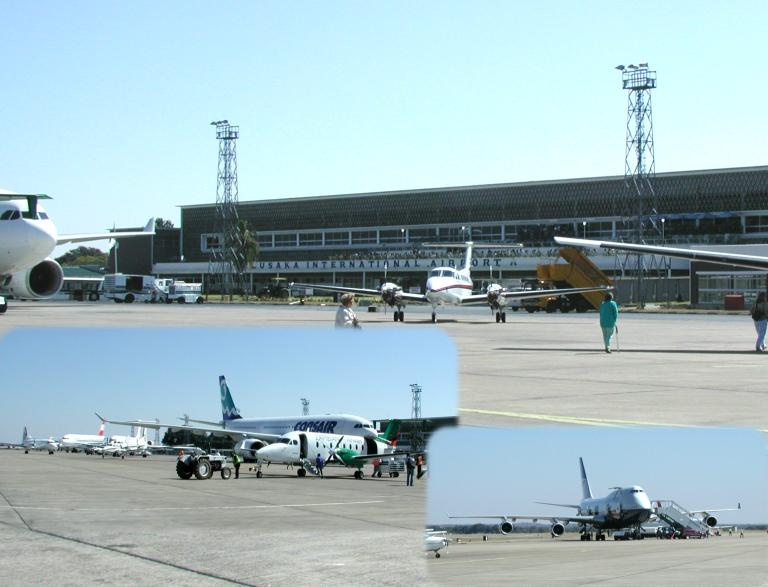
Aeropuerto internacional de Lusaka

Aunque ninguno de los grandes centros urbanos está situado en vías navegables utilizables, Zambia es un país relativamente bien regado pero principalmente llano, lo que significa que hay muchos ríos navegables, lagos y canales a través de pantanos, que en conjunto llegan a una gran parte de la población rural. Éstos ofrecen una alternativa de transporte rural de mantenimiento mínimo. En los casos de Bangweulu y Mweru Wantipa, en particular, hay comunidades pesqueras permanentes y estacionales para las que el único acceso es por barco o canoa.
- 2250 km de principales ríos navegables, entre ellos el Zambeze superior (llanura aluvial de Barotse), Chambeshi, Kafue, Luapula; y el Luangwa, aunque no siempre en la estación seca.
- Otros ríos navegables para canoas y pequeñas embarcaciones de forma estacional o por tramos son el Dongwe/Kabompo y el Lungwebungu, en el oeste, y el Luena-Luongo y el alto Kalungwishi, en el norte, y muchos otros.
- Transporte lacustre - principales lagos navegables (con el principal puerto o centro de navegación entre paréntesis): lago Tanganica (Mpulungu), lago Mweru (Nchelenge-Kashikishi), lago Mweru Wantipa (Kaputa), lago Bangweulu (Samfya), lago Kariba (Siavonga).
- Canales navegables en pantanos: el mayor de ellos es el pantano de Bangweulu, con cientos de kilómetros de canales en una superficie de hasta 10 000 kilómetros cuadrados según la estación. Otros son la llanura aluvial del alto Zambeze/Barotse, sobre todo en Mongu, el bajo Luapula, las marismas de Mweru, el pantano de Lukanga y los pantanos de Luena-Lufubu en Mushota, distrito de Kawambwa.

Zambia cuenta con cuatro aeropuertos internacionales, cinco pistas de aterrizaje y cinco aeródromos secundarios que dan servicio a los vuelos nacionales e internacionales. El principal es el Aeropuerto Internacional Kenneth Kaunda de Lusaka. Otros aeropuertos más pequeños son los de Livingstone y Mfuew, en Ndola, junto con aeródromos secundarios como los de Kasama, Kitwe, Chipata, Mongi, Mansa y Solwezi.
Zambia aplica una política de «cielos abiertos» desde la quiebra de la compañía aérea nacional estatal. Antes de su desaparición, Zambian Airways era la única compañía aérea regular con base en Zambia. A partir de 2022, hay varias aerolíneas regulares con base en Zambia: Zambia Airways, Proflight Zambia, Royal Zambian Airlines y Mahogany Air.

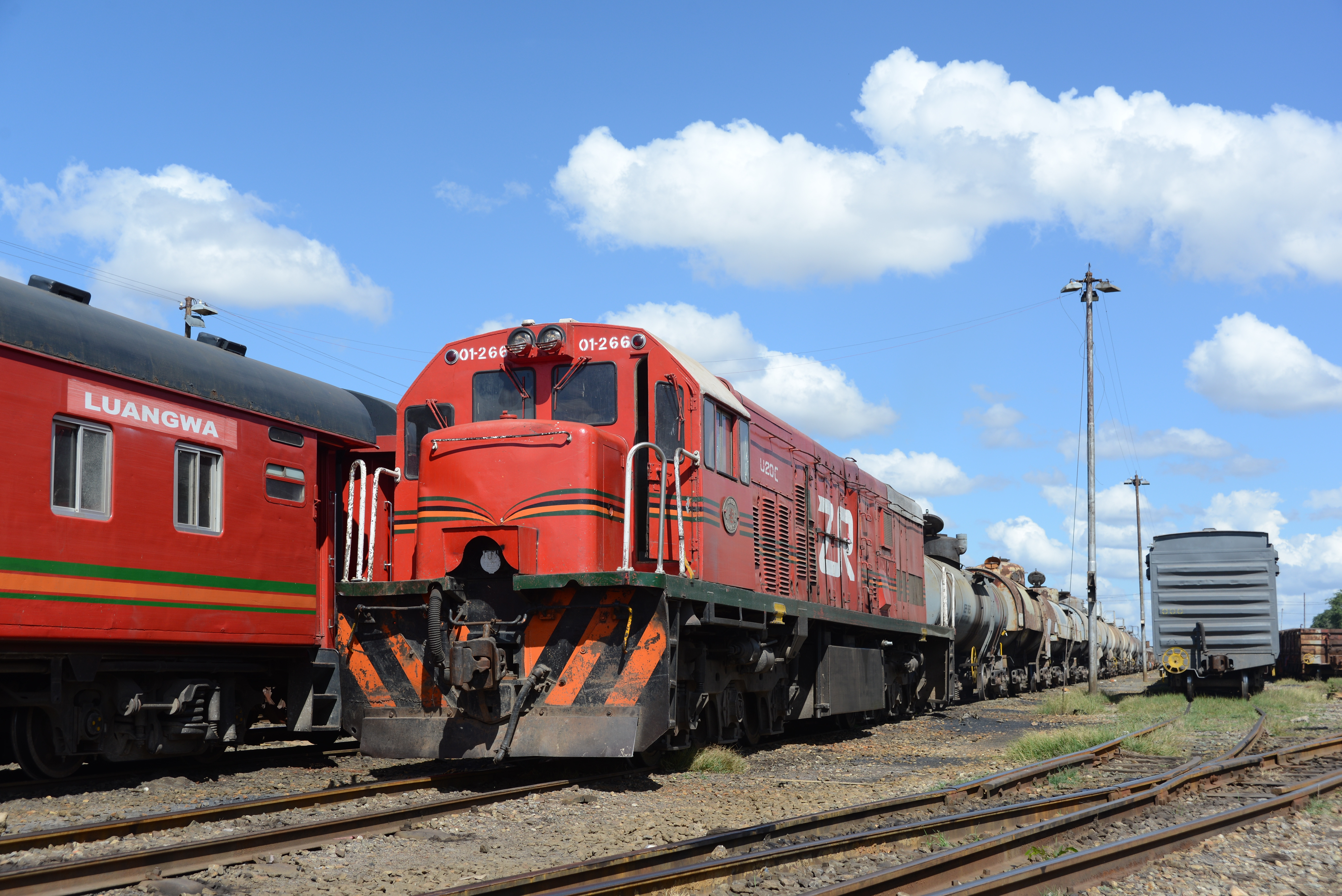
Trenes del sistema ferroviario de Zambia

Sólo seis de los aeropuertos de Zambia tienen vuelos comerciales regulares: Aeropuerto de Chipata, Aeropuerto Internacional Harry Mwanga Nkumbula, Aeropuerto Internacional Kenneth Kaunda, Aeropuerto de Mfuwe, Aeropuerto Internacional Simon Mwansa Kapwepwe y Aeropuerto de Solwezi. Los tres aeropuertos internacionales de Zambia ofrecen vuelos de pasajeros a Dar es Salaam, Johannesburgo, Mbombela, Dubái, Harare, Addis Abeba, Nairobi, Lilongüe, Doha, Kigali, Gaborone y Ciudad del Cabo.
El transporte ferroviario en Zambia se realiza principalmente a través de dos sistemas:
- TAZARA Railway
- Zambia Railways Limited (subsistemas: ferrocarril de El Cabo a El Cairo y ferrocarril de Sena)

Zambia Railways explota varias líneas ferroviarias, entre ellas la de Mulobezi; a principios de 2012, seguía en funcionamiento, pero en mal estado.

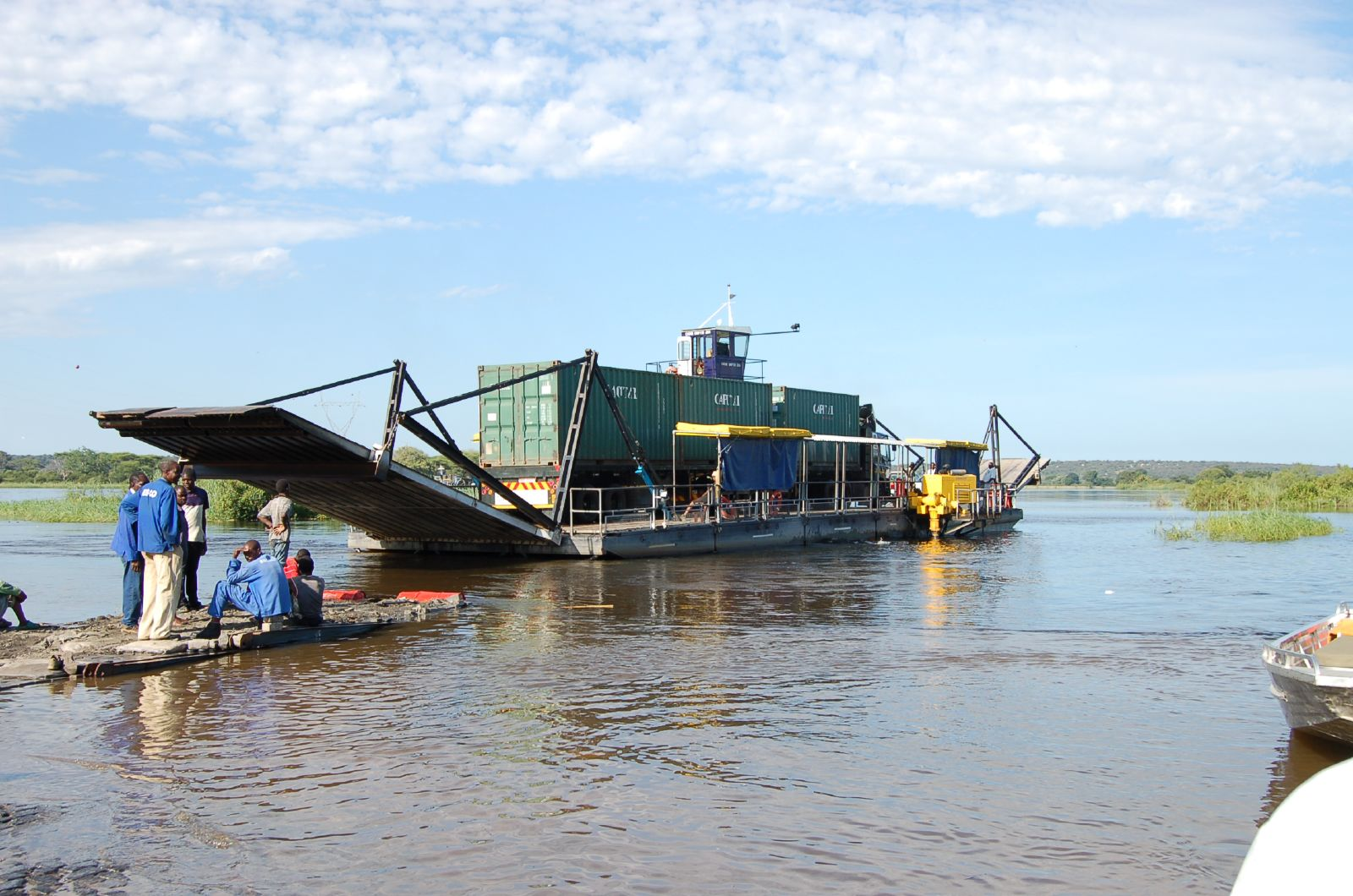
El Ferry de Kazungula

En Zambia algunas carreteras están designadas como rutas numeradas para ayudar a la navegación. Existe un esquema de numeración a nivel nacional que consiste en carreteras interterritoriales, carreteras territoriales, carreteras de distrito y carreteras rurales.
De un total de 91 440 km de carreteras en Zambia (2001), 20 117 km estaban pavimentados y 6779 km formaban parte de carreteras interterritoriales o territoriales. 71 323 km de carreteras estaban sin asfaltar (algunas de las carreteras sin asfaltar son carreteras de laterita niveladas).
Todas las carreteras interterritoriales, junto con muchas carreteras territoriales y unas pocas carreteras de distrito, están designadas como carreteras de peaje. Los peajes son administrados por la Agencia del Fondo Nacional de Carreteras (NRFA) y la Agencia de Desarrollo de Carreteras (RDA) junto con concesionarios (asociaciones público-privadas) para algunas carreteras.

## Cultura

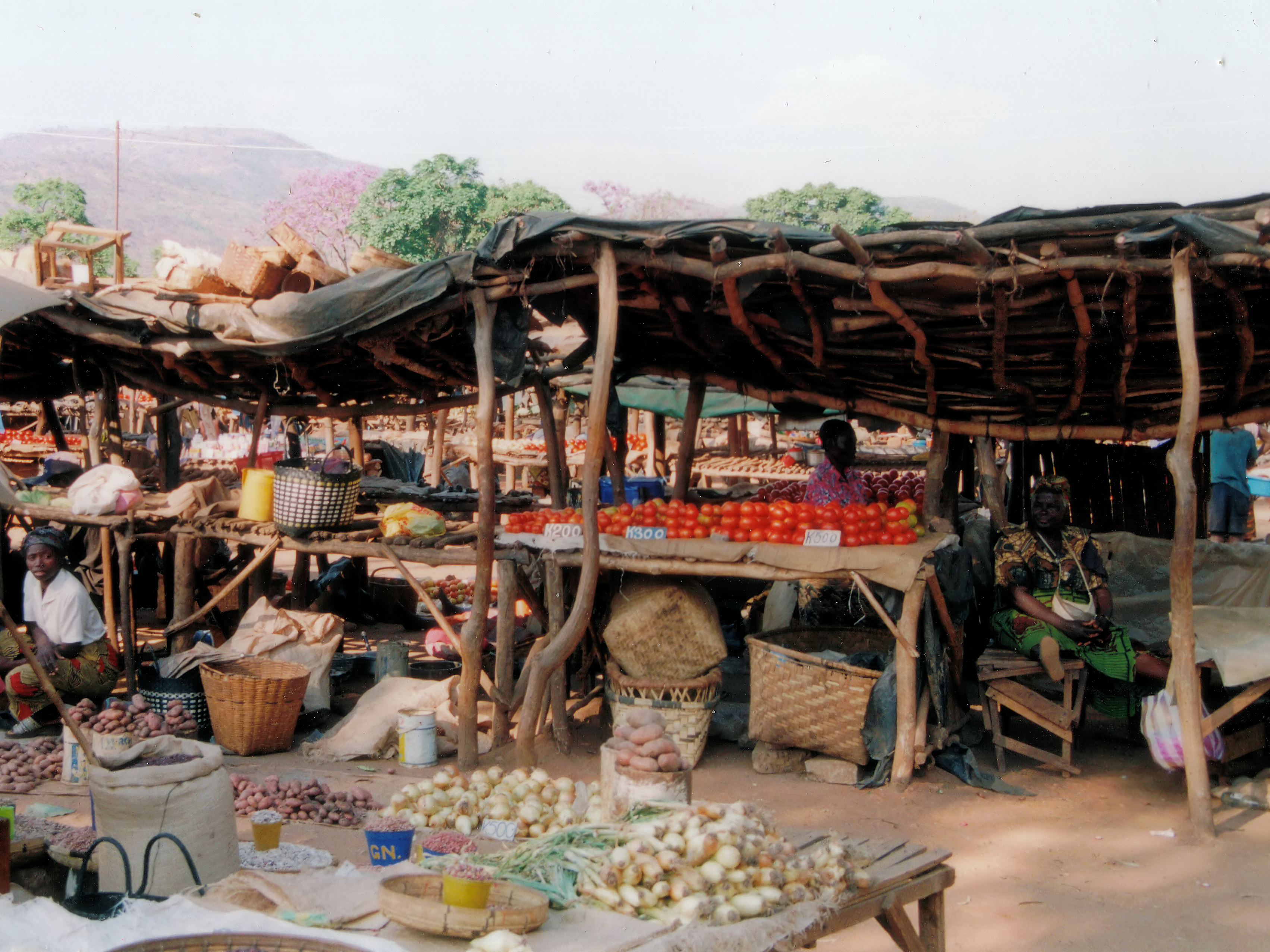
Mercado tradicional

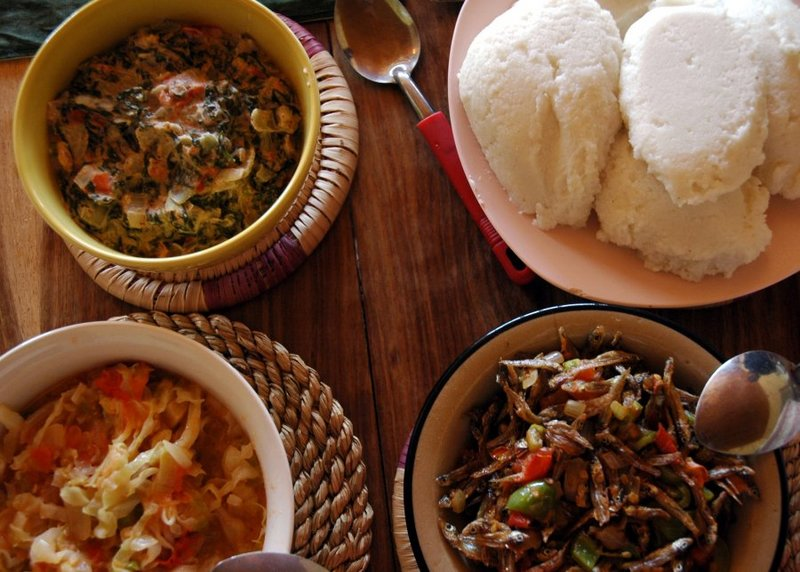
Nshima (arriba a la derecha) con tres tipos de relish

La cultura de esta nación es producto de tradiciones autóctonas combinadas con influencias europeas (sobre todo inglesas). Antes de la colonización del país, los nativos vivían en tribus independientes con su propia forma de vida. Tras la llegada de los británicos, algunos pueblos se juntaron en aldeas o pueblos; mientras que otros adoptaron las costumbres de Europa y se mudaron a los asentamientos de los colonos. Sin embargo, las tradiciones se mantuvieron en las áreas rurales y en las de difícil acceso o apartadas del control de los blancos. El producto de las interacciones entre las costumbres africanas y la cultura europea recibió el nombre de «Cultura Zambia».

### Fiestas
| Fiestas                | Fiestas                 | Fiestas          |
| Fecha                  | Nombre en castellano    | Nombre local     |
| ---------------------- | ----------------------- | ---------------- |
| Segundo lunes de marzo | Día de la Juventud      | Youth Day        |
| 25 de mayo             | Día de África           | Africa Day       |
| Primer lunes de julio  | Día de los Héroes       | Heros' day       |
| Primer martes de julio | Día de la Unidad        | Unity Day        |
| 24 de octubre          | Día de la independencia | Independence Day |

### Telecomunicaciones
La Corporación Nacional de Radiodifusión de Zambia (ZNBC), de propiedad estatal, explota tres cadenas de radio. Funcionan unas dos docenas de emisoras de radio privadas. En Lusaka y Kitwe se puede acceder a los repetidores de al menos dos emisoras internacionales.
La ZNBC explota una cadena de televisión y es el principal proveedor de contenidos locales. También hay varias cadenas de televisión privadas. Hay servicios de televisión por suscripción multicanal.
Las instalaciones son de las mejores del África subsahariana. Un repetidor de radio por microondas de alta capacidad conecta la mayoría de las grandes ciudades. Funcionan varios servicios de telefonía móvil y la cobertura de la red está mejorando. Se está instalando un sistema nacional de satélites para mejorar el servicio telefónico en las zonas rurales. Empresas privadas explotan redes de terminales de muy pequeña apertura (VSAT).

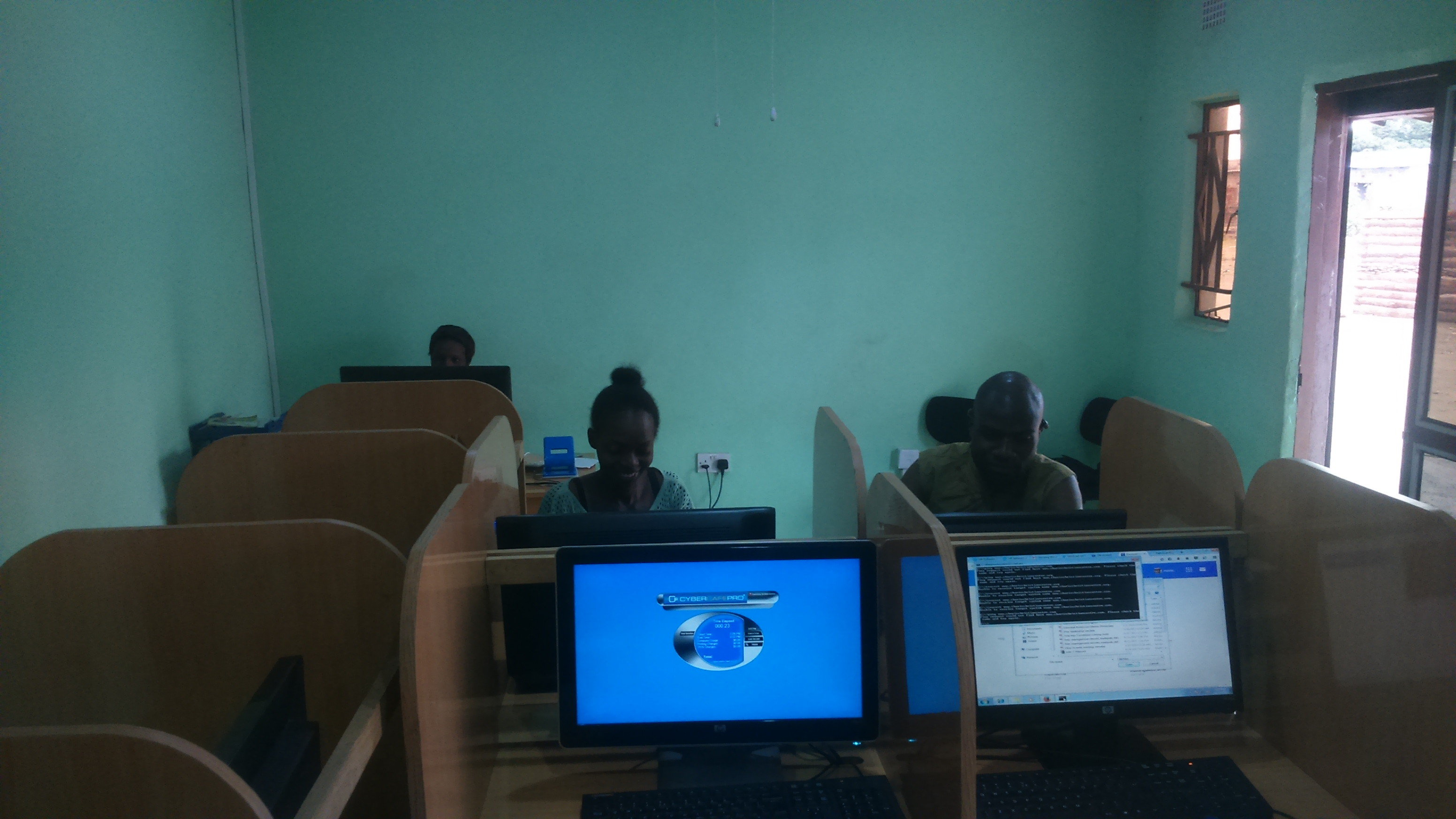
Un cibercafé en Zambia

El acceso a Internet no está restringido y las personas y los grupos expresan libremente sus opiniones a través de la red, aunque el gobierno amenaza frecuentemente con anular el registro de publicaciones y blogs críticos en línea. En octubre de 2012, el gobierno intentó anular el registro del blog Zambian Watchdog, pero no lo consiguió porque el blog estaba alojado en el extranjero y, por tanto, fuera del control del gobierno.
La Constitución y la ley contemplan la libertad de expresión y de prensa, pero el gobierno utiliza las disposiciones legales para restringir estas libertades. El gobierno es sensible a las críticas de la oposición y de otros sectores, y se ha apresurado a procesar a los críticos con el pretexto legal de que habían incitado al desorden público. Las leyes sobre difamación se utilizan para reprimir la libertad de expresión y de prensa.

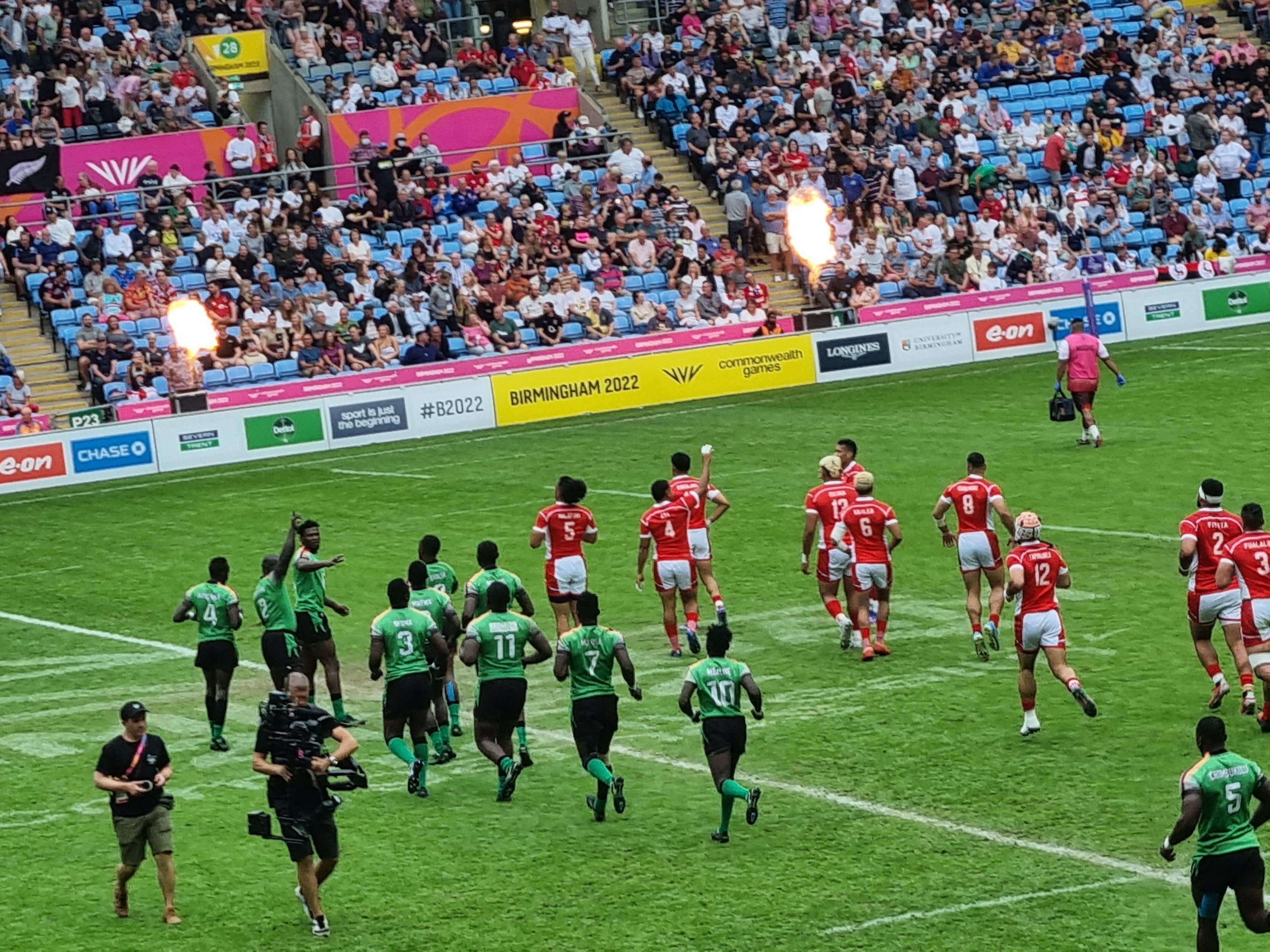
Un partido de Rugby 7 entre las selecciones nacionales de Tonga y Zambia

La Constitución y la ley prohíben la injerencia arbitraria en la intimidad, la familia, el domicilio o la correspondencia, pero el gobierno no suele respetar estas prohibiciones. La ley exige una orden de registro o arresto antes de que la policía pueda entrar en un domicilio, excepto durante un estado de emergencia o cuando la policía sospeche que una persona ha cometido un delito como traición, sedición, difamación del presidente o reunión ilegal. La policía entra habitualmente en los domicilios sin orden judicial. La ley otorga a la Comisión de Lucha contra la Droga (DEC), al Servicio de Inteligencia de Seguridad de Zambia (ZSIS) y a la policía autoridad para vigilar las comunicaciones mediante escuchas telefónicas con una orden emitida sobre la base de una causa probable, y las autoridades suelen respetar este requisito.

## Deporte
El fútbol es el deporte más popular del país, seguido del atletismo. El mayor logro del fútbol asociado del país lo logró la selección nacional en 2012, derrotando en la final de la Copa Africana de Naciones a Costa de Marfil en la tanda de penalties, tras el empate al final del partido.

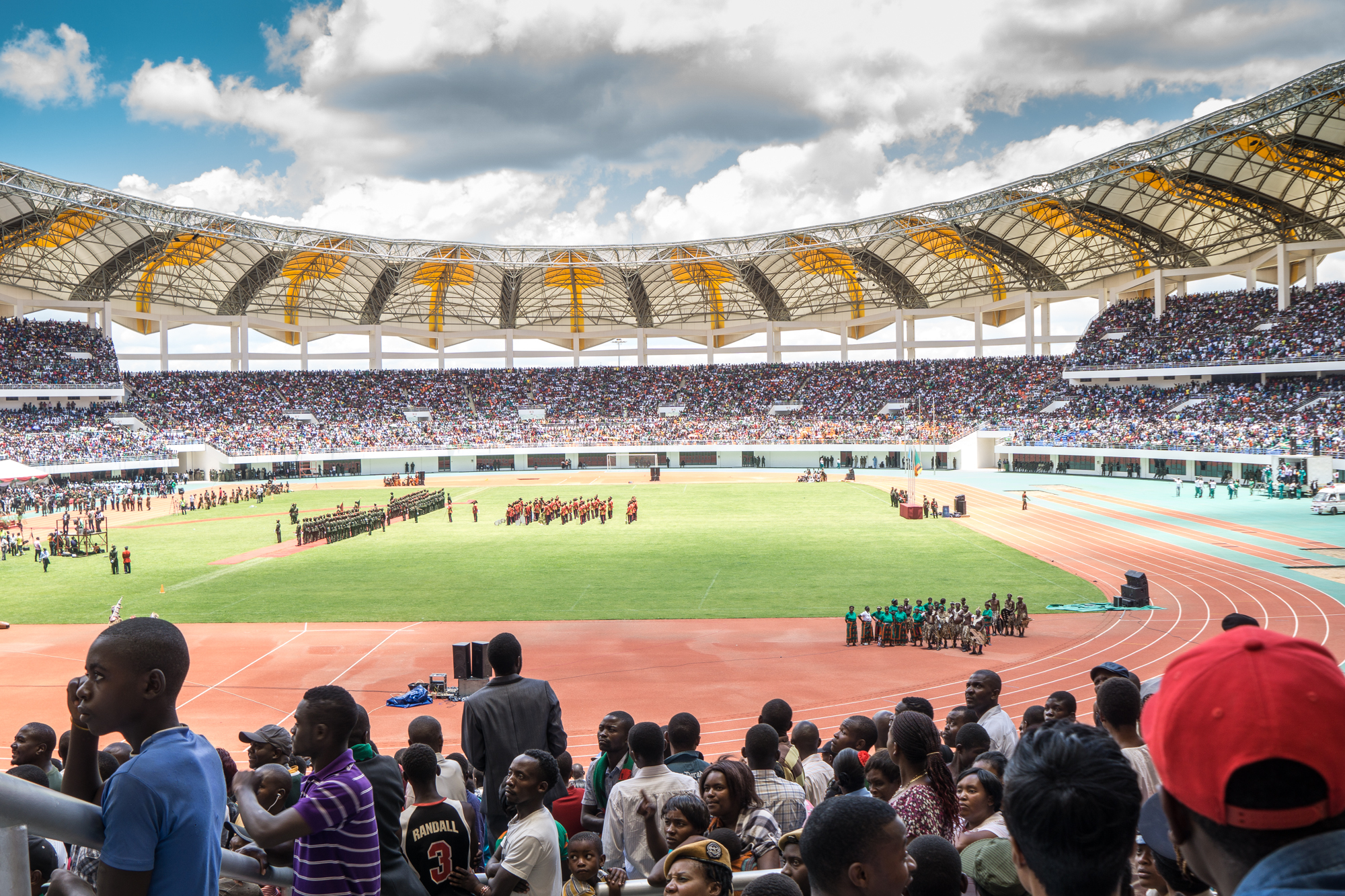
El Estadio de los Héroes nacionales en Lusaka puede recibir hasta 60 000 espectadores

Esto supuso el primer título continental del país, tras haber perdido anteriormente dos finales de la Copa Africana. Otro gran logro en el fútbol se dio en las Olimpiadas de Seúl en 1988, donde la selección derrotó a Italia por 4 a 0, en el cual Kalusha Bwalya, anotó un triplete. Lamentablemente el deporte zambiano también vivió una tragedia: el 27 de abril de 1993, el avión que llevaba a la selección de Zambia a la ciudad de Dakar, capital de Senegal, donde se iba a disputar un partido entre ambas selecciones para definir el pase a la Copa Mundial de 1994, cayó al mar en las costas de Gabón, falleciendo todos los pasajeros en su interior: 18 futbolistas, 5 miembros de tripulación, integrantes del cuerpo técnico y un periodista. La máxima competición nacional de fútbol es la Primera División de Zambia.
El atleta Samuel Matete destacó a nivel internacional en la prueba de 400 metros vallas, y el exjugador de rugby australiano George Gregan es nativo del país.
Otros deportes populares en Zambia son el rugby, el boxeo y el críquet. Zambia también logró una medalla de plata (en Atlanta 1996) y una de bronce (en Los Ángeles 1984) en los Juegos Olímpicos.